# Donau

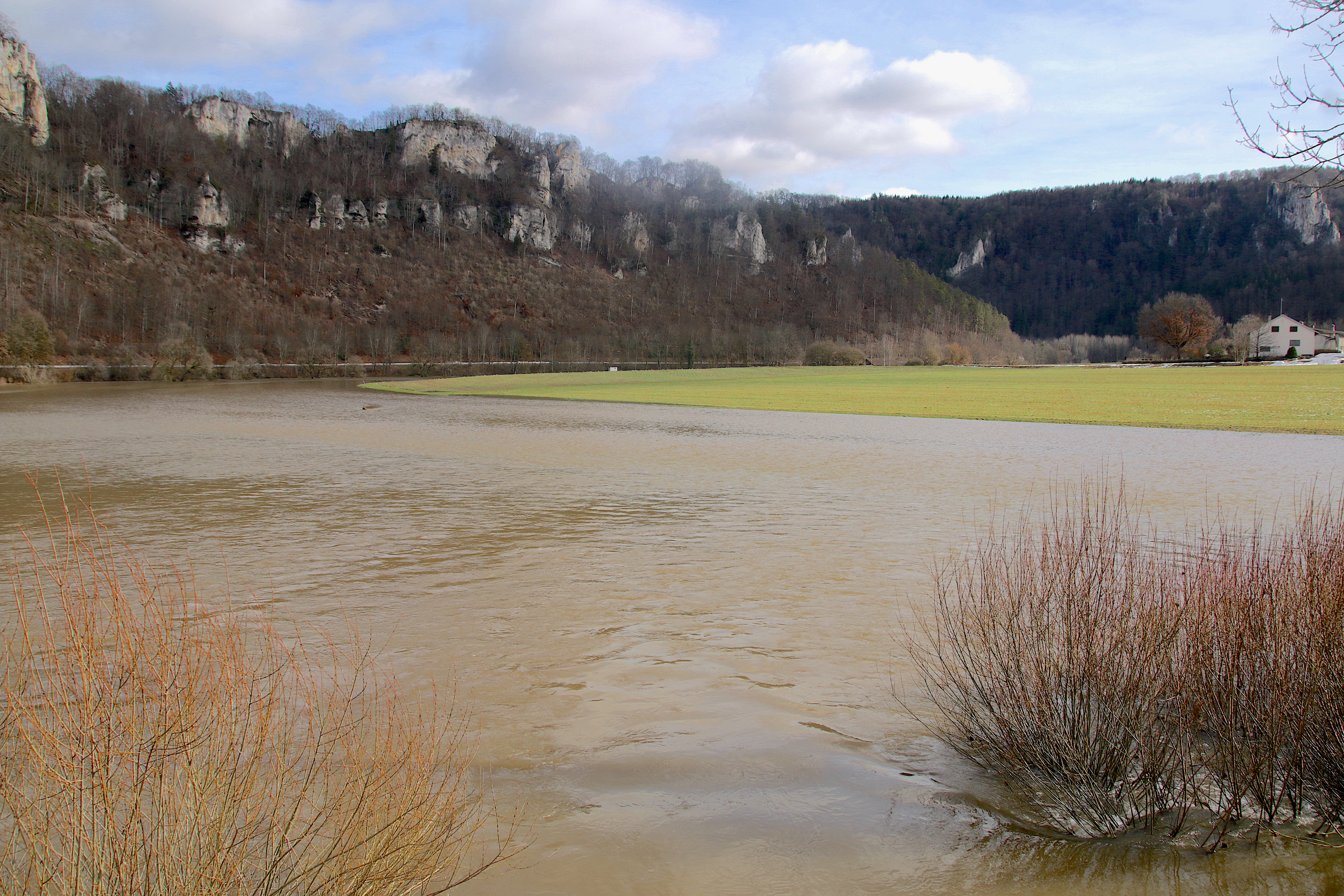
Donau in Beuron bei Hochwasser

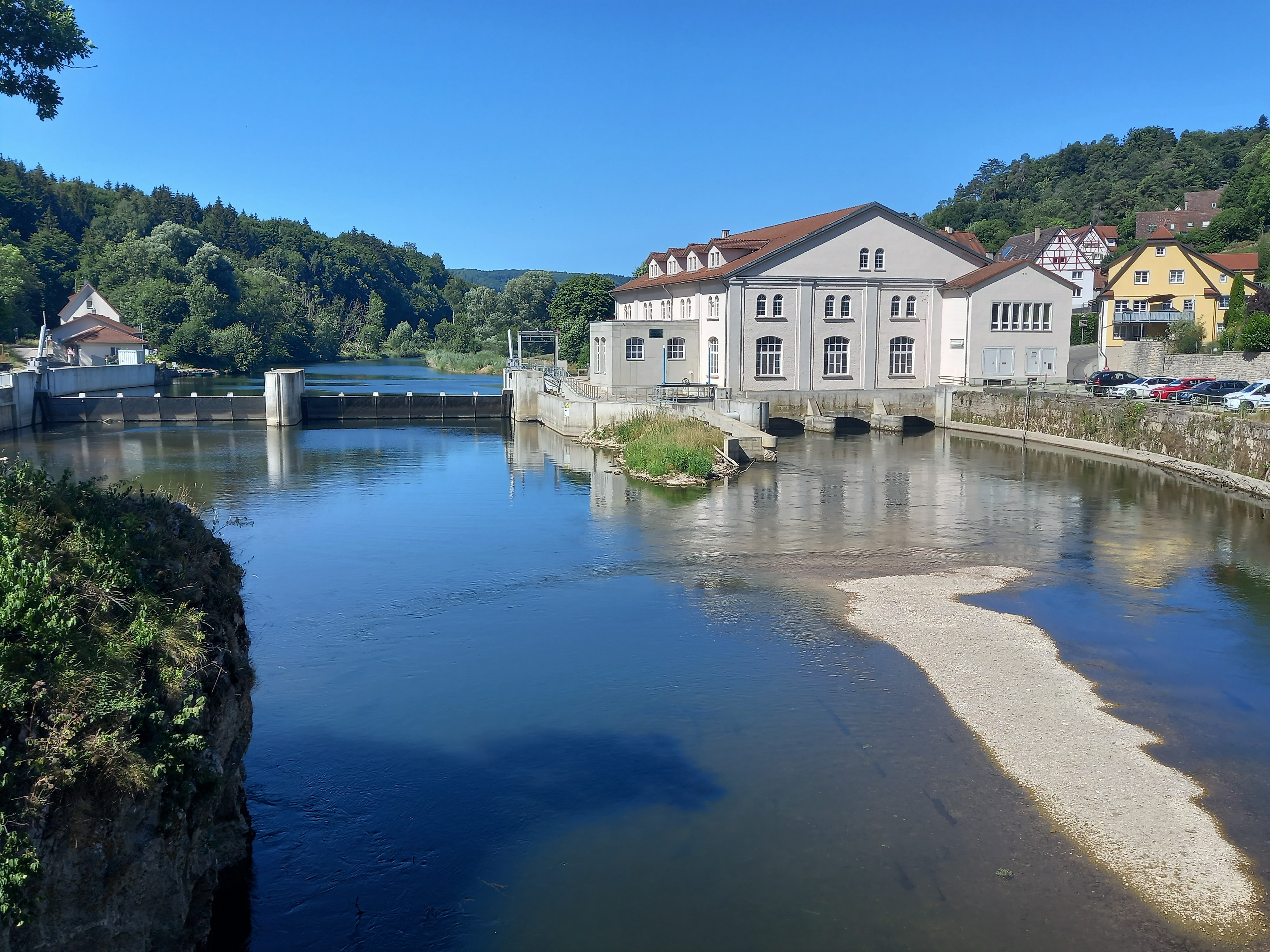
Donau bei Niedrigwasser (Kraftwerk Rechtenstein)

Die Donau ist mit einer mittleren Wasserführung von rund 6855 m³/s und einer Gesamtlänge von 2857 Kilometern nach der Wolga der zweitgrößte und zweitlängste Fluss in Europa. Der Strom entwässert weite Teile Mittel- und Südosteuropas. Er durchfließt bzw. berührt dabei zehn Länder (Deutschland, Österreich, Slowakei, Ungarn, Kroatien, Serbien, Bulgarien, Rumänien, Republik Moldau und die Ukraine) – so viele wie kein anderer Fluss auf der Erde.
Die Donau führt ihren Namen ab der Vereinigung zweier Quellflüsse, der Brigach und der größeren Breg, die beide im Mittleren Schwarzwald entspringen. Sie durchquert drei große Beckenlandschaften: das nördliche Alpenvorland und das Wiener Becken (Oberlauf), die Pannonische Tiefebene (Mittellauf) und das Walachische Tiefland (Unterlauf). Die trennenden Gebirge durchschneidet sie in Engtälern, deren bekannteste Abschnitte der Donaudurchbruch bei Beuron, der Donaudurchbruch bei Weltenburg, die Wachau, die Hainburger Pforte (auch Preßburger Pforte) und das Eiserne Tor sind. Der Strom mündet über das ausgedehnte Donaudelta ins Schwarze Meer.
Die Donau ist eine der ältesten und bedeutendsten europäischen Handelsrouten und verbindet dabei unterschiedliche Kulturkreise. Politische Spannungen und Kriege bewirkten immer wieder Sperren und Behinderungen der Wasserstraße. Seit dem Fall des Eisernen Vorhanges hat die Donau wieder ihre wirtschaftliche Bedeutung erhalten. Der Fluss verbindet viele artenreiche und unverbaute Naturräume und ist ein wichtiger Standort für Wasserkraftwerke.

## Namen und Etymologie

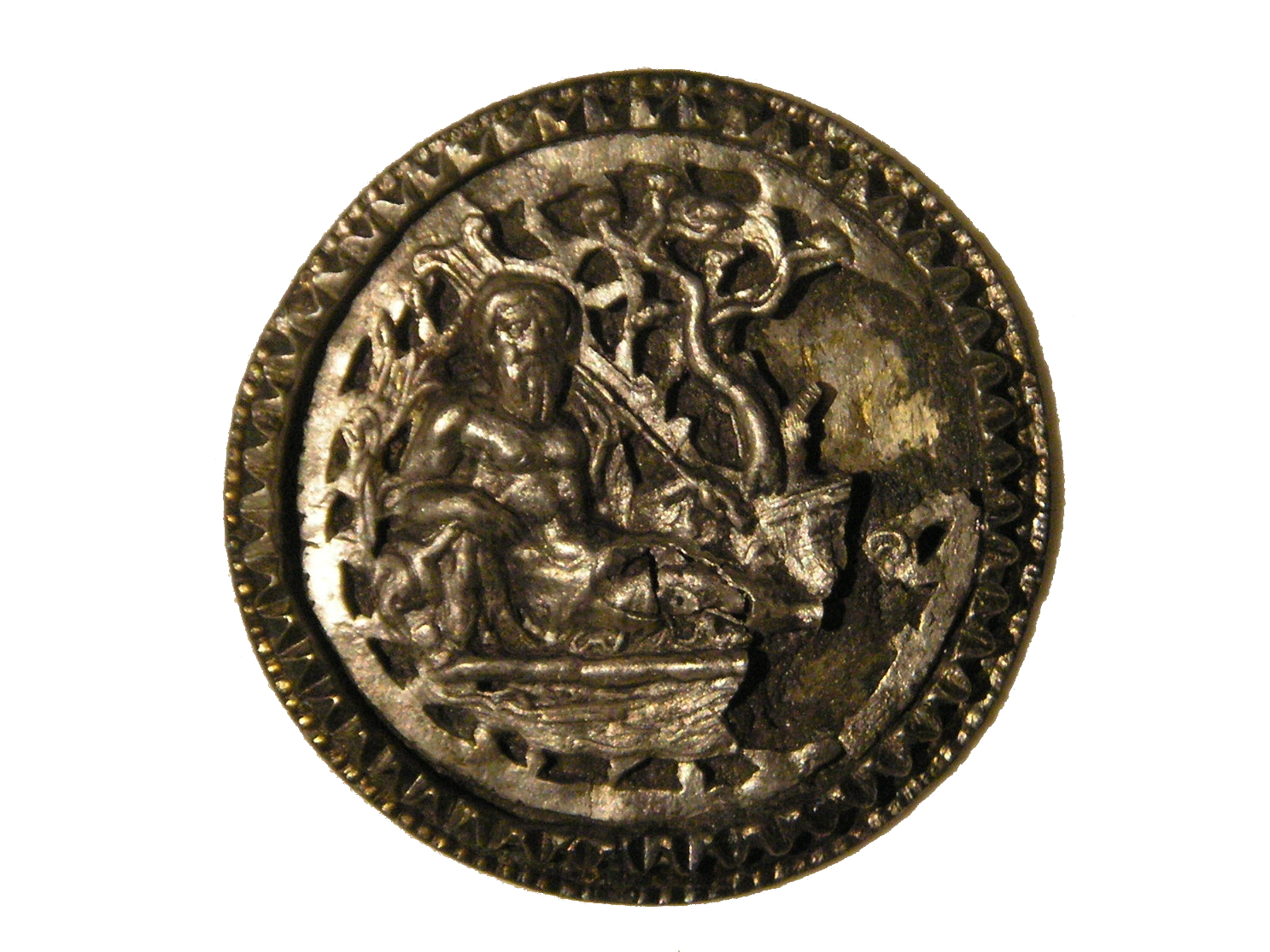
Scheibenfibel mit Darstellung des Flussgottes Dānuvius, 150–250 n. Chr. (Römermuseum Wien)

Die Donau hat einen weiblichen Namen. Im Mittelhochdeutschen wurde sie diu Tuonowe (frühneuhochdeutsch Tonaw, Donaw) genannt. Das Grundwort -ouwe (‚Flussaue, -landschaft‘) ihres althochdeutsch zusammengesetzten Namens kann zum weiblichen Geschlecht beigetragen haben.
Alle modernen Namen des Flusses – darunter rumänisch Dunărea, bulgarisch, serbisch und kroatisch Dunav, slowenisch Donava, ungarisch Duna, türkisch Tuna sowie slowakisch, russisch, polnisch, tschechisch und ukrainisch Dunaj – leiten sich zunächst vom Namen Dānuvius der Römerzeit (mit gleichnamigem Flussgott) ab, gehen aber auf ältere Wurzeln zurück. Donau ist wie auch die Flussnamen Dnepr, Dnister, Donez und Don möglicherweise iranischen oder keltischen Ursprungs. Die Namen könnten ebenso von den iranischsprachigen Skythen und Sarmaten wie auch von den Kelten Osteuropas herrühren. Eine genaue sprachliche Zuordnung ist schwierig, da beide Volksstämme bis an den Don und die Donau vordrangen, weiters sowohl das Keltische als auch das Iranische indogermanische Sprachen sind und daher das Wort „Fluss“ im Altiranischen (vgl. avestisch dānu, ossetisch don) und Keltischen (vgl. walisisch Donwy) auf dieselbe indogermanische Wurzel *dʰenh₂- ‚fließen‘ zurückgeht. 
In der Antike hatte die Donau lange zwei Namen: Ister oder Hister, zu Altgriechisch Ístros (Ἴστρος), war eine Bezeichnung für den Unterlauf, Donau hieß nur der Oberlauf. Einige römische Städte am Unterlauf der Donau trugen den Zusatz ad Istrum – so beispielsweise Nicopolis ad Istrum. Dieses Wort steht zu einem allgemein indogermanischen Hydronym *heisr- ‚schnell, hurtig‘ und wird auch auf die keltischen Worte ys ‚schnell, reißend‘ und ura ‚Wasser, Fluss‘ zurückgeführt. Nach einer anderen Interpretation steht ys zugleich für ‚hoch, tief‘ und bezeichnet damit, gleich dem lateinischen altus, beide Aspekte der Vertikale. Im Bereich des früheren keltischen Siedlungsgebietes leiten sich, neben den alten Namen der Donau, eine Reihe von weiteren Namen für andere Flüsse von diesem Stamm ab:
- Eisack (Südtirol, Italien)
- IJssel (Niederlande)
- Isar (Deutschland)
- Isel (Österreich)
- Isère (Frankreich)
- Iskar (Bulgarien)
- Jizera (Tschechien)
- Yser (Belgien)[4]

Hans Bahlow stellte den Wurzelanlaut *is- mit den Wurzeln *es-, *as-, *os, *us- oder *aus- (alle angeblich ‚Sumpf-/Moorwasser‘) zurück. Eine andere Interpretation geht von einer hypothetischen indogermanischen Wurzel *es oder *is aus, die als generische Bezeichnung für ‚(fließendes) Wasser‘ interpretiert wird.
Erst um die Zeitenwende, als das Römische Reich sich über den ganzen Donaulauf ausgedehnt hatte und die kartographischen Zusammenhänge erschlossen wurden, wurde die Einheit beider Flussabschnitte erkannt. Noch bis zum Ende der Antike war Ister ein gebräuchlicher Name des Flusses, während sich Dānuvius eher nur auf den Oberlauf bezog. 

## Geologische Entwicklung
Erdgeschichtlich markiert die Donau die Linien, an denen sich im Miozän ab etwa vor zwölf Millionen Jahren im Zuge der noch andauernden Kollision der afrikanischen und eurasischen Kontinentalplatten das schmale Randmeer der Paratethys von Westen nach Osten schloss und trocken fiel. Die Auffaltungen der Alpen und Karpaten waren bereits im Gange und schlossen zeitweise große brackige Seen ein, in der heutigen ungarischen Tiefebene der Pannonsee und ebenso in der südlichen Randsenke der Karpaten, der heutigen Walachischen Tiefebene. Nördlich der Alpen, im heutigen Alpenvorland, entwässerte die sog. Graupensandrinne als Vorläufer der Donau nach Westen, bevor sich im älteren Pliozän, vor etwa sieben Millionen Jahren, im Molassebecken die Urdonau zu formieren begann. Der Oberlauf der sog. Aare-Donau umfasste vor etwa acht Millionen Jahren zeitweilig sogar das alpine Rhonetal, aber schon bei Wien mündete sie in die Restgewässer der Paratethys. Mit der folgenden weiteren Gebirgsbildung und der Landhebung im Donauraum wurden die Seen im heutigen Mittel- und Unterlauf zusedimentiert und das große Flusssystem des Donau-Oberlaufes wurde von den gefälle- und erosionsstärkeren Nachbar-Flusssystemen der Rhone und besonders des Rheins angeschnitten und aufgerieben. Das Donausystem verlagerte sich so ostwärts bis zur heutigen Lage.

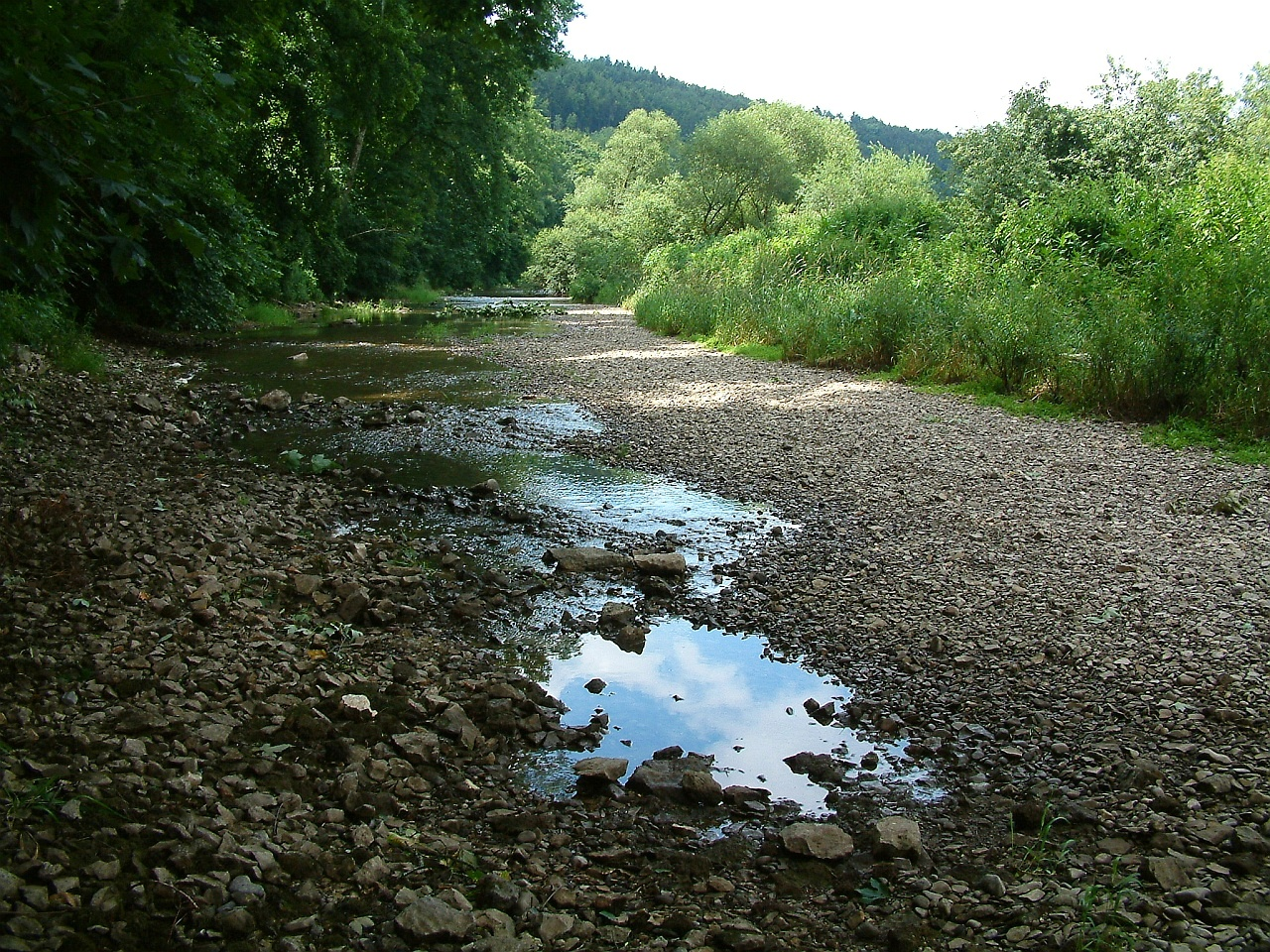
Der trockene Fluss an der Donauversinkung zwischen Immendingen und Möhringen an der Donau

Dieser Vorgang setzt sich in geologischen Zeiträumen wohl noch immer fort, indem im Westen das Einzugsgebiet von den Nebenflüssen des Rheins verkleinert wird. Nachdem zunächst im jüngeren Pliozän die Aare und zu Beginn des mittleren Pleistozän der Alpenrhein zum Rheingraben hin ausbrachen, ging in der Würmkaltzeit der Hauptquellast aus dem Schwarzwald an die Wutach verloren und mit der Donauversinkung in der Schwäbischen Alb ist der Verlust des gesamten Schwarzwälder Einzugsgebietes eingeleitet. Nach einer Strecke von 12–14 Kilometern durch Klüfte und Höhlen verkarsteten Kalksteins tritt das Donauwasser im Aachtopf aus, von wo es über den Bodensee in den Rhein gelangt. Bei geringer Wasserführung kann es inzwischen über Monate zum völligen Trockenfallen der oberen Donau kommen und damit zu einem Verlust an das Flusssystem des Rheins.

## Geografie

### Einzugsgebiet und Wasserführung

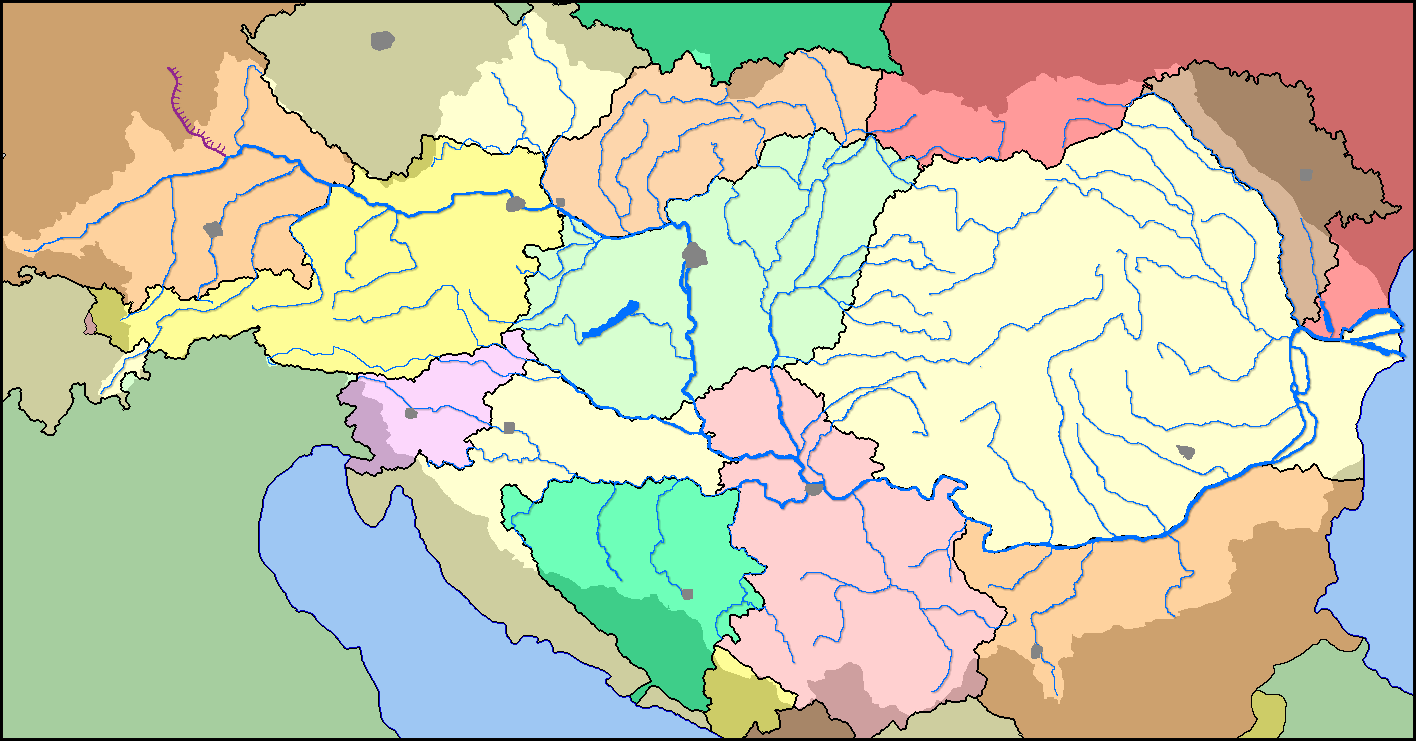
Einzugsgebiet und Hauptnebenflüsse der Donau

Das Einzugsgebiet der Donau umfasst etwa 817.000 Quadratkilometer und ist damit nach der Wolga (1.360.000 km²) und vor dem Dnepr (531.817 km²) in Europa der Fluss mit dem zweitgrößten Einzugsgebiet. Es ist etwas asymmetrisch; links (nördlich) der Donau liegen 56 Prozent der Fläche, rechts 44 Prozent. Dennoch steuern die Nebenflüsse der kleineren rechten Seite rund zwei Drittel des Wasservolumens bei, was vom hier größeren Flächenanteil hoher Gebirge herrührt, die zudem einen großen Teil der von West- und Südwestwinden herangeführten Feuchte abfangen.
Dies spiegelt sich darin wider, dass im südlichen pannonischen Becken von rechts mit der Save der mit Abstand wasserreichste Nebenfluss mündet und von links mit der kaum halb so großen Theiß der deutlich längste Nebenfluss der Donau. Weiter unterhalb übertrifft die Wasserführung der von rechts kommenden Morava die des am Donaudelta von links kommenden, etwa fünfmal so langen Pruth um gut das Doppelte. Und auch im deutschen Donaugebiet führen die drei größten linken Nebenflüsse (Altmühl, Naab und Regen) zusammen weniger Wasser als der in diesem Teil nur drittgrößte rechte Nebenfluss Lech. Der weitaus wasserreichste Nebenfluss der oberen Donau, der Inn, ist der Donau am Zusammenfluss in Passau in der Wasserführung mindestens ebenbürtig, und bei Ulm wird die Donau in der Wasserführung von der Iller sogar um gut ein Drittel übertroffen.
Die meisten der größeren Nebenflüsse entspringen in den Ostalpen und Karpaten sowie in den Gebirgen der Balkanhalbinsel. Die Karpaten sind kein Randgebirge des Donaueinzugsgebiets, sondern ragen in es hinein, weil sie ostseitig vom Siret/Prut-System entwässert werden. Sie trennen den unteren Donauraum vom mittleren. Die Alpen springen mit ihren Nordostausläufern ebenfalls ein und gliedern in mittlere und obere Donau.

### Kilometrierung
Die Kilometer der Donau und ihres gesamten Flusssystems werden flussaufwärts gezählt. Offizieller Nullpunkt der Kilometrierung ist der alte Leuchtturm von Sulina am Schwarzen Meer. Von Kilometer 0 bis 150 erfolgt die Streckenangabe in nautischen Meilen (0–81 sm). Auch alle Nebengewässer haben ihren Nullpunkt an ihrer Mündung, mit einer Ausnahme: Der Donaukanal in Wien bei Stkm 1933–1919,3 wird – 17 km lang – in Stromrichtung kilometriert.

### Quellflüsse

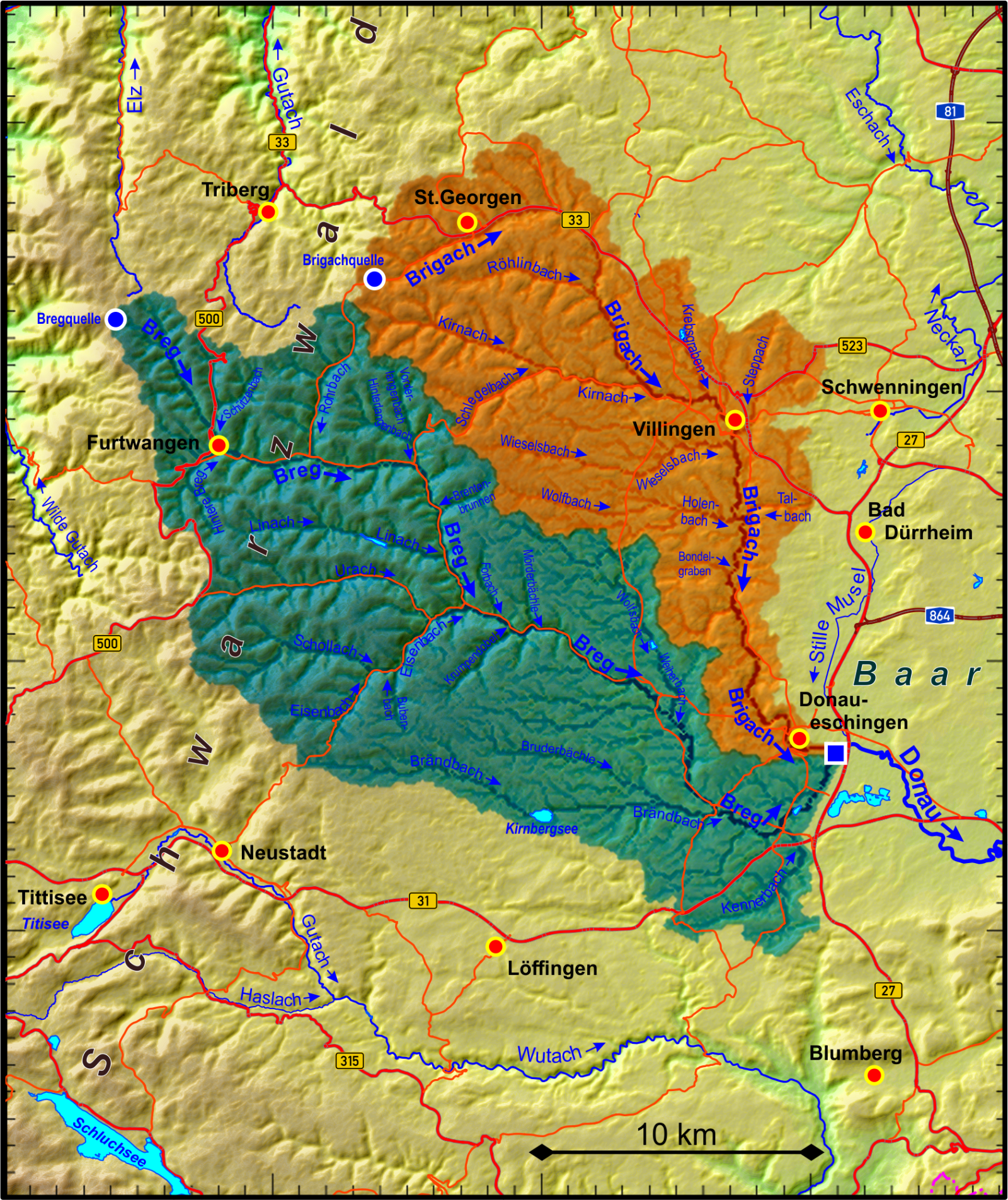
Einzugsgebiet von Brigach und Breg

Bei Donaueschingen fließen Brigach und Breg zur Donau zusammen. Von den beiden Quellflüssen ist die etwas südlicher und höher entspringende Breg nach allen gewässerkundlichen Merkmalen der etwas größere Fluss. Daneben gilt sinnbildlich der Quelltopf des Donaubachs in der Nähe der Vereinigung beider Quellflüsse traditionell als Donauquelle. Ab hier hat die Donau eine Länge von gut 2810 Kilometern.

### Nebenflüsse
Die Flüsse Theiß, Pruth, Save, Drau, Olt, Sereth und Inn haben je eine Länge von über 500 Kilometern. Flüsse mit einer Wasserführung von über 500 m³/s sind Save, Theiß, Inn und Drau.
| Nebenfluss | bei km   | Seite R/L | Länge in km | Abfluss in m³/s | Bemerkungen                                                          |
| ---------- | -------- | --------- | ----------- | --------------- | -------------------------------------------------------------------- |
| Iller      | 2587,9   | R         | 147         | 71              | führt beim Zusammenfluss mehr Wasser als die Donau                   |
| Lech       | 2496,4   | R         | 264         | 114             |                                                                      |
| Isar       | 2281,7   | R         | 295         | 175             |                                                                      |
| Inn        | 2225,2   | R         | 518         | 738             | beim Zusammenfluss breiter und zeitweise wasserreicher als die Donau |
| Traun      | 2125,0   | R         | 153         | 135             |                                                                      |
| Enns       | 2111,8   | R         | 254         | 195             |                                                                      |
| Leitha     | ≈ 18300, | R         | 180         | 10              | mündet in den Nebenarm Moson-Donau                                   |
| Raab       | 1794,0   | R         | 250         | 18              |                                                                      |
| Drau       | 1382,5   | R         | 749         | 670             |                                                                      |
| Save       | ≈ 11700, | R         | 945         | 1722            | wasserreichster Zufluss der Donau und längster von rechts            |
| Morava     | 1104,5   | R         | 185         | 255             |                                                                      |
| Timok      | 845,7    | R         | 203         | 24              |                                                                      |
| Iskar      | 637,0    | R         | 368         | 54              |                                                                      |
| Jantra     | 536,7    | R         | 285         | 47              |                                                                      |
|            |          |           |             |                 |                                                                      |
| Altmühl    | 2411,6   | L         | 220         | 16              |                                                                      |
| Naab       | 2385,3   | L         | 165         | 50              |                                                                      |
| Regen      | 2379,2   | L         | 169         | 40              |                                                                      |
| Kamp       | ≈ 19850, | L         | 153         | 9               |                                                                      |
| March      | 1880,3   | L         | 358         | 109             |                                                                      |
| Waag       | 1765,8   | L         | 403         | 152             |                                                                      |
| Hron       | 1716,0   | L         | 298         | 55              |                                                                      |
| Ipeľ       | 1708,2   | L         | 233         | 21              |                                                                      |
| Theiß      | 1214,5   | L         | 1308        | 813             | längster Nebenfluss der Donau                                        |
| Temesch    | ≈ 11500, | L         | 340         | 47              |                                                                      |
| Jiu        | 691,6    | L         | 331         | 94              |                                                                      |
| Olt        | 600,6    | L         | 737         | 190             |                                                                      |
| Vedea      | ≈ 5300,  | L         | 224         | 8,45            |                                                                      |
| Argeș      | 432,0    | L         | 327         | 73              |                                                                      |
| Ialomița   | 231,1    | L         | 417         | 40              |                                                                      |
| Sereth     | 155,1    | L         | 596         | 230             |                                                                      |
| Pruth      | 134,1    | L         | 953         | 110             |                                                                      |

### Inseln
Die Donau hat zahlreiche größere und kleinere Inseln. Zu den bekanntesten gehören der Obere und der Untere Wöhrd in Regensburg, der Jochenstein, die Donauinsel in Wien, die Große Schüttinsel, die Margareteninsel in Budapest, die Große Kriegsinsel bei Belgrad und die Balta Ialomiței in Rumänien.

### Donauschleusen (Auswahl)
Wasserkraftwerke erforderten allesamt die Anlage von Schleusen für den ungestörten Schiffsverkehr.
- In Deutschland: Jochenstein, Kachlet, Straubing, Geisling, Regensburg, Bad Abbach
- In Österreich: Aschach, Ottensheim, Abwinden, Wallsee, Ybbs-Persenbeug, Melk, Altenwörth, Greifenstein, Freudenau
- In der Slowakei: Gabčíkovo
- In Serbien: Djerdap 1, Eisernes Tor
- In Rumänien: Djerdap 2

### Brücken

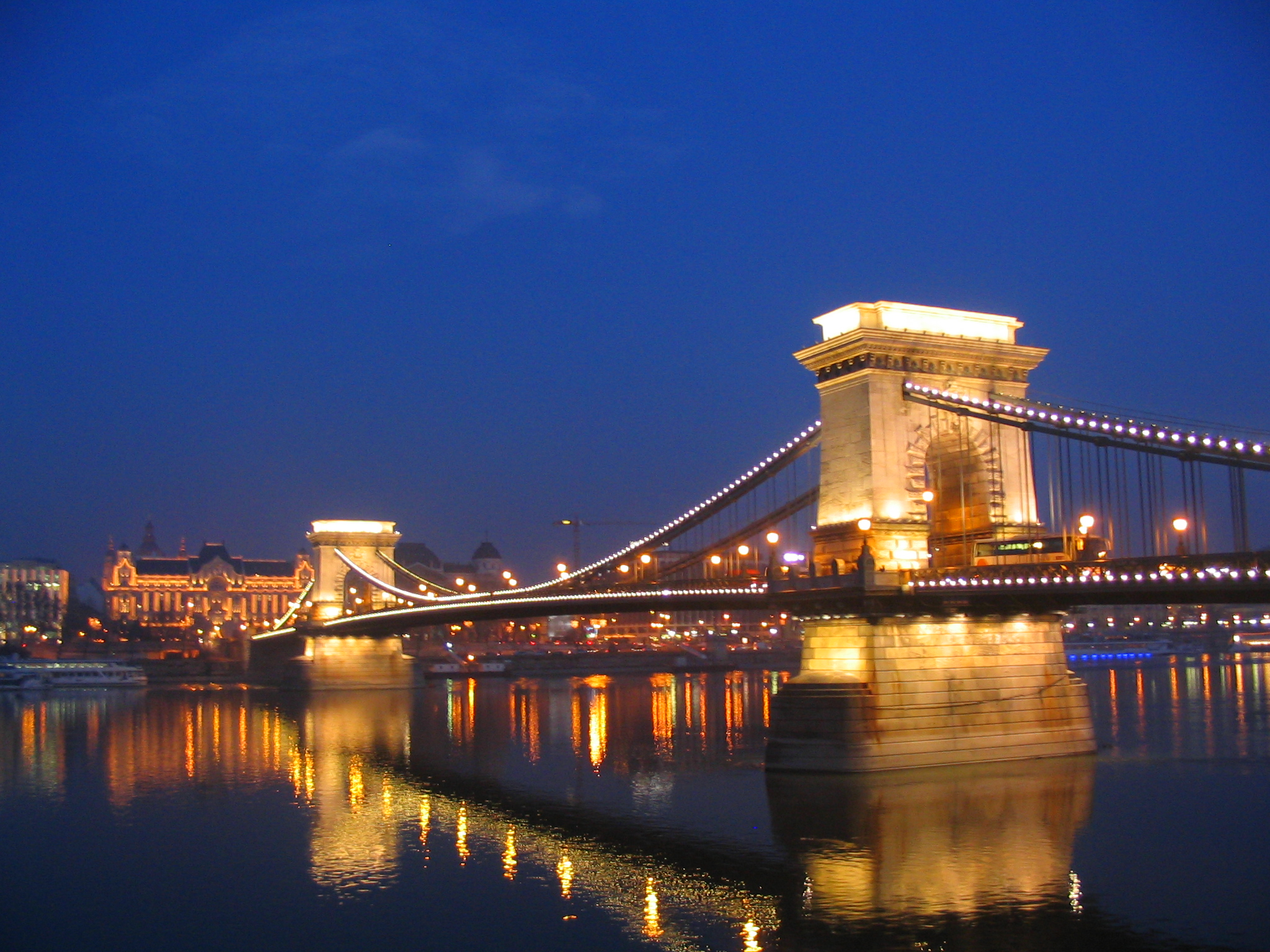
Kettenbrücke in Budapest

Mehr als 300 Brücken überqueren zwischen der Quelle und der Mündung die Donau. Zwei der bekanntesten Brücken sind die mittelalterliche Steinerne Brücke in Regensburg und die Kettenbrücke in Budapest.

## Verlauf

### Anliegende Staaten

Die Donaukommission
Mitglieder
Beobachter

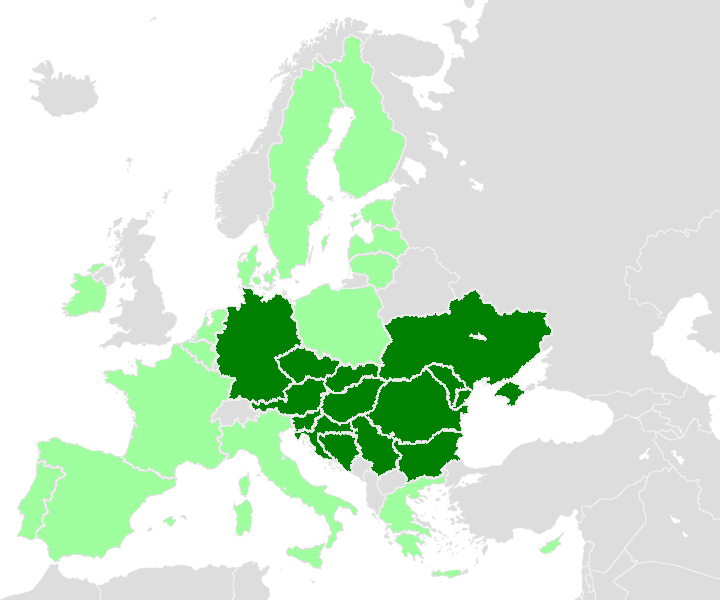
Mitglieder der Internationalen Kommission zum Schutz der Donau
Staaten, die als Mitglieder der EU indirekt beteiligt sind

Die Donau hat zehn Anrainerstaaten (in Fließrichtung, mit Anteil am Einzugsgebiet):
- auf beiden Ufern
  - Deutschland 7,3 %
  - Österreich 9,9 %
  - Slowakei 5,9 %
  - Ungarn 11,4 %
  - Serbien 9,5 %
  - Rumänien 28,4 %
- einseitig
  - Kroatien 4,3 %
  - Bulgarien 5,9 %
  - Republik Moldau 1,5 %
  - Ukraine 4,0 %

Insgesamt bilden 1071 Kilometer (37 %) des Donaulaufs eine Staatsgrenze.
Weitere Länder haben Anteile am Einzugsgebiet des Flusses. In absteigender Reihenfolge der Flächenanteile sind dies:
- Bosnien-Herzegowina 4,7 %
- Tschechien 3,0 %
- Slowenien 2,2 %
- Montenegro 0,9 %
- Kosovo 0,7 %
- Schweiz 0,2 %
- sowie mit je unter 0,1 % Italien, Nordmazedonien, Polen und Albanien.

Das Flusssystem der Donau ist über zahlreiche Kanäle erschlossen, im Besonderen durch den Main-Donau-Kanal und die Kanäle zum nordöstlichen Nachbarfluss Dnjestr, so dass auch Länder wie Frankreich und die Beneluxstaaten oder Russland, Belarus und das Baltikum indirekten Binnenschifffahrts-Zugang zur Donau haben.

### Städte an der Donau
An der Donau liegen folgende Städte (* = Hauptstadt):
in Deutschland
- Donaueschingen
- Geisingen
- Tuttlingen
- Mühlheim an der Donau
- Fridingen
- Sigmaringen
- Mengen
- Riedlingen
- Munderkingen
- Ehingen an der Donau
- Erbach
- Ulm
- Neu-Ulm
- Leipheim
- Günzburg
- Lauingen an der Donau
- Dillingen an der Donau
- Donauwörth
- Neuburg an der Donau
- Ingolstadt
- Vohburg an der Donau
- Neustadt an der Donau
- Kelheim
- Regensburg
- Wörth an der Donau
- Straubing
- Bogen
- Deggendorf
- Vilshofen an der Donau
- Passau

in Österreich
- Linz
- Steyregg
- Grein
- Ybbs an der Donau
- Melk
- Mautern an der Donau
- Krems an der Donau
- Tulln
- Stockerau
- Korneuburg
- Klosterneuburg
- Wien*
- Hainburg an der Donau

in der Slowakei
- Bratislava*
- Komárno
- Štúrovo

in Ungarn
- Győr
- Komárom
- Esztergom
- Visegrád
- Vác
- Budapest*
- Dunaújváros
- Paks
- Kalocsa
- Baja
- Mohács

in Kroatien
- Batina
- Vukovar
- Ilok

in Serbien
- Apatin
- Bačka Palanka
- Futog
- Novi Sad
- Sremski Karlovci
- Belgrad*
- Pančevo
- Smederevo
- Veliko Gradište
- Kladovo
- Prahovo

in Rumänien
- Drobeta Turnu Severin
- Calafat
- Corabia
- Turnu Măgurele
- Zimnicea
- Giurgiu
- Oltenița
- Cernavodă
- Hârșova
- Brăila
- Măcin
- Galați
- Isaccea
- Tulcea
- Sulina

in der Ukraine
- Reni
- Ismajil
- Kilija
- Wylkowe

in Bulgarien
- Widin
- Lom
- Kosloduj
- Orjachowo
- Nikopol
- Swischtow
- Russe
- Silistra
- Tutrakan

### Deutschland

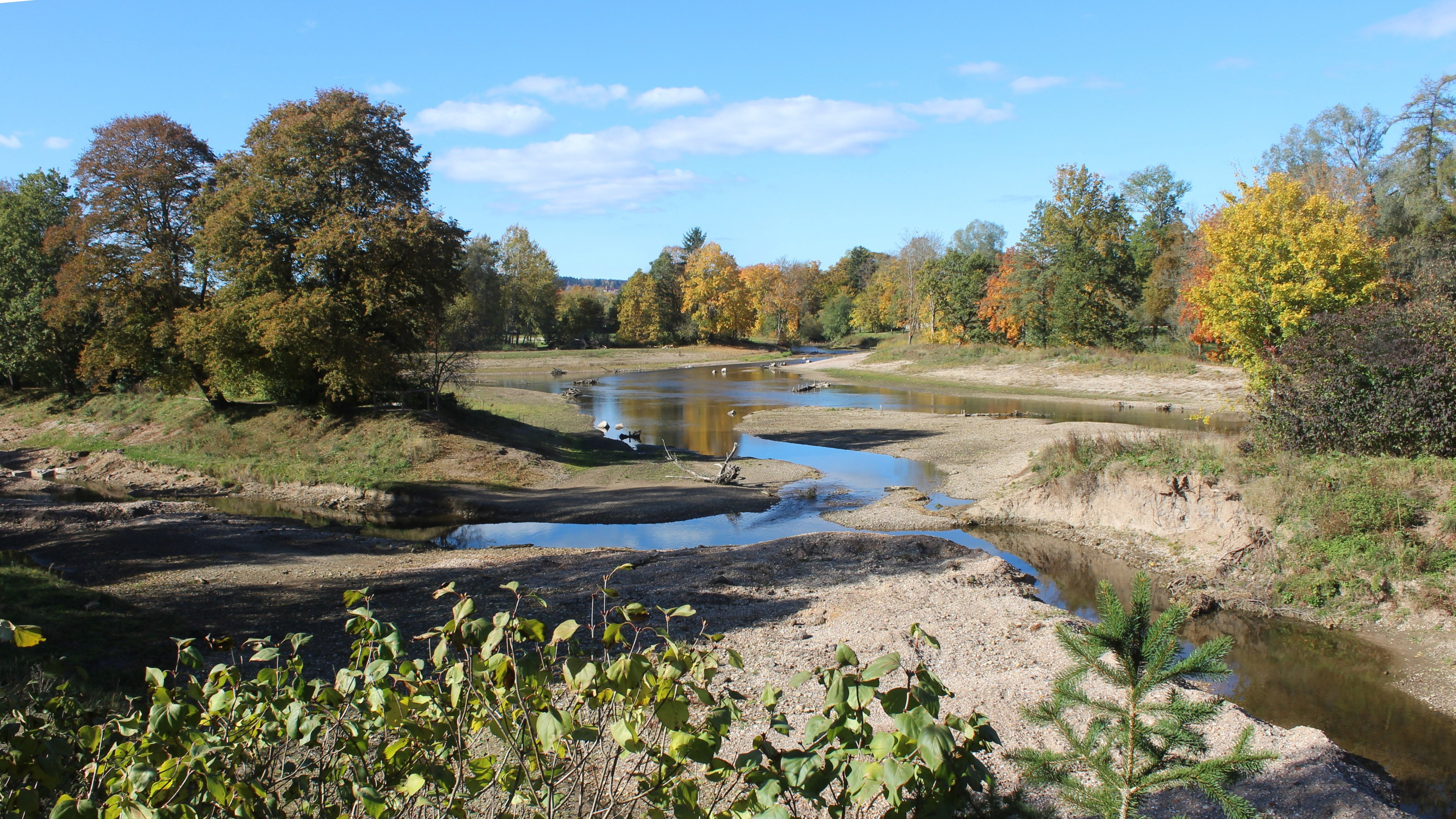
Zusammenfluss von Brigach (hinten rechts) und Breg (hinten links) zur Donau bei Donaueschingen

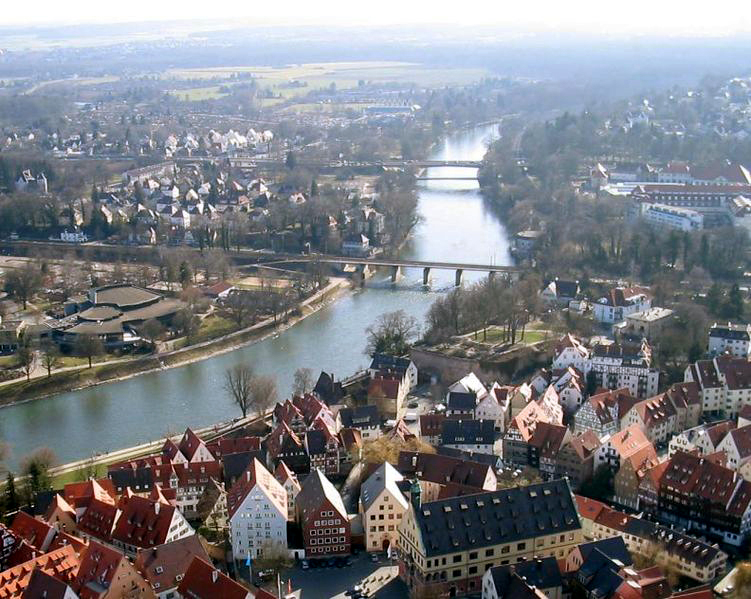
Die Donau in Ulm (vom Ulmer Münster aus gesehen)

Namentlich entsteht die Donau 1,4 Kilometer östlich von Donaueschingen durch den Zusammenfluss der beiden Quellflüsse Brigach und Breg („Brigach und Breg bringen die Donau zuweg“). Als Donauquelle wird nicht nur die Quelle des größeren der beiden Quellflüsse, der Breg bei Furtwangen, bezeichnet, sondern auch der gefasste Ursprung des in Donaueschingen entspringenden Donaubaches.
Von der Bregquelle bis zur österreichischen Grenze legt die Donau ihre ersten 618 Kilometer zurück; sie bildet damit die viertlängste Flussstrecke in Deutschland. Jedoch verliert sie etwa 75 Kilometer unterhalb des Bregursprungs den größten Teil ihres Wassers in der Donauversinkung, die meiste Zeit des Jahres sogar vollständig; es tritt größtenteils im Aachtopf wieder zutage und fließt von dort über den Bodensee zum Rhein. Die größten Städte des Laufabschnitts sind nacheinander Tuttlingen, Ulm, Neu-Ulm, Neuburg an der Donau, Ingolstadt, Regensburg, Straubing und Passau.
Von Ulm bis Kelheim ist die Donau Landeswasserstraße; von Kelheim bis zur Staatsgrenze Bundeswasserstraße mit 203 km Schifffahrtsweg (bei 9,8 km negativen Fehlstrecken, besonders durch die Abkürzungen in Bad Abbach und Straubing, gegenüber der Differenz der Donaukilometerstationen).
In diesem Abschnitt sind die wichtigsten rechtsseitigen Nebenflüsse die Iller in Neu-Ulm, der Lech bei Marxheim (östlich von Donauwörth), die Isar bei Deggendorf und in Passau schließlich der Inn. Linksseitig sind es in Donauwörth die Wörnitz, hinter Kelheim die Altmühl und schließlich bei Regensburg die Naab und der Regen („Iller, Lech, Isar, Inn fließen rechts zur Donau hin; Wörnitz, Altmühl, Naab und Regen kommen ihr von links entgegen.“). Innerhalb des Stadtgebiets von Regensburg befindet sich im Bezirk Ober-/Niederwinzer-Kager der nördlichste Punkt der Donau.
Kleinere Nebenflüsse sind Bära, Riß, Roth, Lauchert, Große Lauter, Blau, Nau, Günz, Brenz, Mindel, Zusam, Schmutter, Paar, Abens, Große Laber, Vils, Ilz oder Erlau. Die in Deutschland entspringende Ranna mündet in Österreich.

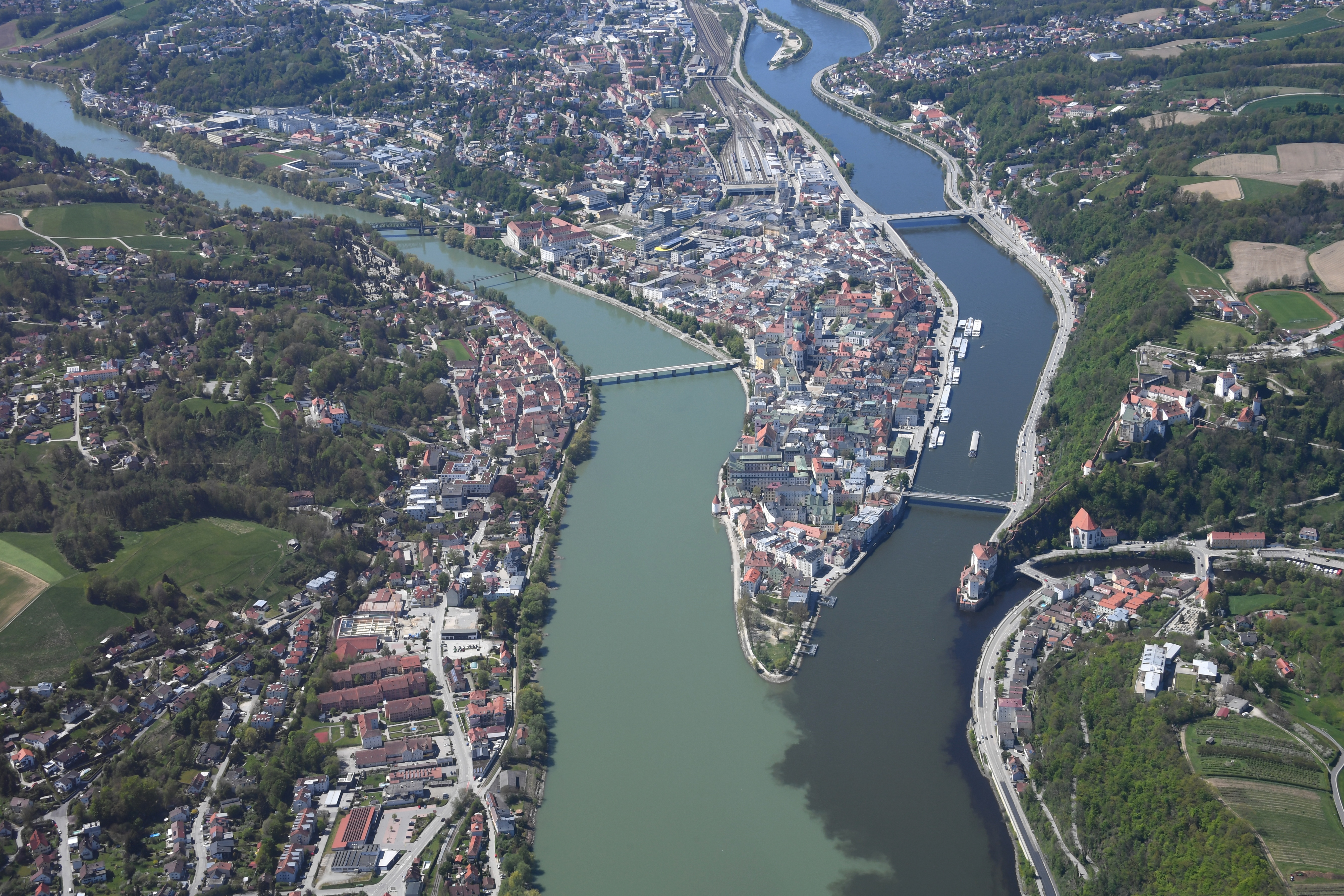
Das Dreiflüsseeck in Passau: Der Zusammenfluss von Inn, Donau und Ilz (von links nach rechts)

In Passau fließen zunächst die Ilz mit moorbraunem Wasser von links in die dunkelblaue Donau und gleich danach von rechts der grüngraue Inn. Die Donau hat diese drei Farben noch ein längeres Stück nach dem Zusammenfluss. Das Wasser des Inn dominiert hier das Bild; dies rührt weniger von seiner im Mittel größeren Wasserführung her als von seiner geringeren Tiefe (Inn: 1,90 Meter, Donau: 6,80 Meter – „der Inn überströmt die Donau“). Die im Jahresmittel etwa sieben Prozent größere Wasserführung des Inn (738 m³/s gegenüber 690 m³/s) fließt vor allem während seiner stärkeren Hochwasser zur Schneeschmelze ab. Mehr Wasser als der Inn führt die Donau mit ihrer ausgeglicheneren Wasserführung über die sieben Monate von Oktober bis April.
Bedeutende Bauwerke am Fluss sind die Erzabtei Beuron, das Fürstenschloss der Hohenzollern in Sigmaringen, das gotische Münster zu Ulm mit dem höchsten Kirchturm der Welt (161,53 m), die am Eingang zur klammartigen Weltenburger Enge errichtete Abtei Weltenburg und die Befreiungshalle bei Kelheim an deren Ende. Es folgen die Steinerne Brücke und der Dom St. Peter in Regensburg sowie die Walhalla bei Donaustauf etwa zehn Kilometer weiter östlich. Das Stadtbild von Passau wird vom Dom St. Stephan beherrscht, in dem die größte Domorgel der Welt steht.

### Österreich

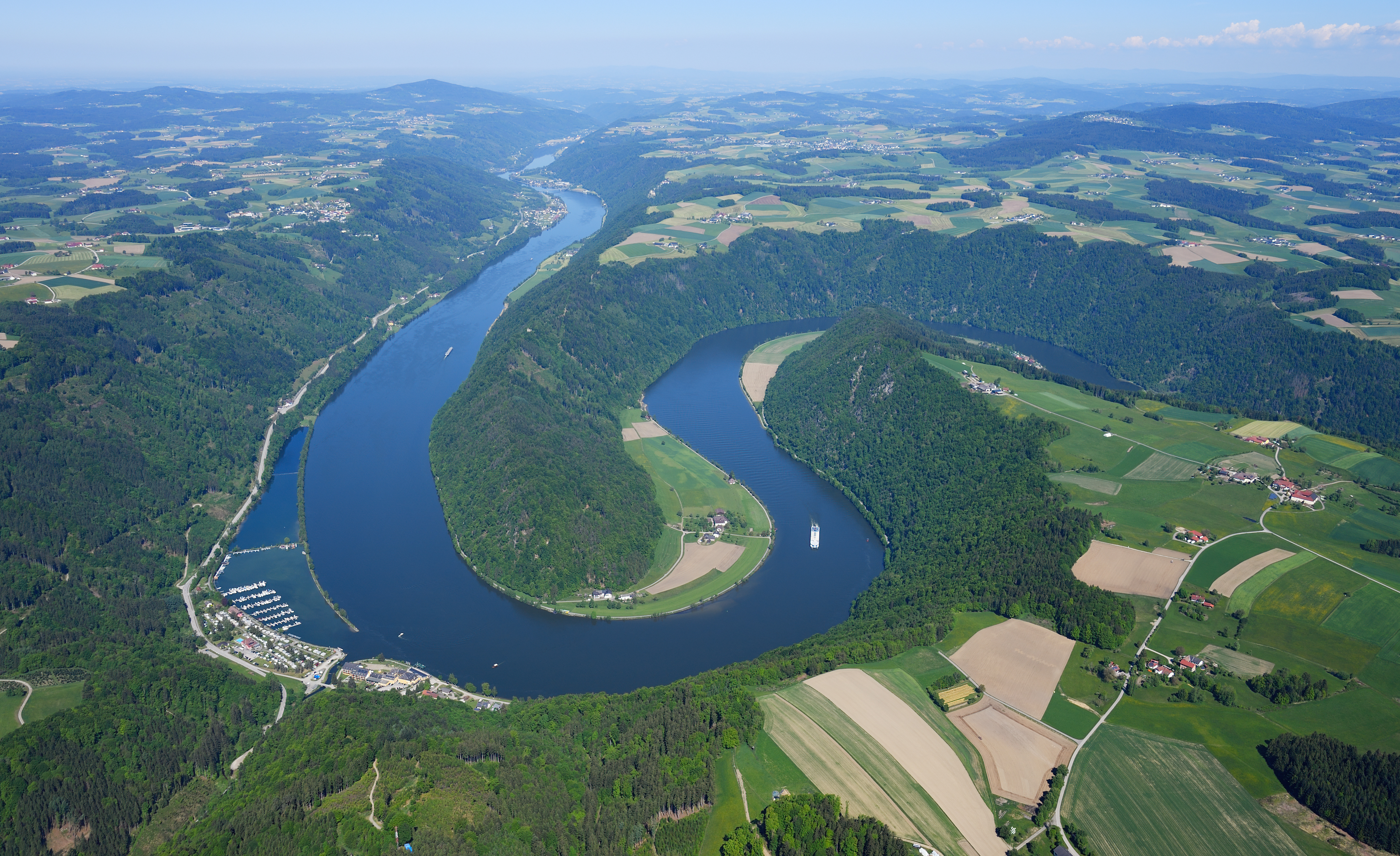
Schlögener Schlinge, der größte Zwangsmäander Europas

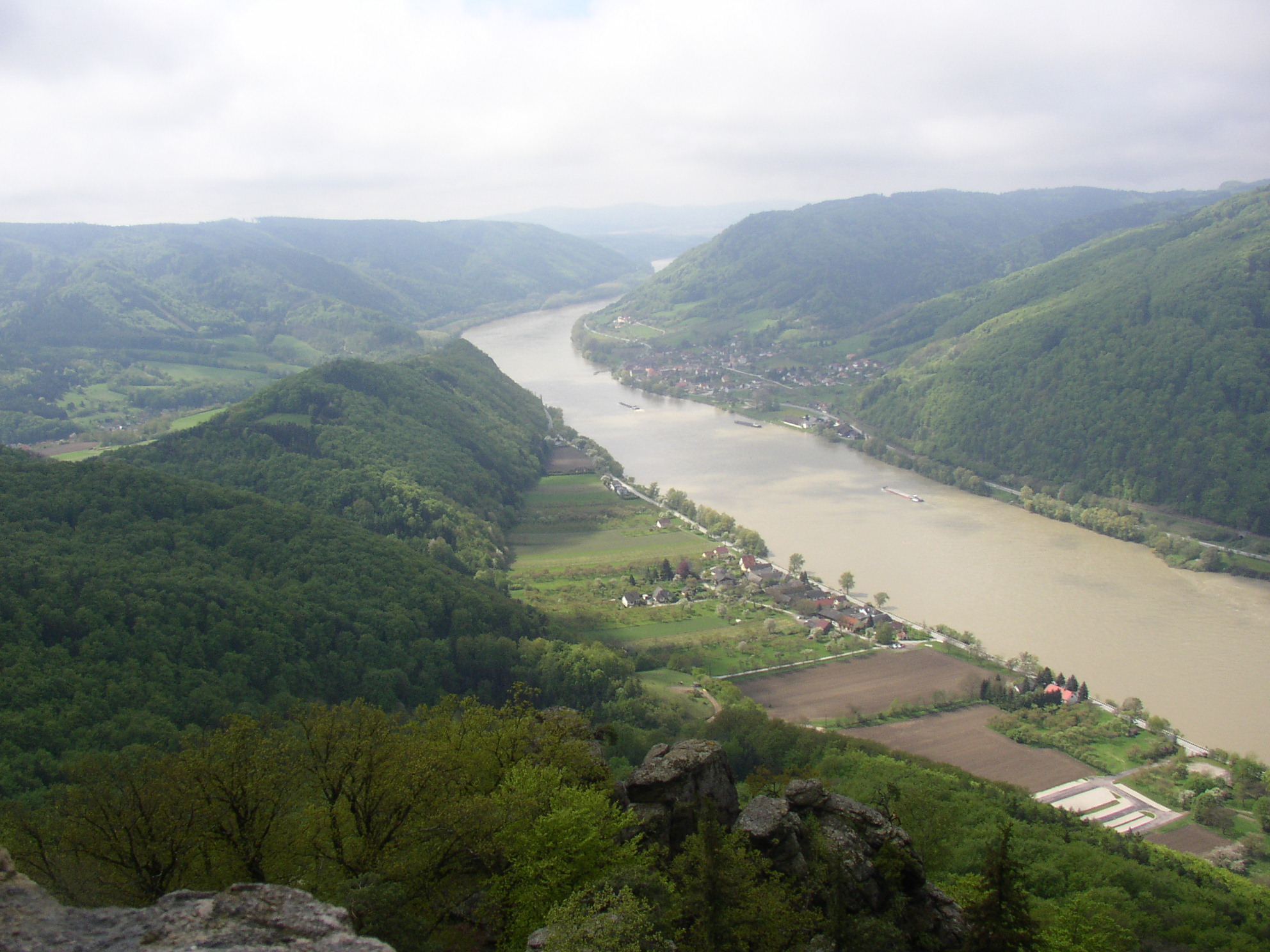
Wachau westlich von Aggstein

Das Donautal und seine Nebenlandschaften bilden den Kernraum Österreichs: Es umfasst zwar nur etwa 15 Prozent des Staatsgebietes, aber ungefähr die Hälfte der acht Millionen Einwohner leben hier, davon mehr als zwei Millionen in der Metropolregion Wien. In diesem Raum konzentriert sich die Wirtschaftsleistung des Landes, mit gewerblichen Kernzonen in Oberösterreich und im Wiener Verdichtungsraum. Das Donautal ist mit den Alpentransitrouten (Brenner, Tauern und Pyhrn) eine wichtige Transitachse Österreichs (West Autobahn, Westbahn).
Von der deutschen bis an die slowakische Grenze durchfließt die Donau Österreich auf rund 349 Kilometern. Die Donau durchbricht in Österreich mehrmals das Granit- und Gneishochland (Böhmische Masse), dazwischen durchfließt sie den Nordrand des Alpenvorlands. Nach der Staatsgrenze – zwischen Passau und Jochenstein in der Flussmitte – folgt das mit etwa 50 km längste dieser Engtäler, das Oberösterreichische Obere Donautal mit der Schlögener Schlinge. Dann durchquert der Strom das fruchtbare Eferdinger Becken und Linz, die drittgrößte Stadt Österreichs. Im Auengebiet des Machlands fließt sie vorbei an Mauthausen, nimmt bei Enns den gleichnamigen Nebenfluss auf und quert die Landesgrenze zu Niederösterreich. 
Es folgen mit Strudengau und Nibelungengau zwei weitere Engtäler, und rund 90 Kilometer hinter Linz erreicht der Strom Melk mit seinem gewaltigen Barockstift. Den Dunkelsteiner Wald abschneidend, durchfließt der Strom auf den folgenden knapp 35 Kilometern eine der schönsten Donaulandschaften, die Wachau, die an Dürnstein vorüber bis nach Krems reicht; anschließend durchquert sie das Tullnerfeld, eine weitere landwirtschaftlich geprägte Niederungslandschaft. An der Korneuburger Pforte knickt sie um den Wienerwald herum, den letzten Nordost-Ausläufer der Alpen, und erreicht dann durch die Wiener Pforte das weiträumige Wiener Becken. Hier liegt mit Österreichs Bundeshauptstadt Wien die über den Zeitraum mehrerer Jahrhunderte bedeutendste und mit 1,9 Millionen Einwohnern (Stand 2020) auch größte aller Donaustädte, gefolgt von Budapest (1,7 Mio. Einwohner, Stand 2016) und Belgrad (1,4 Mio. Einwohner, Stand 2016). Bis kurz hinter Wien hat der Strom eher Gebirgsflusscharakter, erst danach wandelt er sich allmählich zu einem Tieflandfluss. Durch die Donau-Auen nähert sich die Donau der Staatsgrenze zur Slowakei, und bei der Thebener Pforte erreicht sie das Pannonische Becken, womit ihr Oberlauf im eigentlichen Sinne zu Ende geht. Sie verlässt Österreich bei Bratislava.
Beinahe das gesamte Staatsgebiet Österreichs entwässert in die Donau und damit zum Schwarzen Meer. Wichtige Zuflüsse der Donau in Österreich sind der Inn (rechts; mündet in Deutschland), die Aist (links), die Traun (re.), die Enns (re.), die Ybbs (re.), die Traisen (re.), der Kamp (li.), die Wien (re.), die Schwechat (re.), die March (li.) und die Leitha (re.), die in Ungarn die Moson-Donau erreicht. Hydrographisch gliedert sich der Donaueinzugsbereich in Österreich in die Flussgebiete Donau bis Jochenstein (DBJ) und Donau unterhalb Jochenstein (DUJ). Das zweite umfasst den Hauptteil des Donaulaufs und den Donauzubringer in Österreich.
Auf österreichischem Staatsgebiet liegen elf Donaukraftwerke, sie bilden die Basis der österreichischen Stromversorgung.

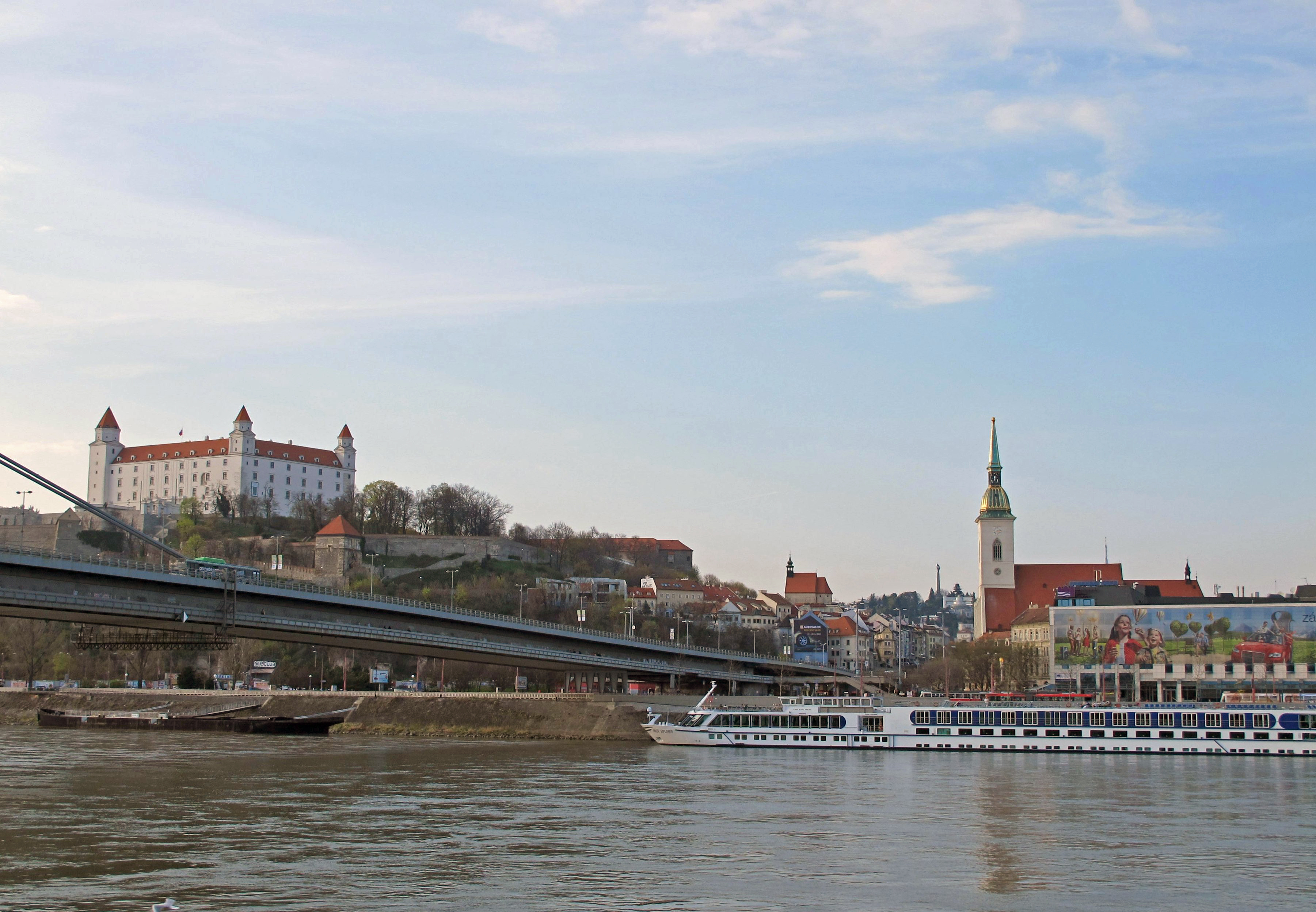
Donau in Bratislava

### Slowakei
Nur knapp 45 Kilometer von Wien entfernt, unmittelbar hinter der österreichisch-slowakischen Grenze, passiert die Donau die slowakische Hauptstadt Bratislava. Weiter flussabwärts bildet sie die Grenze zu Ungarn. In der Nähe von Bratislava zweigt am linken Ufer ein Seitenarm, die Kleine Donau, von der Donau ab und bildet mit der Großen Schüttinsel die größte Flussinsel Europas. Die Kleine Donau verläuft in zahlreichen Mäandern und mündet bei Kolárovo in die Waag, den größten slowakischen Nebenfluss der Donau. Diese wird daher ab diesem Punkt auch Waager Donau genannt und fließt selbst bei Komárno wiederum in die Donau zurück. Auf der Elisabethinsel vor Komárno hat Kaiserin Elisabeth (Sisi) das erste Mal den Boden ihres Königreiches Ungarn betreten. Kurz vor der Staatsgrenze zu Ungarn mündet die Hron bei Štúrovo in die Donau.

### Ungarn
In Čunovo, dem südlichsten Stadtteil Bratislavas an der ungarischen Grenze, teilt sich die Donau erneut. Nur der nördliche Donauarm bildet die weitere slowakisch-ungarische Staatsgrenze. Der südliche Arm namens Mosoni Duna (Moson-Donau oder Kleine Donau) durchfließt kurz nach seiner Abtrennung vom Hauptarm ausschließlich ungarisches Territorium. An seinen Ufern liegt die Industrie-, Handels- und Universitätsstadt Győr. Hier mündet die Raab ein. Östlich von Győr fließt die Mosoni Duna wieder in den Hauptarm. Mit der Donau bildet die Moson-Donau die Kleine Schüttinsel, die teilweise unter Naturschutz steht.

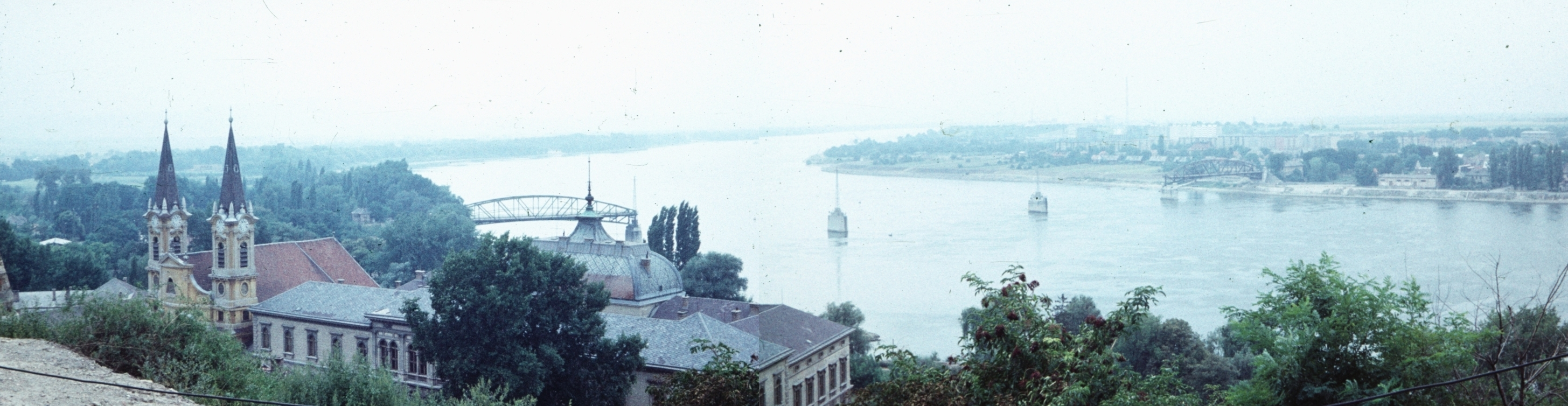
Im Zweiten Weltkrieg zerstörte Donaubrücke in Esztergom, Ansicht von 1969

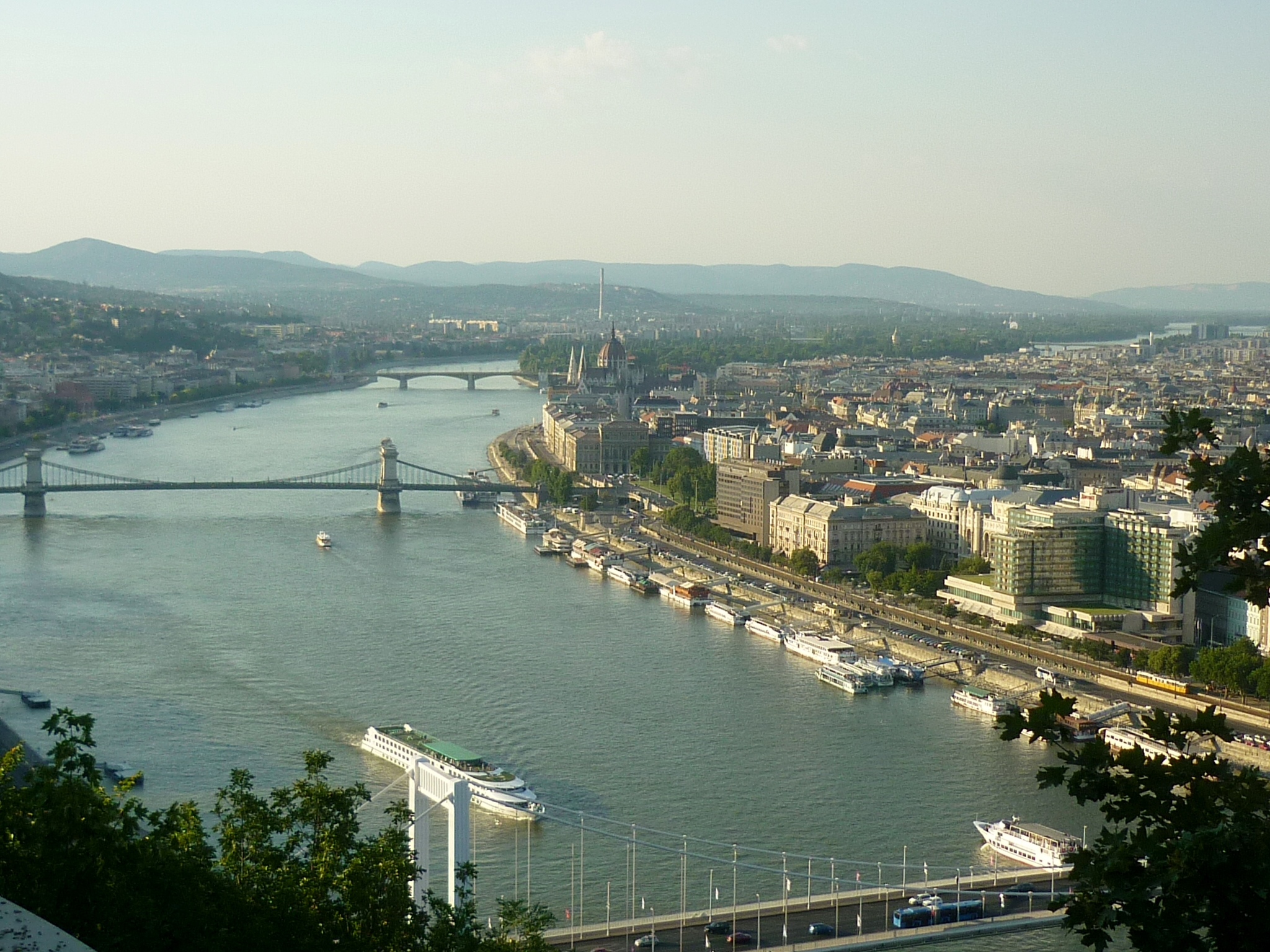
Budapest, zusammengewachsen aus den Städten Buda (und Óbuda) auf dem Westufer und Pest auf dem Ostufer

Die für Ungarn historisch wohl bedeutendste Stadt am weiteren gemeinsamen Flusslauf noch vor dem Donauknie ist die ehemalige Hauptstadt Esztergom.
Nahe der Einmündung des Ipeľ (Ipoly) verlässt die Donau bei Szob die Staatsgrenze und ist nun an beiden Ufern ungarisch. Kurz darauf wird sie vom Börzsöny-Gebirge nach Süden abgedrängt und verläuft zwischen Gerecse- und Pilisgebirge. Ab dem eindrucksvollen, um rund 90 Grad abknickenden Donauknie bei Vác strebt die Donau für rund 500 Kilometer strikt südwärts.
Ungefähr 40 Kilometer nach dem Knie durchfließt die Donau Budapest, die Hauptstadt Ungarns, die mit etwas mehr als 1,7 Millionen Einwohnern (Stand 2016) die zweitgrößte Stadt an der Donau nach Wien ist. Hier erreicht der Fluss eine Breite von 400 bis 500 Metern. Budapest ist flussabwärts die letzte Stadt, die beidseitig der Donau liegt. Zugleich verlässt die Donau an dieser Stelle das ungarische Mittelgebirge und markiert ab hier die westliche Grenze der Großen Ungarischen Tiefebene. Nachdem sie zahlreiche kleinere Städte wie Dunaújváros, Paks, Kalocsa und Baja passiert hat, verlässt sie kurz hinter Mohács das ungarische Staatsgebiet.

### Kroatien

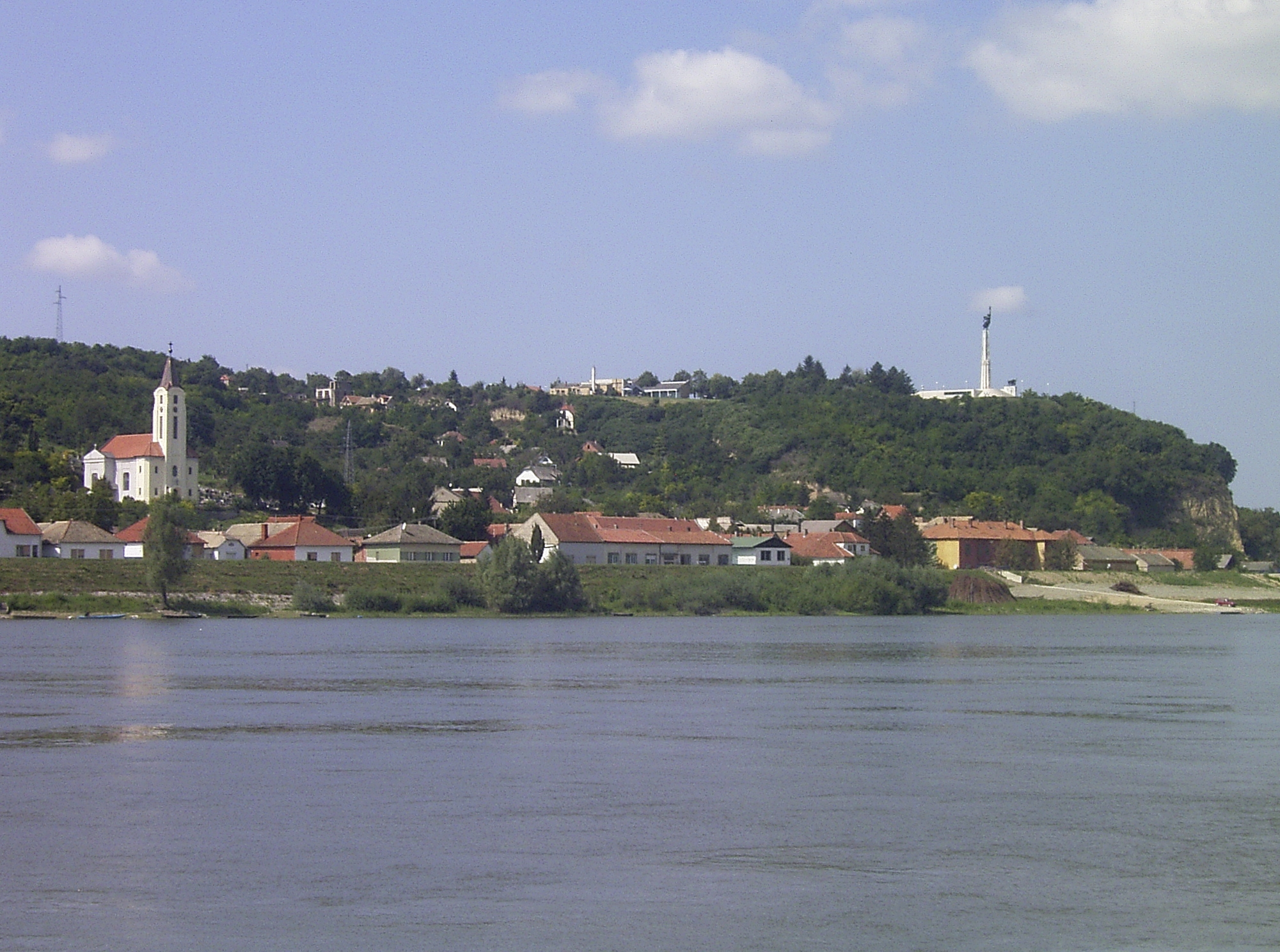
Batina (Kroatien)

Mit 137 Kilometern Gesamtlänge hat Kroatien den nach der Republik Moldau und der Ukraine kürzesten Anteil am Dunav (wie der Fluss hier genannt wird), der im Dreiländereck mit Ungarn und Serbien bei Batina beginnt. Der Fluss bildet die natürliche Grenze zwischen Kroatien und Serbien. Infolge von Flussregulierungen liegen allerdings auf zwei kurzen Abschnitten bei Batina beide Ufer in Kroatien. Die größte Entfernung östlich beziehungsweise jenseits der Donau reicht bis zum Dreiländereck Hármashatár und misst ca. 15 km. Die bedeutendste kroatische Stadt an der Donau ist Vukovar, das im Krieg mit Serbien schwere Schäden davontrug, aber auch Osijek liegt in Donaunähe, lediglich 20 Kilometer entfernt von der Mündung der Drau in die Donau.

### Serbien

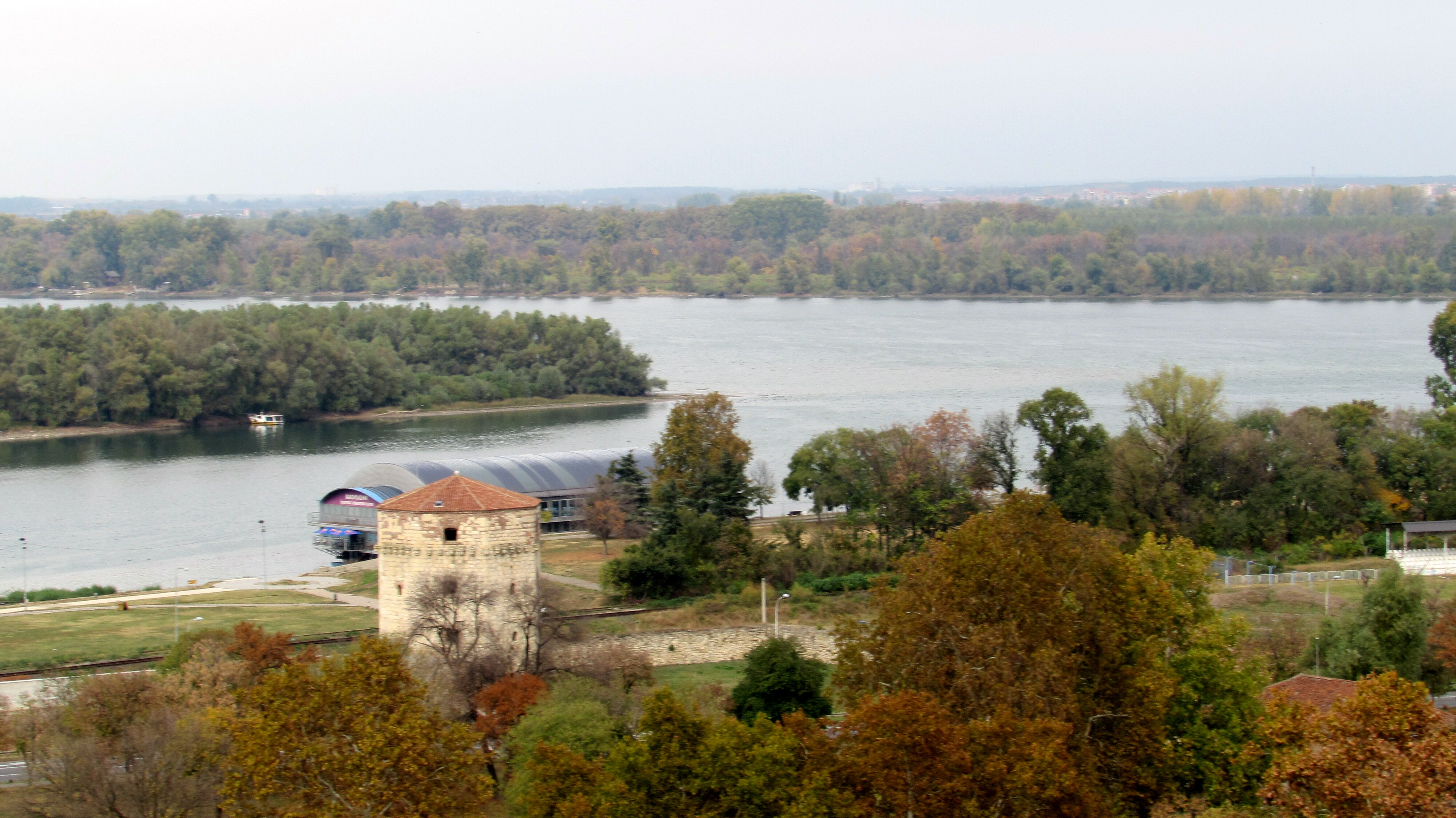
Mündung der Save in die Donau in Belgrad

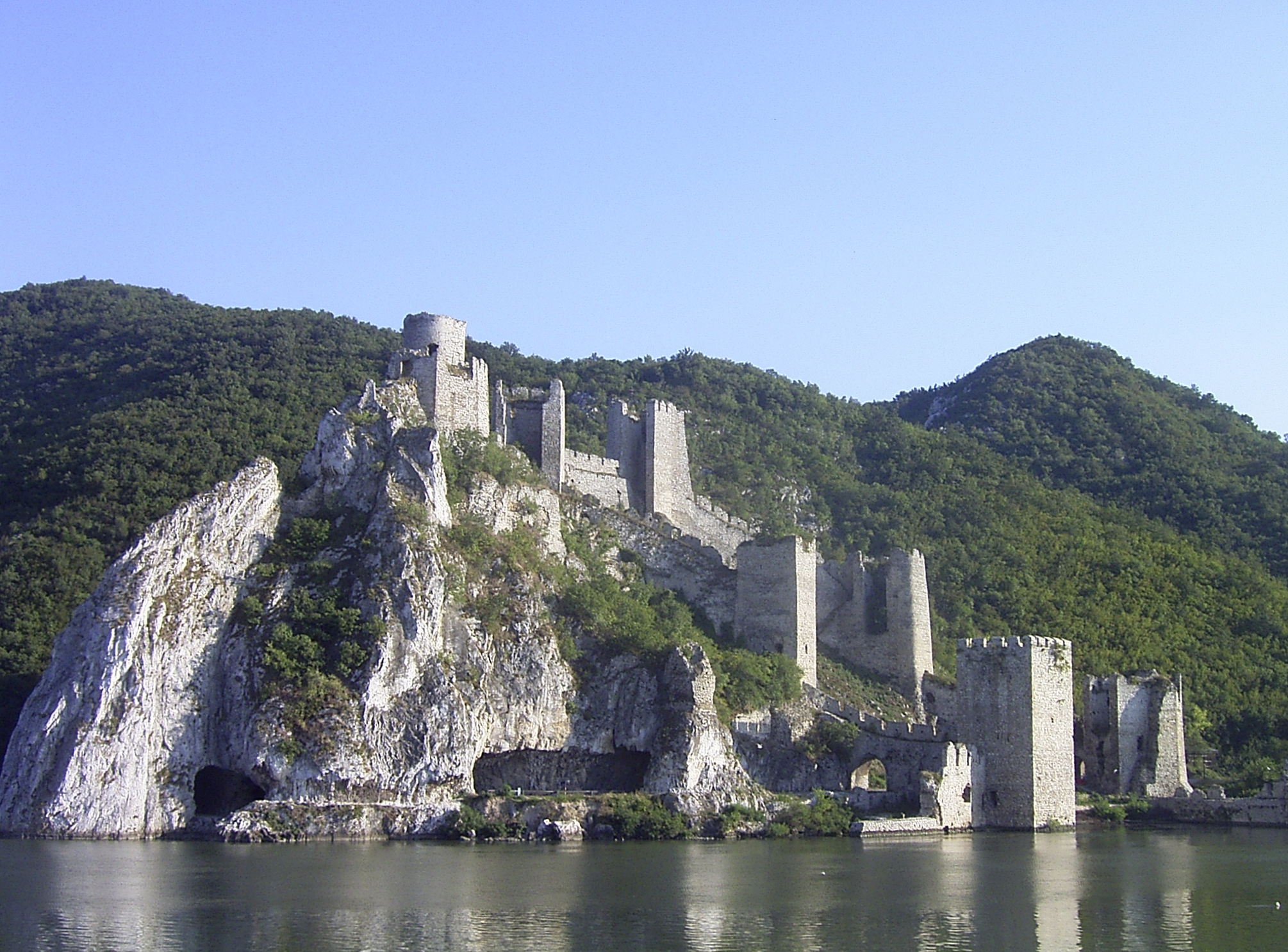
Festung Golubac (Serbien)

Anfangs teilen sich Kroatien (rechtes Ufer) und Serbien (linkes Ufer) die Donau. Unweit Batina zweigt der Große Batschka-Kanal nach links ab, der Teil des serbischen Donau-Theiß-Kanalsystems ist. Bei Bačka Palanka macht die Donau einen Knick und durchquert dann Serbien in südöstlicher Richtung, von der kroatischen hin zur rumänischen Grenze.
Nur 25 Kilometer, nachdem die Donau von Ungarn her die Grenze und den Grenzrevisionspunkt Bezdan gegenüber von Batina passiert hat, liegt die bis zum Ende des Zweiten Weltkrieges fast nur von Donauschwaben bewohnte Hafenstadt Apatin, die erste größere serbische Stadt an der Donau.

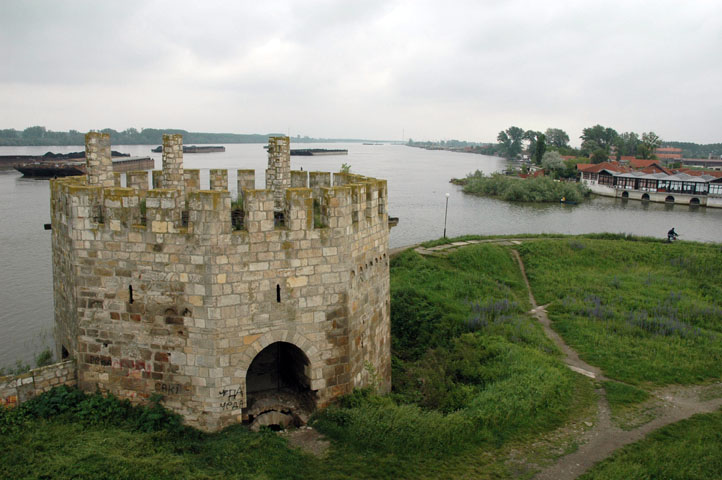
Festung in Smederevo (Serbien) an der Donau mit Mündung der Jezava

Weiter stromabwärts passiert der Strom die Stadt Novi Sad, deren Brücken 1999 im Kosovo-Krieg schwer beschädigt wurden. Über sechs Jahre lief der Verkehr zwischen den beiden Stadthälften über eine provisorische Pontonbrücke. Da diese nur dreimal pro Woche geöffnet wurde, stellte sie das bedeutendste Hindernis für den Schiffsverkehr entlang der Donau dar. Seit der Wiedereröffnung der Freiheitsbrücke am 11. Oktober 2005 ist die Donau wieder ungehindert befahrbar.

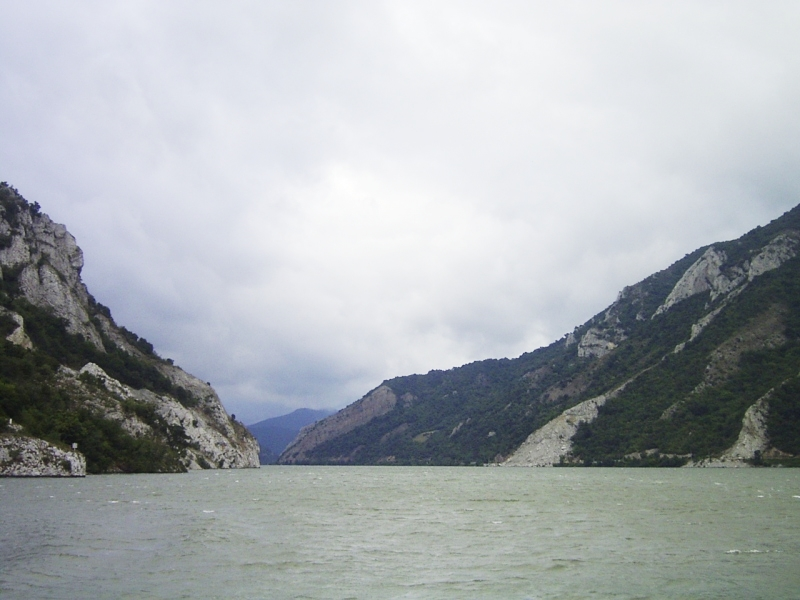
Eisernes Tor

Nach noch einmal 75 Kilometern erreicht die Donau Belgrad, die mit 1,4 Millionen Einwohnern (Stand 2016) drittgrößte Stadt an der Donau und mit einer etwa 7000 Jahre zurückreichenden Besiedlung einer der ältesten ständig bewohnten Orte an ihren Ufern. Die Siedlung wurde um die Mündung der Save errichtet, ihren Kern bildet die Festung Kalemegdan auf einer Anhöhe über der Mündung.
Auf ihrem weiteren Weg durch Serbien fließt die Donau an den Industriestädten Pančevo, an der Mündung des Temesch, und Smederevo vorüber, wo die Morava in die Donau mündet. Bei Stari Slankamen mündet die Theiß von links, der größte Nebenfluss der Donau.
Unterhalb der Ruine der serbischen Festung Golubac tritt sie in die beeindruckende Donauschlucht am Eisernen Tor ein. Die Donau bildet hier die Grenze zwischen Serbien und Rumänien bis zu den beiden Staudämmen Đerdap 1 und 2. Auf serbischer Seite befindet sich der Nationalpark Đerdap.

### Rumänien
Auf 1075 Kilometern, über ein Drittel ihrer Gesamtlänge, passiert die Donau (rumänisch: Dunărea) Rumänien. Das ist der längste Abschnitt aller Anrainerstaaten. Die Donau ist für das Land anfangs Grenzfluss zu Serbien, dann zu Bulgarien. Nach einer Richtungsänderung nordwärts ist sie rumänischer Binnenfluss im Bereich der Regionen Bărăgan und Dobrudscha, um später Grenzfluss zu Moldau und zur Ukraine zu werden und schließlich ins Schwarze Meer über das Donaudelta zu münden. Auf rumänischem Boden wird die Donau über den Donau-Schwarzmeer-Kanal schneller mit dem Schwarzen Meer verbunden.
Noch vor dem spektakulären Eisernen Tor, für die Schifffahrt vor der Entschärfung zu Beginn der 1970er-Jahre der gefährlichste Stromabschnitt, beginnt der rumänische Donaulauf südwestlich des Banater Gebirges. Nahe Orșova passiert sie den engsten Teil und erreicht Drobeta Turnu Severin, wo bei Islaz der Olt in die Donau mündet. Nun macht der Fluss einen Knick nach Süden vorbei an Gruia, Pristol, Cetate und Calafat. Dann beginnt die Donau ihre 400 Kilometer lange Reise gen Osten als Grenze zu Bulgarien. Dabei fließt sie an den Städten Dăbuleni, Corabia, Turnu Măgurele, Zimnicea, Giurgiu (direkt gegenüber auf bulgarischer Seite liegt die Stadt Russe), Oltenița, wo der Argeș in die Donau mündet, und Călărași vorbei. Nun begrenzen sie die Anhöhen der Dobrudscha nach Westen hin, sie fließt vorbei an Cernavodă, Topalu, Hârșova, Giurgeni und Gropeni und erreicht die beiden größeren Städte Brăila und Galați. Kurz dahinter wird sie wieder Grenzfluss zur Ukraine, um in Richtung Osten bald das Donaudelta zu erreichen. Zuvor berührt sie Tulcea und Pardina.

### Bulgarien

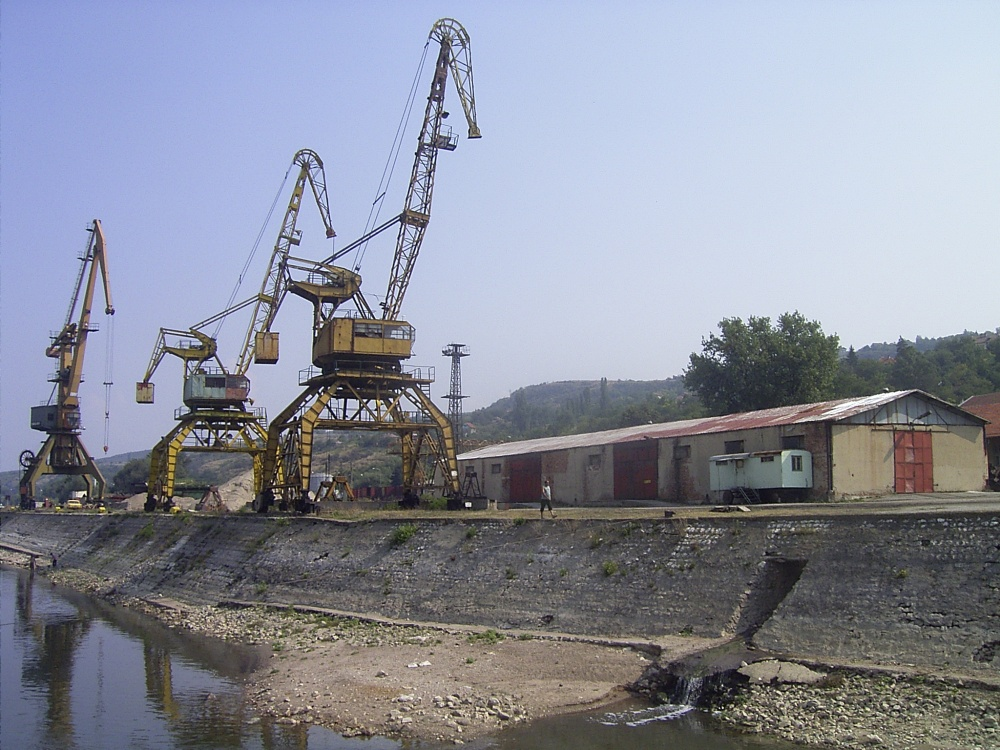
Donauhafen Orjachowo in Bulgarien

Im Norden Bulgariens wird die Grenze nach Rumänien fast auf ganzer Länge von der Donau gebildet. Die Donau ist zwar der einzige schiffbare Fluss Bulgariens, hat aber verkehrstechnisch nur regionale Bedeutung für diesen dünn besiedelten Landesteil.
Entlang des fast 500 Kilometer langen bulgarischen Streckenabschnittes existieren nur zwei Brücken:
- Die ältere, die Giurgiu-Russe-Freundschaftsbrücke, verbindet seit 1954 die größte bulgarische Donaustadt Russe mit dem rumänischen Giurgiu.
- Die neue Brücke (auch Donaubrücke 2 genannt und im Jahr 2013 eröffnet) verbindet das bulgarische Widin mit dem rumänischen Calafat.

Es gibt zwölf bulgarische Donauhäfen mit einer kleinen Handelsflotte, darunter Swischtow, Russe, Widin, Nikopol, Lom und Silistra. Als Grenzrevisionspunkt im Nordwesten ist darüber hinaus noch Orjachowo von Bedeutung. In der Stadt Swischtow erreicht die Donau auch ihren südlichsten Punkt, von hier an fließt sie allmählich nordwärts und verlässt dann hinter Silistra das bulgarische Territorium.

### Republik Moldau

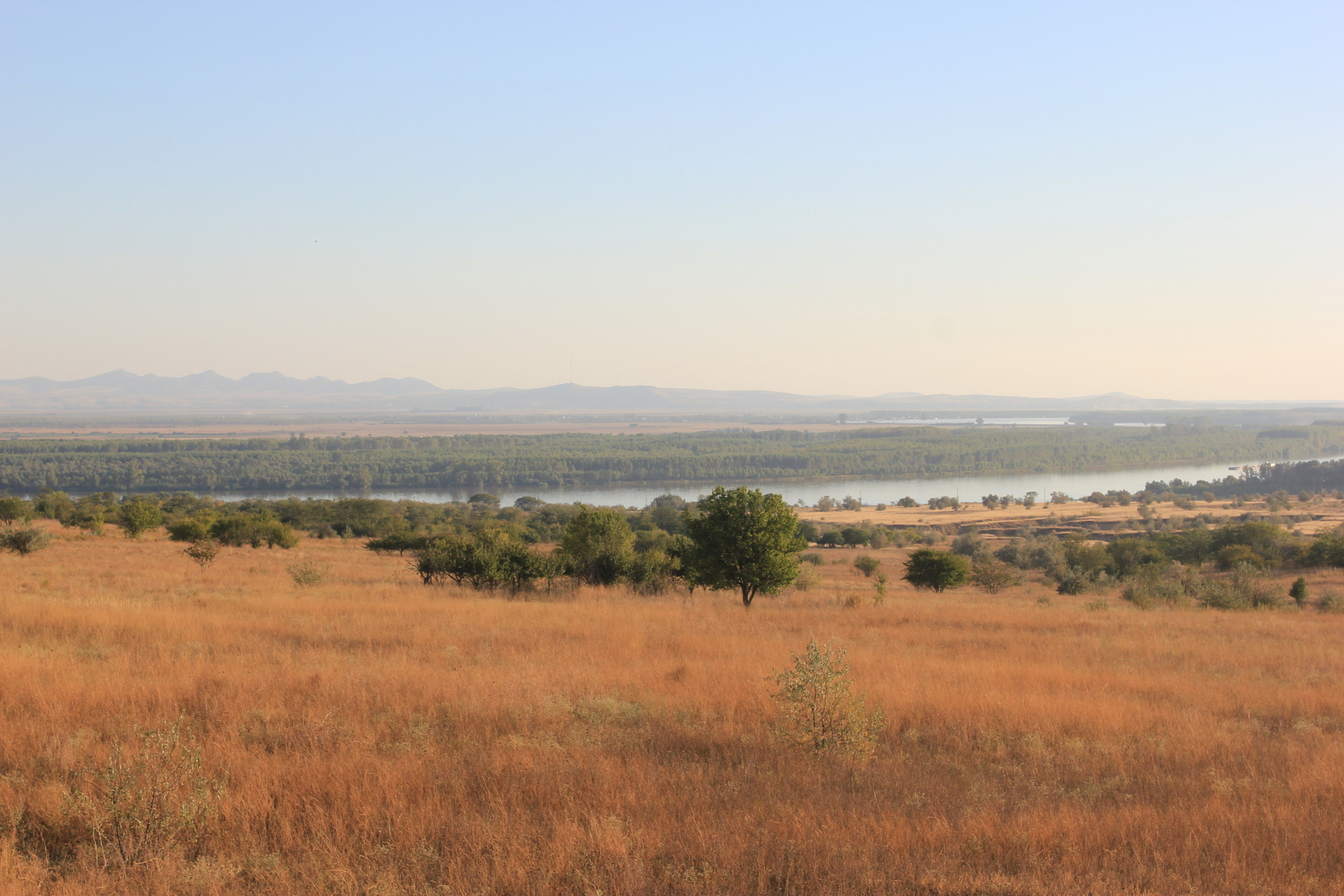
Blick von der ukrainischen Seite bei Reni auf das rumänische Ufer mit dem Măcin-Gebirge im Hintergrund

Der Anteil Moldaus an der Donau ist der kleinste aller Anrainerstaaten. Nur auf einer Länge von 340 Metern berührte ursprünglich der südlichste Zipfel des Landes die Donau zwischen Rumänien und der Ukraine kurz hinter Galați bei Giurgiulești an der Mündung des Pruth. Im Jahr 1999 überließ die Ukraine Moldau in einem Gebietstausch weitere 230 Meter, so dass die Gesamtlänge des moldauischen Ufers 570 Meter beträgt. Moldau verwendete diesen Zugang zur Donau für den Bau eines Freihafens in Giurgiulești.

### Ukraine
Kurz hinter der Mündung des Pruth bildet der Fluss die Grenze zwischen Rumänien auf dem rechten Ufer und der Ukraine. Die bedeutendsten ukrainischen Städte an der Donau sind Ismajil, Kilija sowie Wylkowe, wo der Bystre-Kanal beginnt. Hinter dem ukrainischen Abschnitt wird die Donau in den beiden südlich gelegenen Mündungsarmen wieder auf beiden Ufern rumänisch, während der nördliche Kilijaarm weiterhin die Grenze zur Ukraine bildet. Sie formt bei ihrer Mündung in das Schwarze Meer das Donaudelta mit rund 800.000 Hektar Fläche (davon rund 680.000 Hektar in Rumänien).

## Lebensraum Donau
Die Donau passiert viele Landschaften und Klimazonen, entsprechend vielfältig ist ihre Flora und Fauna. Trotz zahlreicher, teils schwerer, menschlicher Eingriffe ist die Flusslandschaft in vielen Abschnitten noch immer außerordentlich artenreich, auch weil einige besonders sensible Lebensräume unter Schutz gestellt wurden. Ein sehr großes Problem ist die ständige Erosion des Flussgrunds, der verschiedene staatliche Maßnahmen entgegenwirken sollen, unter anderem regelmäßiges Ausbaggern.

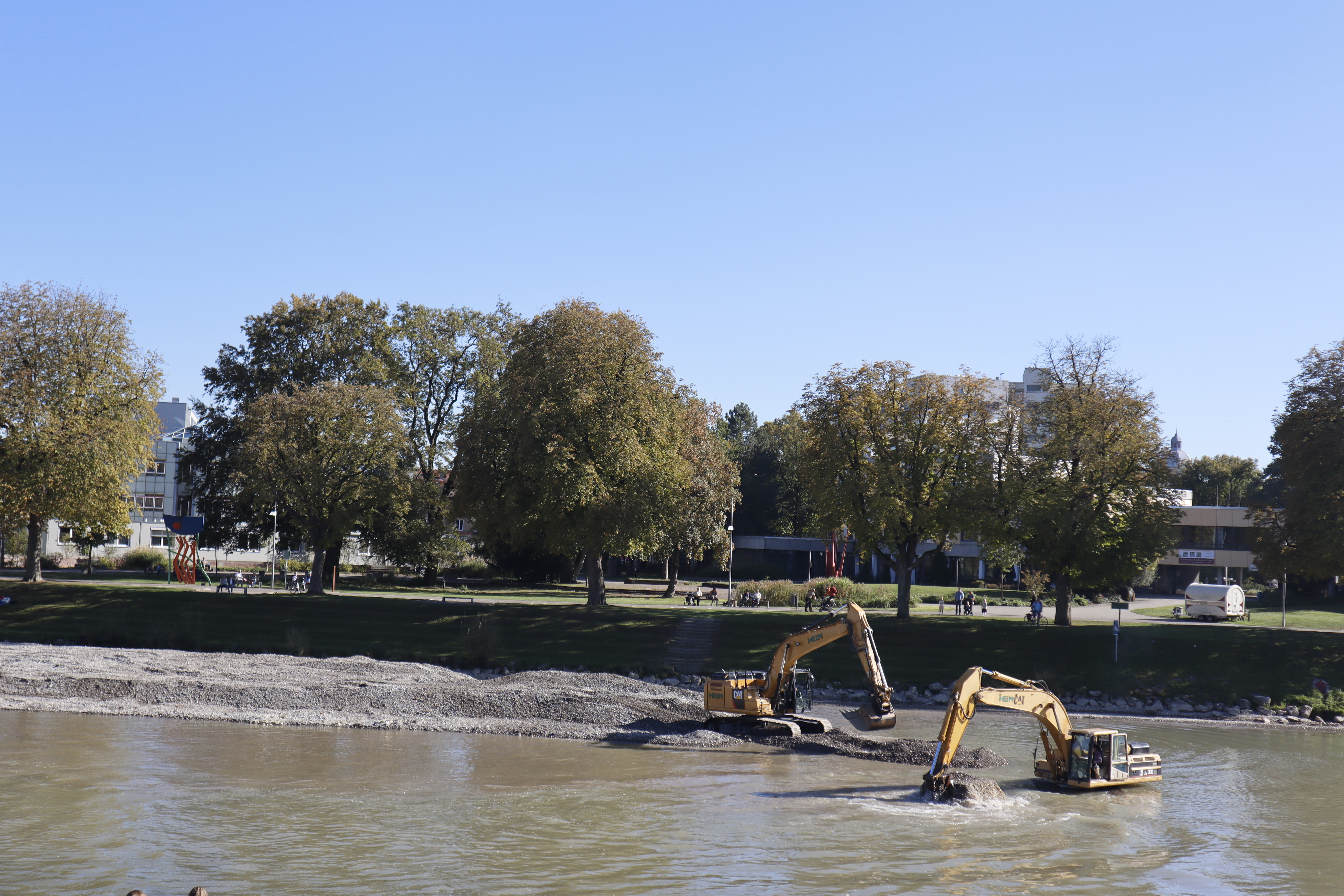
Regelmäßiges Ausbaggern der Donau in Ulm

### Fauna

#### Vögel

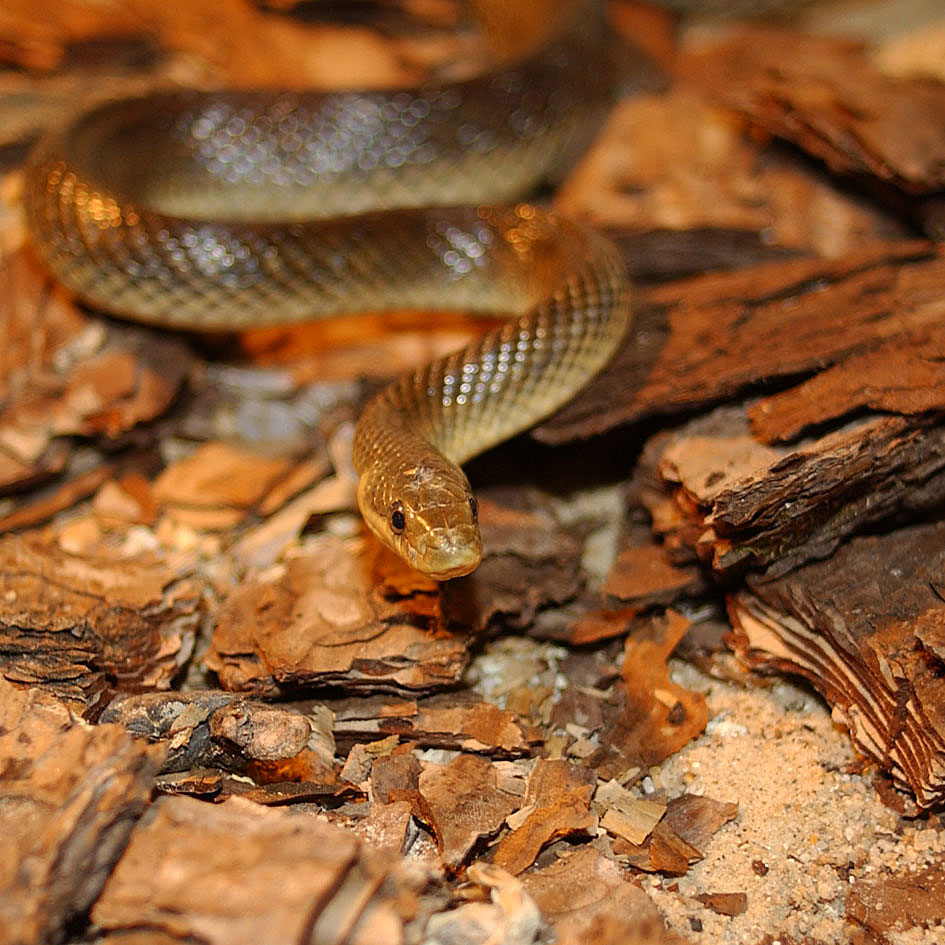
Äskulapnatter (Elaphe longissima)

Insgesamt sind über 300 Vogelarten an der Donau beheimatet. Die Donau ist eine der bedeutendsten europäischen Vogelzugstraßen und die an ihr gelegenen noch naturnahen Gebiete bilden oftmals wichtige Areale für Überwinterung, Brut und Rast, darunter auch für seltene Arten wie Uhu, Eisvogel, Seeadler, Schwarzstorch, Schwarzmilan und Würgfalke. Herausragend sind dabei die Schutzgebiete Donauauen, Kopački rit und vor allem das Donaudelta.
Die Donauauen sind verbindendes Glied der Lebensräume um Neusiedlersee, Donau und March. Sie beherbergen vor allem im Winter sowohl große Mengen an Gänsen, Seeschwalben, Gänsesäger, Schellenten, Limikolen, Stockenten, aber auch viele eher seltene Arten wie Schelladler, Fischadler oder Singschwäne.
Auch Kopački rit, ein noch unberührtes Sumpfgebiet an der Draumündung in die Donau im Nordosten Kroatiens, ist ein wichtiges Überwinterungsgebiet; über 260 Vogelarten nisten hier, darunter auch so seltene wie der Seeadler. Zahllose weitere Arten nutzen es als Rast- und Überwinterungsgebiet.
Am wichtigsten für die Vogelwelt an der Donau ist das Donaudelta, ein zentraler Punkt der europäischen Vogelzugstraße und zugleich Übergangszone von europäischer und asiatischer Fauna. Weit über 300 Vogelarten rasten, überwintern oder brüten hier, darunter zum Beispiel Pelikane, Reiher, Löffler, Greifvögel oder auch die seltene Rothalsgans.

#### Fische
Typische Donaufische sind Barbe, Nase, Blaunase, Aitel, Hasel, Brachse, Karpfen, Güster, Hecht, Zander, Barsch, Aal, Schied, Huchen, Sterlet und Welse sowie Bitterling, Gründling, Schlammpeitzger, Schrätzer, Zingel und Streber, wobei die Störartigen anders als früher durch den Bau der Staustufe am Eisernen Tor nicht mehr bis Wien gelangen können. Begünstigt durch verstärkten Landschaftsschutz und Renaturierungen von Donaueinzugsgebieten konnten seltenere Fischarten vor allem in Deutschland und Österreich wieder etabliert werden, so der Hundsfisch, ein Hechtverwandter. Im Donaudelta finden sich über 150 Fischarten, etwa Stör, europäischer Hausen, Karpfen, Wels, Zander, Hecht und Barsch.
Um die Fischwanderung an Kraftwerken flussaufwärts zu ermöglichen, sollen bis 2027 durchgehend vom Schwarzen Meer bis hinauf nach Rosenheim am Inn Fischwanderhilfen errichtet werden.

#### Reptilien und Amphibien
Ebenso bietet die Donau zahlreichen Amphibien und Reptilien Raum, darunter Äskulapnatter, Östliche Smaragdeidechse, Mauereidechse, Ringelnatter, Glattnatter und Zauneidechse, Griechische Landschildkröte, Maurische Landschildkröte und Europäische Sumpfschildkröte sowie Endemiten wie dem Donau-Kammmolch. Eine besonders hohe Artendichte weist auch hier wiederum das Delta auf.

### Flora
Wichtige Baumarten der Weichholz-Auen sind die Silber-Pappel (Populus alba) sowie die Silberweide (Salix alba). Für die Hartholz-Auen ist die Schmalblättrige Esche (Fraxinus angustifolia) erwähnenswert, die von Wien abwärts vorkommt, des Weiteren sind noch Feld- (Ulmus campestris) und Flatter-Ulme (Ulmus laevis) und Stieleiche (Quercus robur) belegt.

### Bedeutende Nationalparks und Reservate

#### Natura 2000
Die Donau fließt auf fast der gesamten Länge durch Natura-2000-Gebiete und ist somit ein wesentlicher Bestandteil des europäischen Schutzgebietsnetzwerks. Lediglich der Streckenabschnitt im Nicht-EU-Land Serbien und wenige Zwischenstrecken, etwa innerhalb größerer Städte, liegen nicht in europäischen Schutzgebieten.

#### Naturpark Obere Donau

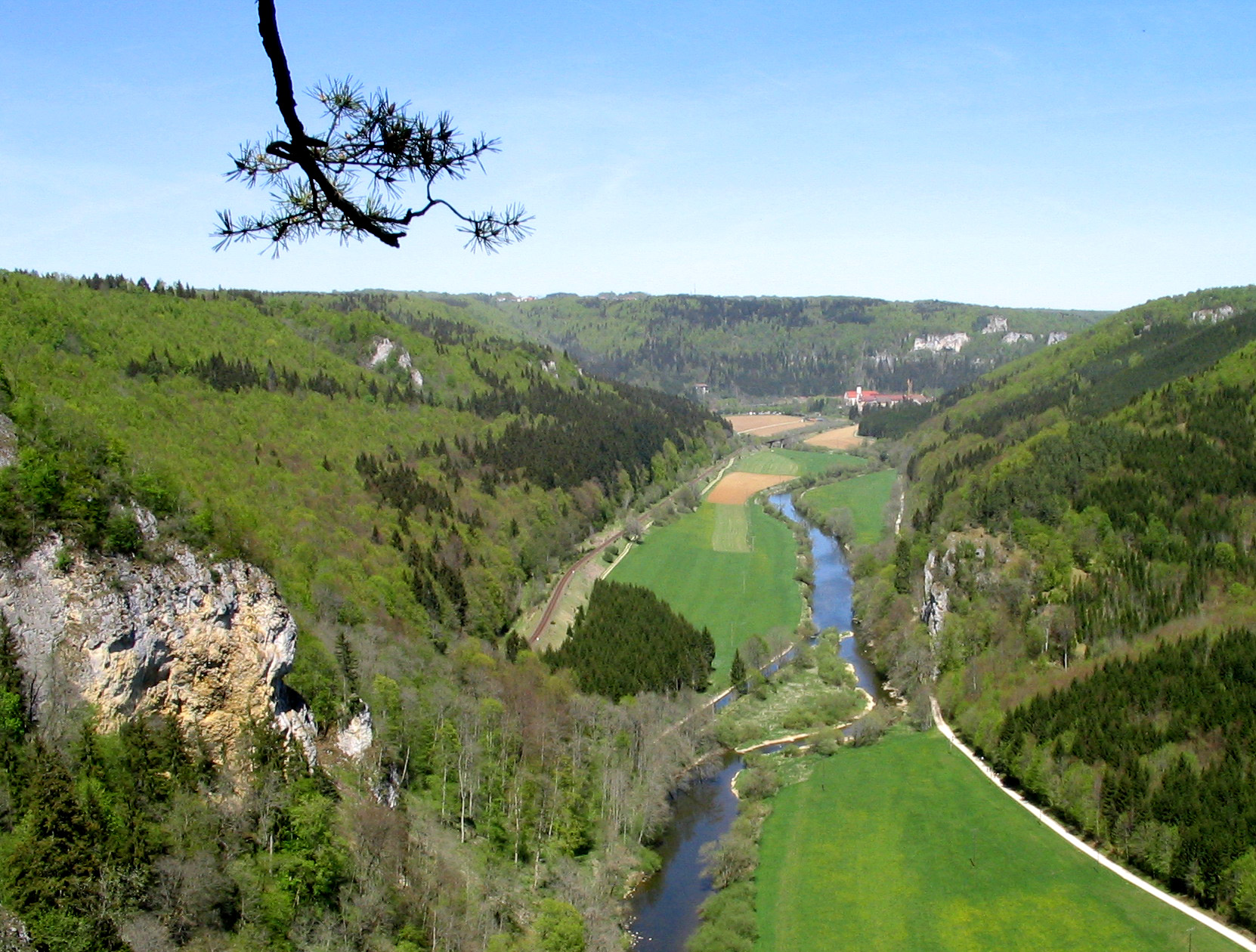
Donautal bei Beuron

Zwischen Immendingen und Ertingen durchquert der Fluss den Naturpark Obere Donau. Die landschaftlich attraktiven Felsen im Donaudurchbruch Schwäbische Alb gehören zu den wenigen natürlich unbewaldeten Pflanzenstandorten in Deutschland. Da dieser Untergrund sehr trocken ist und die Temperaturen stark schwanken, konnten sich viele sehr lichthungrige Pflanzen, teils als eiszeitliche Relikte, hier erhalten. So kommt es im Naturpark zur ungewöhnlichen Kombination von mediterraner, alpiner und tundrischer Flora. Mit fast 750 Pflanzenarten, darunter einigen bedrohten oder vom Aussterben bedrohten, ist die Region, die von menschlichen Einflüssen weitgehend verschont blieb, eine der artenreichsten Baden-Württembergs.

#### Naturschutzgebiet Donauleiten

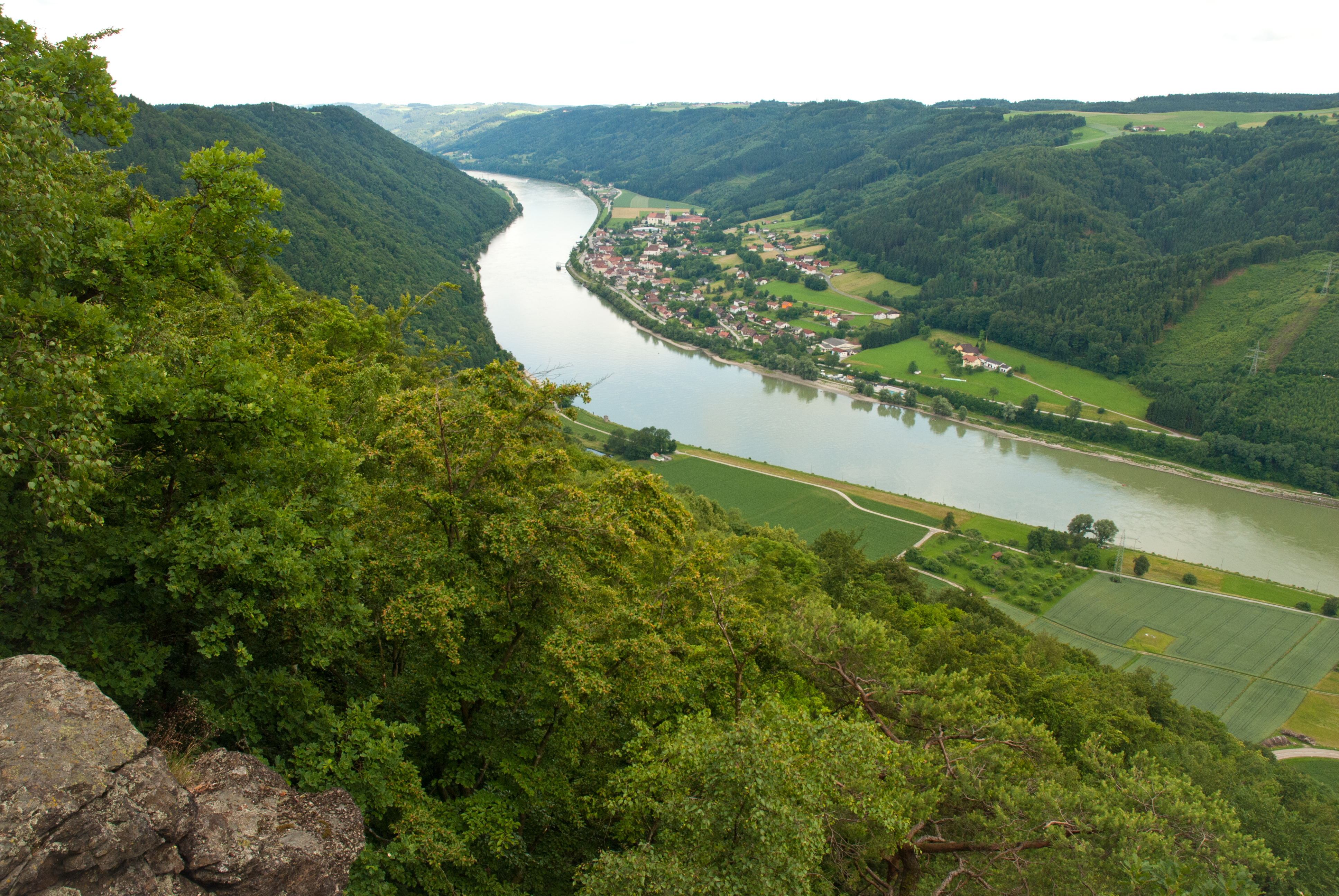
Donauleiten bei Passau

Das Naturschutzgebiet Donauleiten (NSG-00277.01) liegt donauabwärts zwischen Passau und Jochenstein auf der linken, nördlichen Donauseite und umfasst 401 Hektar. Es ist Teil des 68 km langen Donauengtals zwischen Vilshofen (Deutschland) und Aschach (Österreich) im Südosten des Böhmischen Grundgebirges. Es handelt sich um ein epigenetisches Durchbruchstal aus dem Jungtertiär. Durch die zentrale Stromtallage in Mitteleuropa finden sich Tier- und Pflanzenarten aus vier arealgeografischen Regionen: präalpine/montane, subatlantische, kontinentale und submediterrane Arten. Durch die Exponierung gegen Süden wärmen sich Granit und Gneis der Donauhänge auf und sorgen für ein mildes Klima. Dementsprechend beheimaten die Donauleiten viele wärmeliebende Arten aus Fauna und Flora. So gelten die Donauleiten in Deutschland als bedeutendstes Vorkommen der bis zu zwei Meter langen schwärzlich-grünen Äskulapnatter. Weitere sechs Reptilienarten wie die Östliche Smaragdeidechse, die Mauereidechse, die Zauneidechse und die Schlingnatter sind hier beheimatet. Beim Vorkommen der Mauereidechse handelt es sich um das größte allochthone Vorkommen in Deutschland. Es ging aus Aussetzungen von Mauereidechse der Unterart maculiventris ab 1932 in den Donauleiten hervor, welches sich mit 4.000 bis 6.000 Eidechsen inzwischen auf 25 km entlang der Donau und in Nebentäler ausbreitete. Die Vielfalt an Insekten ist bemerkenswert: Fetthennen-Bläuling, Dunkler Wiesenknopf-Ameisenbläuling, Heller Wiesenknopf-Ameisenbläuling, Segelfalter, großer Schillerfalter und Hirschkäfer können häufig beobachtet werden. Aufgrund des Mosaiks unterschiedlicher Lebensraumtypen wie extrem trockenen Standorten auf waldfreien Blockhalden und Fels, mageren, eher bodensauren Eichen-Hainbuchenwäldern, feuchteren Buchenwäldern auf humosen Böden und kühlen, feuchten Bachschluchten existiert eine abwechslungsreiche Flora, zu nennen sind etwa Alpenveilchen, Schneeglöckchen, Frühlingsknotenblume, Michelis-Segge, Besen-Beifuß, Ästige Graslilie, Türkenbund-Lilie, Großblütiger Fingerhut, Seidelbast und Orchideen wie das Männliche Knabenkraut und das Waldvöglein.

#### Nationalpark Donau-Auen

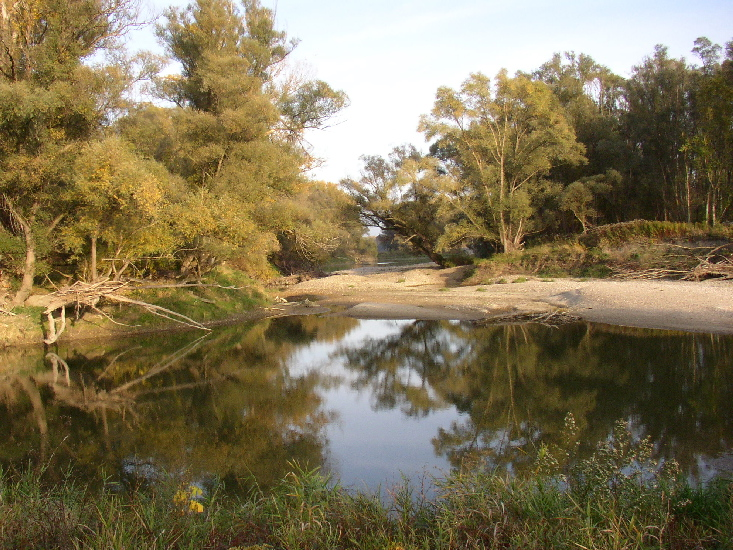
Donauauen

Eines der größten Auengebiete in Mitteleuropa sind die Donauauen nahe Wien bei Hainburg, dort erstreckt sich von der Lobau (noch auf Wiener Stadtgebiet) bis zur Einmündung der March der Nationalpark Donau-Auen, in dem rund 70 Fisch-, 30 Säugetier- und 100 Vogelarten leben.
Der Nationalpark Donau-Auen wurde nicht durch die Regierung Österreichs initiiert, sondern 1983/84 durch Bürgerproteste vor dem beabsichtigten Bau eines Donaukraftwerks gerettet, der die Auen zerstört hätte. Dabei kam es im Dezember 1984 zur spektakulären Besetzung der Hainburger Au durch mehrere tausend Menschen und einem von über 350.000 Menschen unterzeichneten Volksbegehren. Diese Bürgerbewegung gilt als die Geburtsstunde der österreichischen Grünen. 1996 wurden die Auen zum Nationalpark erklärt.
Im 21. Jahrhundert ist dieser Nationalpark durch die geplante Lobauautobahn bedroht. Sie soll großteils unter dem Nationalpark als Tunnel verlaufen, müsste aber zahlreiche Oberbauten aufweisen. Das für die Donau-Auen wichtige, heikle Grundwassersystem könnte durch den Bau gestört werden.

#### Nationalpark Donau-Eipel in Ungarn
Der Nationalpark Donau-Eipel, ungarisch Duna-Ipoly Nemzeti Park, umfasst das Börzsöny-Gebirge, das Pilis-Gebirge, das Visegráder Gebirge, das linke Ufer der Eipel, die Szentendre-Insel und das linke Ufer der Donau in diesem Bereich mit dem Zentrum des Donauknies. Zweitausend verschiedene Pflanzenarten und einige tausend Tiergattungen leben im Nationalpark, darunter auch der endemische Piliser Lein.

#### Naturpark Kopački rit

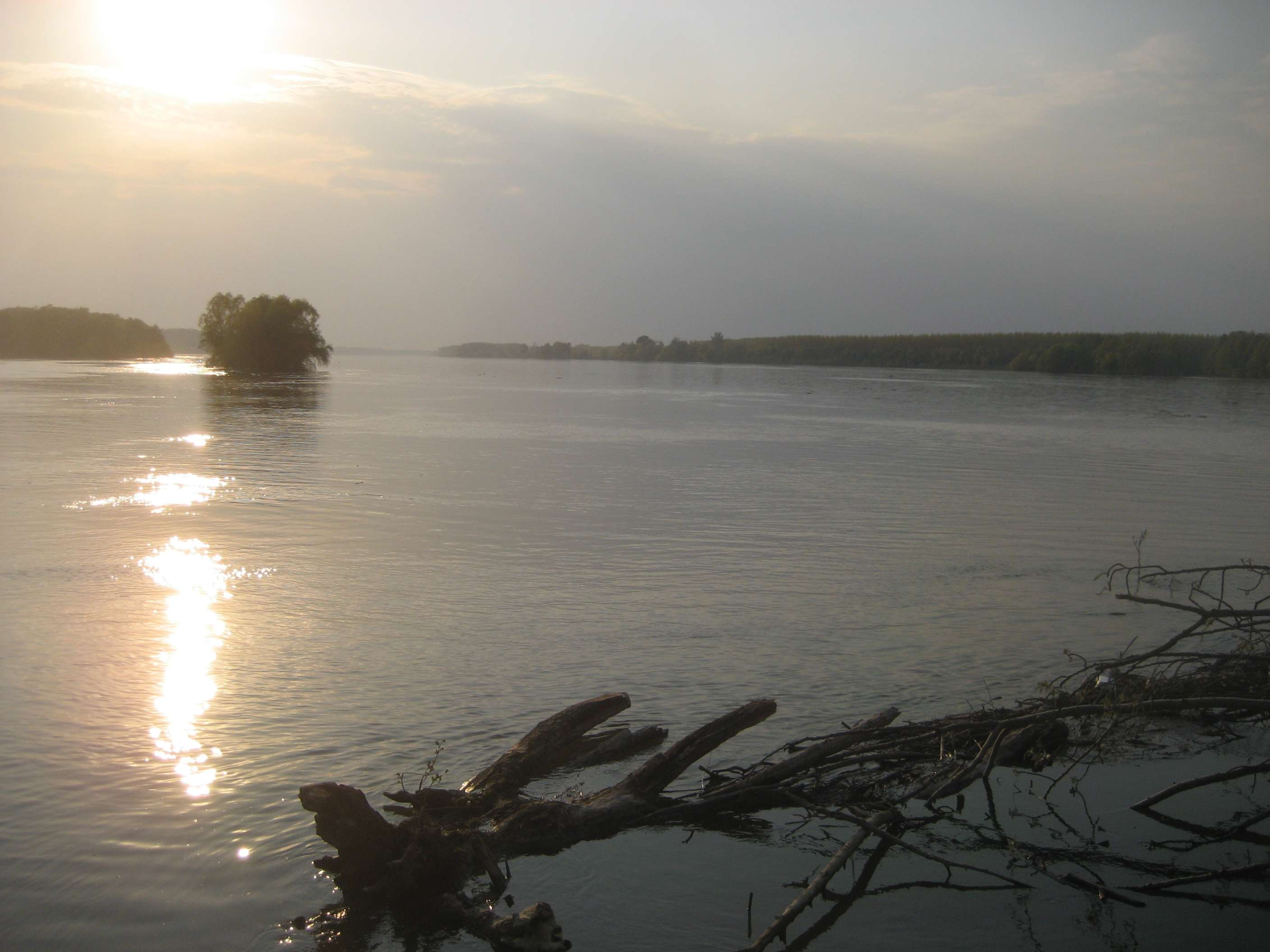
Donau bei Ilok

Der Naturpark Kopački rit liegt am Zusammenfluss der Drau mit der Donau in Kroatien. Die unberührten Sumpf-, Moor- und Auengebiete sind Heimstätte vieler Tier- und Pflanzenarten, darunter 260 Vogelarten. In den zahlreichen Seitenarmen leben 40 Fischarten. Der Naturpark Kopački rit ist nominiert für die Liste des UNESCO-Weltnaturerbes.

#### Biosphärenreservat Srebarna
Das Biosphärenreservat Srebarna befindet sich an der Donau, im Nordosten Bulgariens, ca. 17 km westlich von Silistra entfernt. Es erstreckt sich über 900 Hektar, auf denen 99 Vogelarten brüten und 80 Zugvogelarten überwintern, und gehört zum UNESCO-Weltnaturerbe.

#### Spezial-Naturreservat Deliblatska peščara

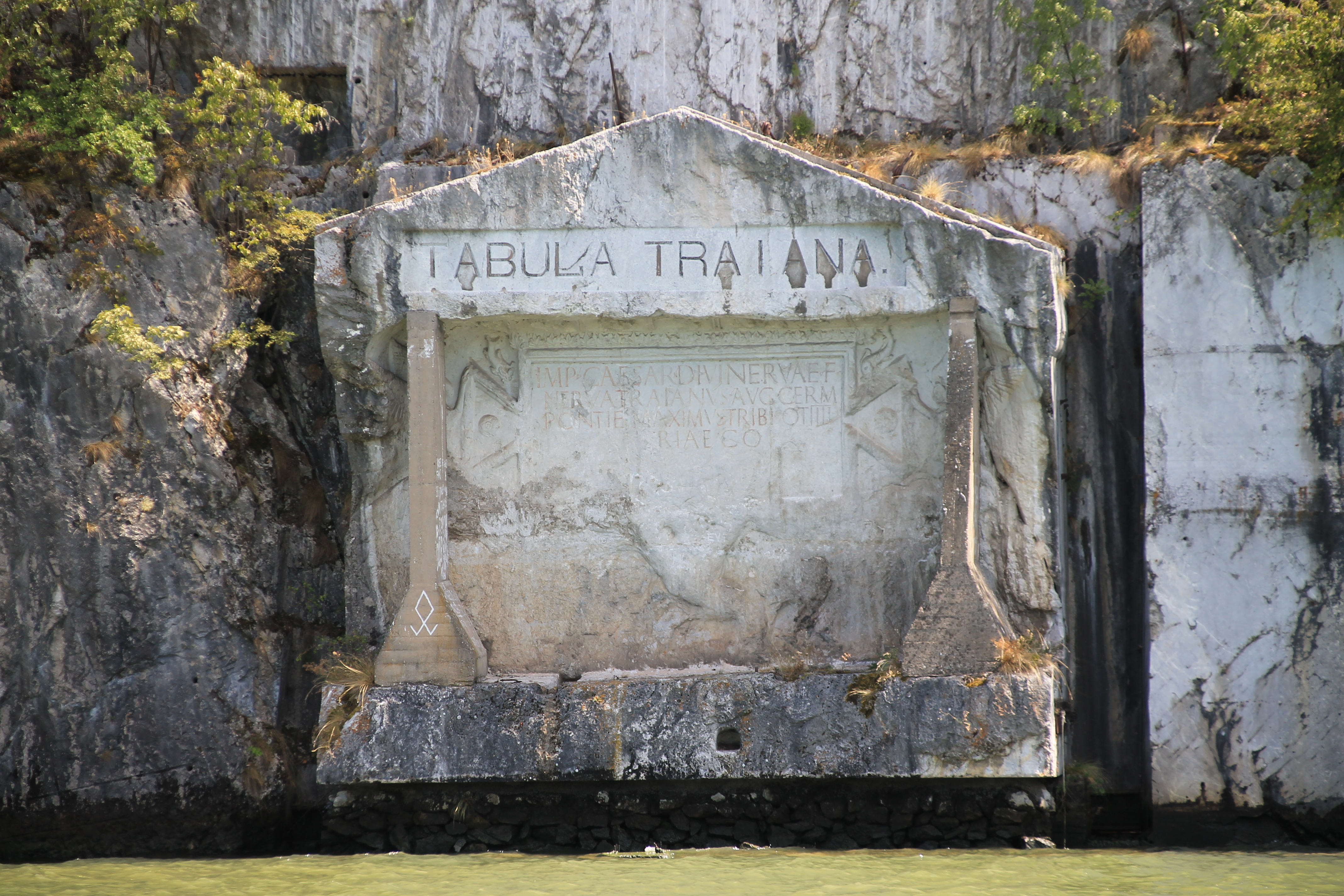
Tabula Traiana

Das Spezial-Naturreservat Deliblatska Peščara liegt im Bezirk Južni Banat in der Autonomen Provinz Vojvodina in Serbien. Es erstreckt sich zwischen der Donau, den Südkarpaten und dem Fluss Tamiš über 354 km und über eine Fläche von 30.000 Hektar. Das Reservat stellt ein wüstenartiges Phänomen dar, eine Sanddünenlandschaft mitten im Balkan, mit einer einzigartigen Orografie, Flora und Fauna in Europa. Daher wird es in Serbien auch umgangssprachlich Evropska Sahara (Europäische Sahara) genannt. Am Anfang des 19. Jahrhunderts wurde die Sanddüne mit Akazien und anderen Bäumen befestigt. Inzwischen ist mehr als die Hälfte der Sandlandschaft bepflanzt und manche Teile sind reiche Saisonjagdorte. Die imposante Größe der Sandberge mit über 200 m über NN, ihre Schönheit, das ständige Wechseln der Blütenfarben der verschiedensten Pflanzenarten machen diese Düne für Besucher attraktiv.

#### Nationalpark Đerdap und weitere Gebiete
Der Nationalpark Đerdap erstreckt sich entlang der Donau, von der Stadt Golubac bis zur Kleingemeinde Tekija, über eine Länge von 100 km und über eine Fläche von 63.680 Hektar. Das Einzigartige an diesem Park sind die riesigen Schluchten und Pässe, die die Donau durchquert. Đerdapska klisura wird der größte Pass bezeichnet, der zugleich der größte Europas ist. Die tertiäre Flora, Vegetation und Fauna machen ihn zu einem einzigartigen Naturreservat. Die über 1100 hier vorkommenden Pflanzenarten und auch Bären, Luchse, Wölfe, Goldschakale, Schwarzstörche, einige Eulenarten und andere seltene Tiere bestätigen dies ebenfalls.
Trotz dieses Naturreichtums war der Mensch in diesem Gebiet stets präsent, was die zahlreichen Funde bezeugen. Lepenski Vir, Tabula Traiana und die Trajansbrücke sind nur einige der bedeutenden archäologischen Funde in diesem Nationalpark. Bisher unerschlossene Funde befinden sich auf dem Grund des riesigen Stausees des Eisernen Tores. Viele geborgene Funde sind in das Museum Lepenski Vir gebracht worden.
Weitere serbische Nationalparks entlang der Donau sind das Spezial-Naturreservat Gornje Podunavlje und der Nationalpark Fruška Gora.

#### Naturpark Eisernes Tor
Der Naturpark Eisernes Tor ist ein Naturschutzgebiet am Donaudurchbruchstal Eisernes Tor im Südwesten Rumäniens. Der Naturpark Eisernes Tor erstreckt sich auf einem Areal von 115.655 Hektar und dehnt sich über die südlichen Ausläufer des Banater Gebirges aus. Der Naturpark Eisernes Tor wurde im Jahr 2000 von der rumänischen Regierung als Naturschutzgebiet von nationaler Bedeutung gegründet und 2007 durch die Weltnaturschutzunion IUCN als Schutzgebiet der Kategorie V (Naturpark) anerkannt. Im Jahr 2011 erfolgte die Eintragung des Naturparks Eisernes Tor in die Liste der Schutzgebiete von internationaler Bedeutung der Ramsar-Konvention. 

#### Biosphärenreservat Donaudelta

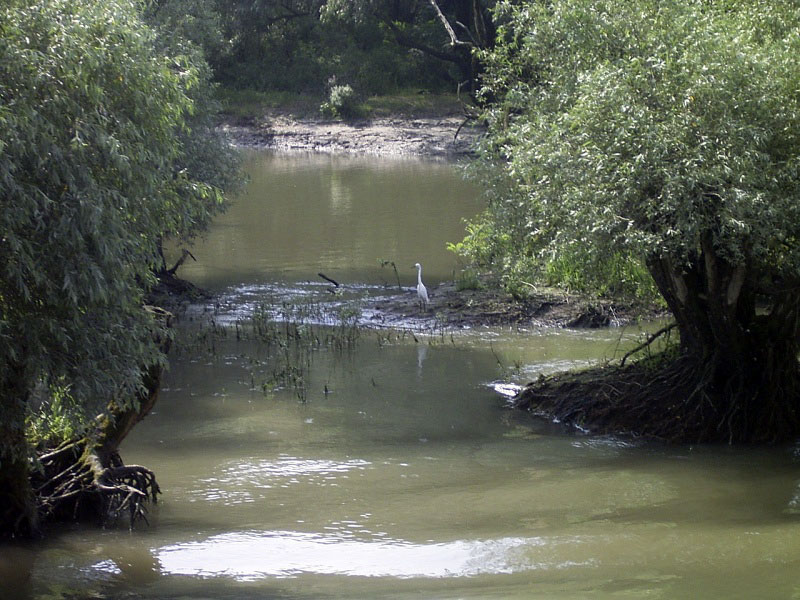
Donaudelta Seitenarm

Das Donaudelta in Rumänien ist das Mündungsgebiet der Donau am Schwarzen Meer und – nach dem Wolgadelta – das zweitgrößte Flussdelta Europas. Es besteht aus drei Hauptarmen sowie unzähligen Seitenarmen, Röhrichten, schwimmenden Inseln, Altarmen und Seen, aber auch Auwäldern sowie extremen Trockenbiotopen auf Dünen. Kurz vor Tulcea teilt sich der Strom in zwei Arme nach Chilia und Tulcea, kurz hinter Tulcea teilt er sich erneut in zwei Arme nach Sulina und Sfântu Gheorghe. Das 5000 km² große, weltweit einmalige Ökosystem ist Europas größtes Feuchtgebiet, es gilt als größtes zusammenhängendes Schilfrohrgebiet der Erde und ist der Lebensraum von über 4000 Tier- und über 1000 Pflanzenarten. Urtümliche Galeriewälder aus Eichen, Weiden und Pappeln säumen die Ufer des Donaudeltas.

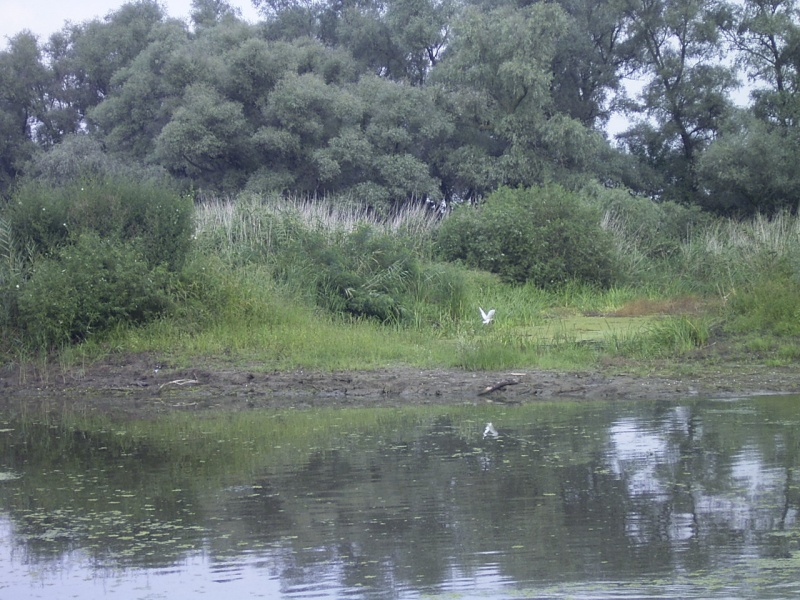
Donaudelta Ufer

Im Jahr 1991 erklärte die UNESCO das Delta zu einem Teil des Weltnaturerbes, seitdem ist es Biosphärenreservat. Am 5. Juni 2000 verpflichteten sich die Regierungen Rumäniens, Bulgariens, der Republik Moldau und der Ukraine zum Schutz und zur Renaturierung der Feuchtgebiete entlang der etwa 1000 Kilometer langen unteren Donau. Dieser Grüne Korridor wurde damit zum größten grenzüberschreitenden Schutzgebiet Europas.
Nach der Jahrtausendwende entwickelte sich das Gebiet zunehmend zum Touristenziel. Allein zwischen Mai und Juli 2004 kamen fast 54.000 Gäste, was eine Steigerung von fast 50 Prozent gegenüber dem Vorjahr bedeutet.
Von den Naturfreunden International wurde das Donaudelta zur Landschaft des Jahres 2007/08 gewählt.
Fischfauna im Donaudelta
Das Donaudelta gehörte aufgrund seiner Größe und Naturbelassenheit mit zu den weltbesten Fischrevieren für Wildkarpfen und Großwelse, letztere angeblich bis zwei Meter lang und 100 Kilogramm schwer. Durch jahrelangen Raubbau sind die Durchschnittsgewichte bei Hechten und Karpfen stark gesunken.

#### Schutzmaßnahmen im 21. Jahrhundert
Als gemeinsames Projekt der Staaten Slowenien, Serbien, Ungarn, Kroatien und Österreich wurde 2021 der UNESCO-Biosphärenpark „Mur-Drau-Donau“ durch die UNESCO anerkannt. Das Großschutzgebiet mit einer Gesamtgröße von 930.000 Hektar besitzt eine umgebende Pufferzone von weiteren 650.000 Hektar. Geschützt werden die wertvollen Auenlandschaften entlang der drei Flüsse in 13 einzelnen, nationalen Schutzgebieten in den fünf Ländern. Neben der Erhaltung der Biodiversität ist grenzüberschreitender angepasster Hochwasserschutz und Tourismus Bestandteil des Projekts.

### Schwerere ökologische Eingriffe und Zwischenfälle

#### Erste Flussverlegungen und wirtschaftliche Interessen

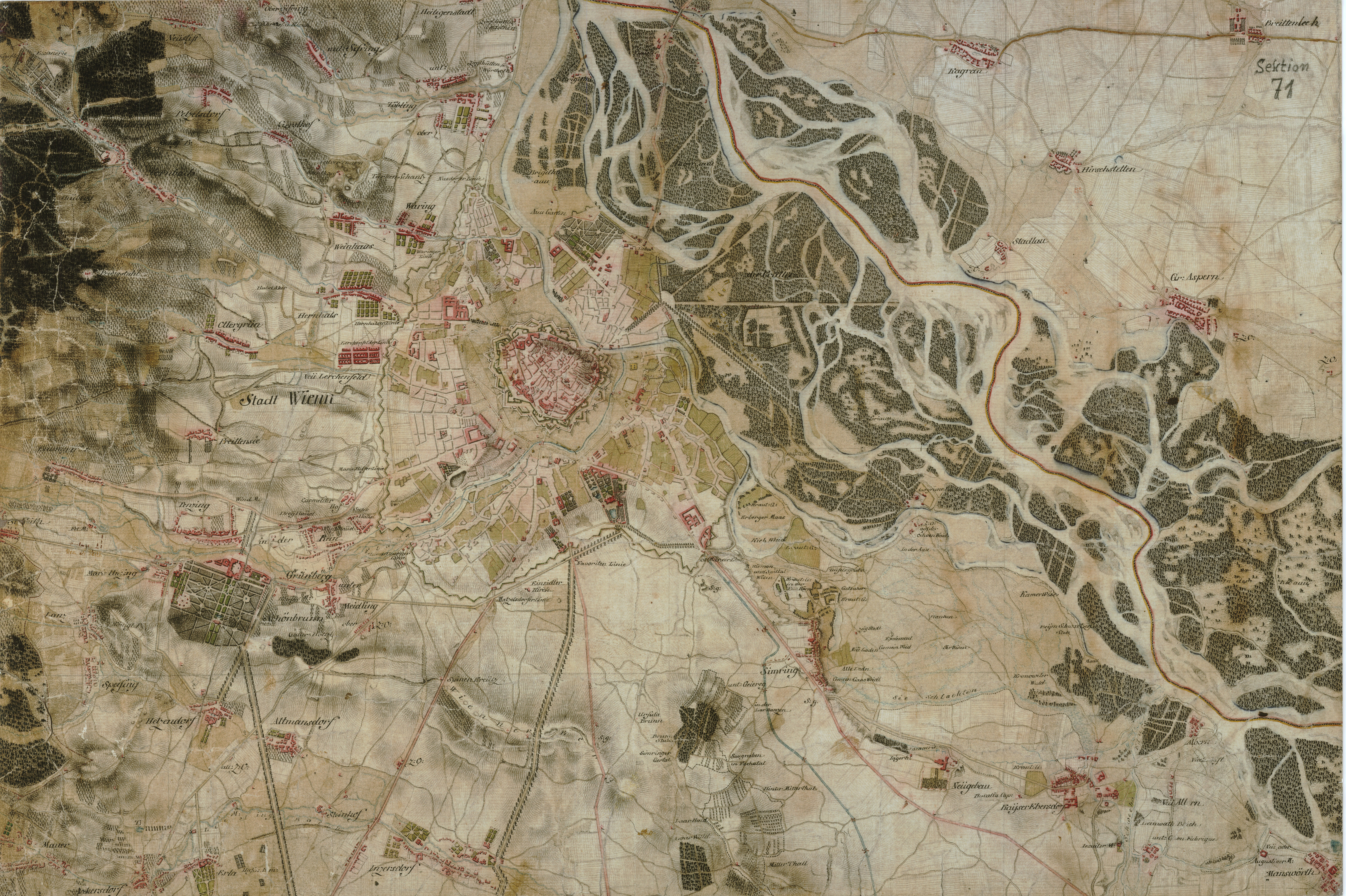
Donau bei Wien um 1770 (vor der Regulierung mit zahlreichen Hochwasserarmen)

Wie viele andere Flüsse hat die Donau seit dem Beginn der Industrialisierung zahlreiche schwere Eingriffe durch Menschenhand (vgl. Flussbau) erfahren. Nur 20 Prozent der Überschwemmungsgebiete, die im 19. Jahrhundert existierten, sind noch vorhanden und nur noch die Hälfte des Flusslaufs kann als zumindest „naturnah“ bezeichnet werden. Die Internationale Kommission zum Schutz der Donau (IKSD) mit Sitz in Wien hat 2008 mit dem Joint Danube Survey 2, Final Scientific Report einen umfangreichen Bericht über die Wasserqualität des Flusses vorgelegt.
Um beispielsweise die Auswirkungen der Donau-Überschwemmungen in Wien zu vermindern, wurde der Fluss ab 1870 durch massive Eingriffe wie die Wiener Donauregulierung verändert. Dadurch entstanden der Donaukanal und die Alte Donau, die ehemalige Flussarme waren, und in jüngerer Zeit Stadtviertel wie die Donaucity und die als Erholungs- und Überschwemmungsgebiet genutzte Donauinsel. Teile der östlich von der heutigen Donau gelegenen Bezirke wie Floridsdorf und Donaustadt waren einst ausgedehnte Donauauen. Durch die zeitlich schon länger zurückliegenden starken Eingriffe werden diese Vorgänge subjektiv nicht so stark wahrgenommen wie Eingriffe in den Donauraum in jüngerer Vergangenheit.
Neben der zunehmenden Verschmutzung durch Industrie, Landwirtschaft, Tourismus und der Zuleitung von Abwässern sowie der Regulierung durch Staustufen und Schleusenkanäle, Letzteres vor allem in Deutschland und Österreich, setzen vor allem Großprojekte dem Lebensraum Donau stark zu. Da gleich zehn Staaten, darunter einige der ärmsten Länder Europas wie Rumänien, Moldau oder die Ukraine vor allem ihre wirtschaftlichen Interessen am Fluss wahrnehmen und von seiner Lage profitieren wollen, ist ein grenzüberschreitender Schutz schwierig.

#### Kraftwerke Eisernes Tor

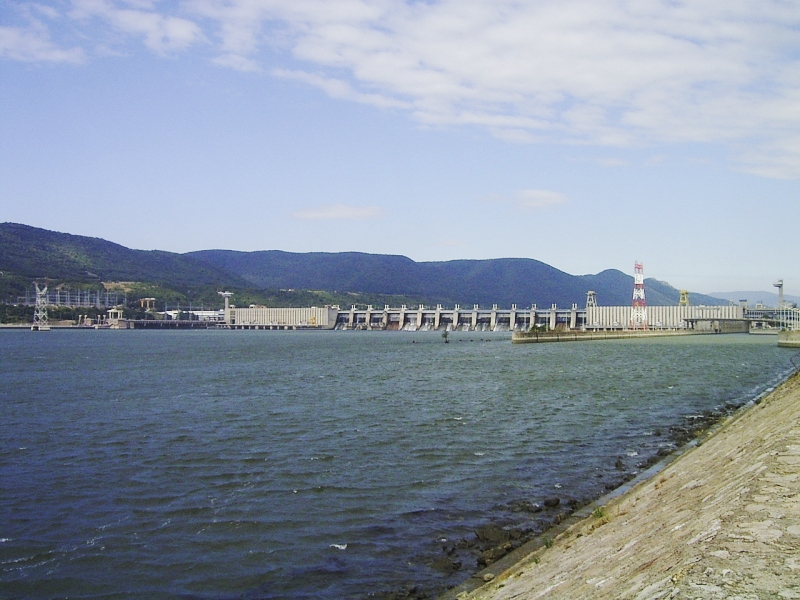
Staudamm Eisernes Tor

Im Jahr 1964 begannen das damalige Jugoslawien und Rumänien zwischen den Südkarpaten und dem Serbischen Erzgebirge an der Grenze von Rumänien zu Serbien mit dem gemeinsamen Bau des Wasserkraftwerks Eisernes Tor 1, das 1972 eröffnet wurde. Der Staudamm mit zwei Schleusen ließ einen 150 Kilometer langen Stausee entstehen, der Wasserspiegel wurde um 35 Meter gehoben. Neben der Energiegewinnung wurde auch die Wasserstraße Donau ausgebaut und die Schiffsdurchfahrt durch die Sprengung der Katarakte im Fluss erleichtert. Im Jahr 1977 begannen Planungen für das Kraftwerk Eisernes Tor 2, das 1984 fertig gestellt wurde.
Für den Stausee, dessen Ausläufer bis Belgrad reichen, mussten unter anderem die Stadt Orșova und fünf Dörfer weichen und die seit 1669 von Türken bewohnte Insel Ada Kaleh wurde überflutet. Die meisten Türken verließen Rumänien und gingen in die Türkei. Insgesamt mussten 17.000 Menschen umgesiedelt werden, ihre angestammten und teils kulturell bedeutenden Wohnorte wurden vom Wasser begraben. Auch für die Umwelt hat die Errichtung des Damms Folgen gehabt, so können seither Störe nicht mehr zum Ablaichen die Donau hinaufschwimmen.
Um den kulturellen und ökologischen Schaden zu begrenzen, sind Objekte der Flora und Fauna, ebenso wie geomorphologische, archäologische und kulturhistorische Artefakte in zwei Nationalparks und Museen bewahrt worden, in Serbien im Nationalpark Đerdap, der seit 1974 besteht und 63.608 Hektar umfasst, und in Rumänien im Naturpark Eisernes Tor, der 2001 eingerichtet wurde und eine Fläche von 115.655 Hektar besitzt.

#### Gabčíkovo-Nagymaros
Im Budapester Vertrag vom 16. September 1977 vereinbarten die damalige Tschechoslowakei und Ungarn in Budapest den Bau des riesigen Staustufenverbunds Gabčíkovo zwischen Gabčíkovo nahe Bratislava und Nagymaros in Ungarn zur Energiegewinnung, erste Planungen für das Projekt reichten zurück bis in das Jahr 1946.
Durch den Bau befürchteten ungarische und teilweise auch österreichische Experten zerstörerische Auswirkungen auf die nahen österreichischen Donauauen, die Landschafts- und Siedlungsräume entlang der slowakisch-ungarischen Grenze sowie die Budapester Wasserversorgung. Nachdem bereits seit 1983 die Arbeiten daran verlangsamt wurden, gründete sich 1984 in Budapest Duna Kör, der „Donau-Kreis“. Diese Umweltbewegung, die vielfach als Keim der „samtenen Revolution“ in Ungarn angesehen wird, fand starken Rückhalt in der Bevölkerung. 140.000 Menschen unterzeichneten ihre Petition gegen den Staudamm und 1988 kam es zu einer Demonstration mit rund 40.000 Teilnehmern vor dem ungarischen Parlament.
Im Rahmen der politischen Erschütterungen des Ostblocks 1989 zog sich die damalige ungarische Regierung (Ministerpräsident: Miklós Németh) im Mai 1989 unter dem Druck der Bevölkerung von dem Projekt zurück.
Die Tschechoslowakei und seit 1993 die Slowakei betrieb den Weiterbau des Kraftwerks Gabčíkovo an einer anderen Stelle und verklagte Ungarn 1993 und erneut 1997 beim Internationalen Gerichtshof (IGH) auch auf die Erfüllung des Budapester Vertrages von 1977. Ungarn warf nun der Slowakei zusätzlich vor, teilweise Wasser aus dem Grenzfluss in den neu gebildeten künstlichen Gabčíkovo-Kanal entzogen zu haben. Der IGH hat im Prinzip entschieden, dass der Vertrag von 1977 gilt und die beiden Länder vereinbaren sollen, wie sie ihn erfüllen. Am 3. September 1998 stellte die Slowakei einen Antrag auf ein zusätzliches Urteil des IGH.
Nachdem eine wirkliche Einigung nicht zustande gekommen war und der Rechtsstreit über ein Jahrzehnt lang nicht beigelegt werden konnte, forderte die slowakische Regierung den Internationalen Gerichtshof im Juni 2017 auf, die Einstellung des Verfahrens zu Protokoll zu geben. Daraufhin erklärte der Bevollmächtigte Ungarns im Juli 2017, dass seine Regierung keine Einwände gegen die Einstellung des Verfahrens erheben würde, das durch den Antrag der Slowakei vom September 1998 auf ein zusätzliches Urteil eingeleitet wurde. So stellte das Gericht fest, dass die Slowakei das mit ihrem Antrag auf ein ergänzendes Urteil eingeleitete Verfahren eingestellt hat.

#### Hafen Giurgiulești

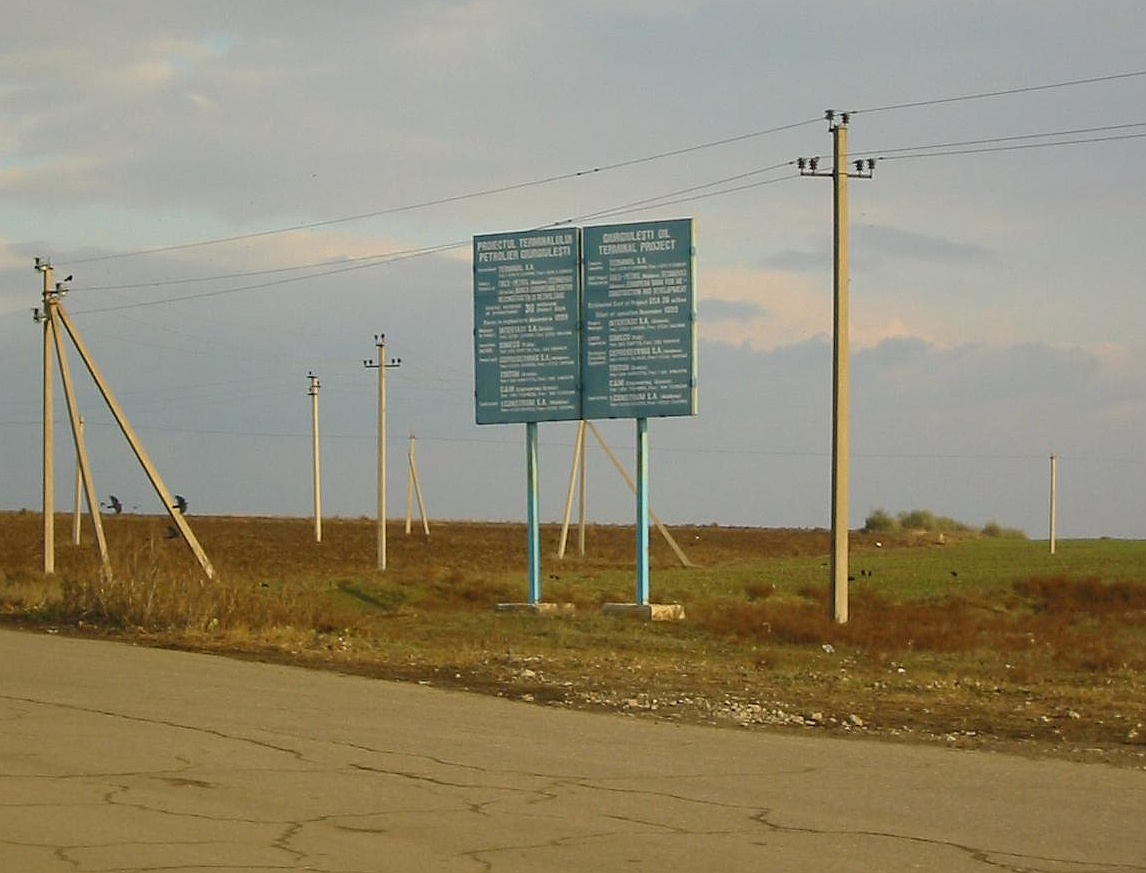
Giurgiulești Oil Terminal Project

Im Jahr 1995 gründete die moldauische Regierung Terminal S. A., ein Joint-Venture mit griechischer Beteiligung zur Errichtung eines Freihafens mit angeschlossener Ölraffinerie an ihrem Uferstück bei Giurgiulești. 1996 gewährte die Europäische Bank für Wiederaufbau und Entwicklung einen Kredit über 19 Millionen Dollar und erhielt damit einen Anteil von 20 Prozent. 41 Prozent hält die moldauische Tirex-Petrol und 39 Prozent die griechische Technovax. Der Grundstein für den Bau wurde im November 1998 gelegt, seither kam das Projekt allerdings nur sehr mäßig voran. 2006 wurde der Hafen eröffnet, in der Folge weitere Terminals. Er wird von der moldauischen Tochter der niederländischen Danube Logistics Holding BV betrieben, die 2021 von der Europäischen Bank für Wiederaufbau und Entwicklung übernommen wurde.
Da das Donaudelta sehr nahe ist, würden Einträge belastenden Materials insbesondere im Falle von Havarien schnell und unverdünnt dort hinein gelangen und das Schutzgebiet stark gefährden. Deshalb führten der Hafen bereits seit dem Planungsstadium zu Protesten durch Umweltschutzverbände.

#### Baia-Mare-Dammbruch
Am 30. Januar 2000 ereignete sich in dem rumänischen Ort Baia Mare ein Dammbruch in einer Golderz-Aufbereitungsanlage, infolge dessen über 100.000 m³ Natriumcyanidlauge über Nebenflüsse in die Theiß gelangten. Zwei Wochen später erreichte die Schadstoffwelle die Donau, in der – wie auch in der Theiß – ein Fischsterben die Folge war. Darüber hinaus wurden bis zur Donaumündung ins Schwarze Meer die Zyanid-Grenzwerte überschritten.

#### Bystre-Kanal

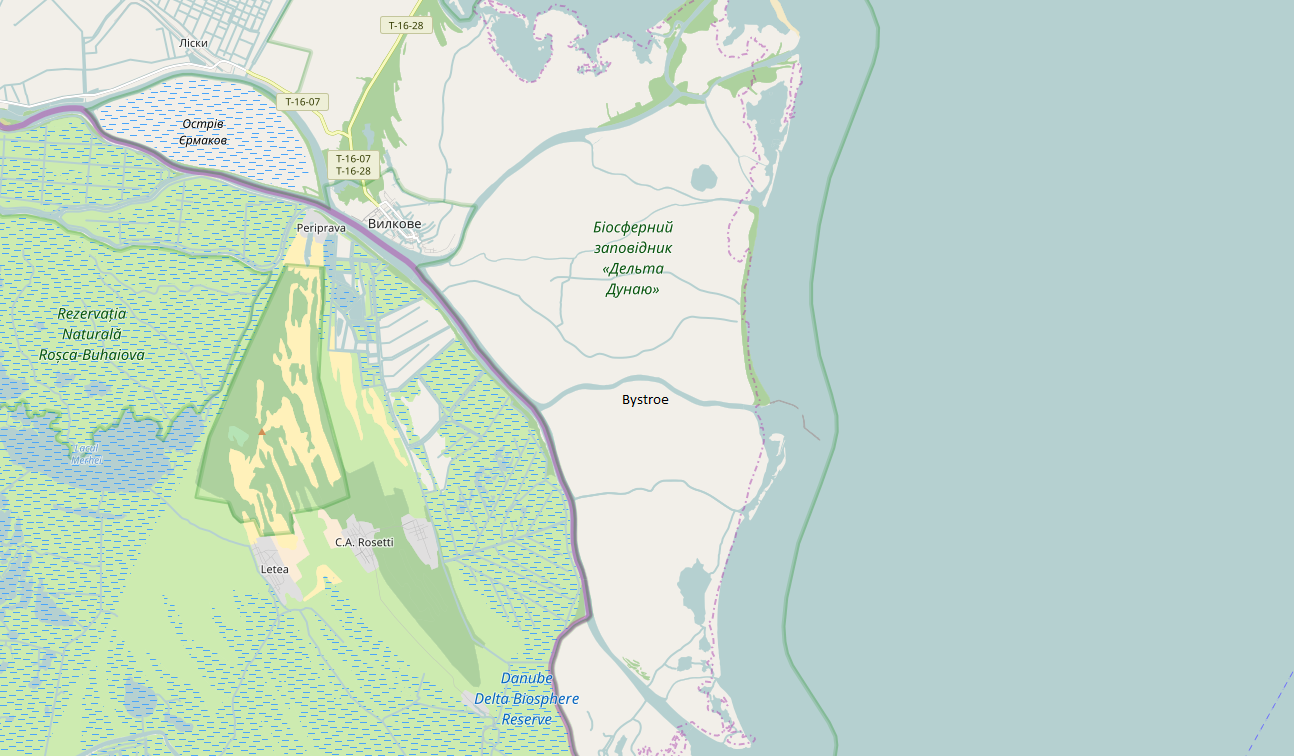
Donaudelta und Bystre-Kanal (mit Bystroe beschriftet)

Am 27. August 2004 wurde in der ukrainischen Kleinstadt Wylkowe der Bau des 9 km langen Bystre-Kanal begonnen.
2022 wurde er von 3,90 m auf 6,50 m vertieft.
Er verkürzt den Wasserweg zwischen Donauhäfen wie Reni und Kilija und der ukrainischen Schwarzmeerküste um über 20 km.

### Gefährdung und Verschmutzung
Der WWF zählt die Donau aufgrund der massiven Ausbaubestrebungen für die Schifffahrt und die noch geplanten Wasserkraftnutzungen zu den zehn gefährdetsten Flüssen der Welt. Unter anderem sieht ein EU-Programm zum Ausbau der Infrastruktur zwischen West- und Osteuropa (Transeuropäische Netze, TEN-T) vor, auf einer Länge von etwa 1.000 Flusskilometern Hindernisse und Engstellen an der Donau zu beseitigen. Von diesen Baumaßnahmen wären Schutzgebiete und Naturräume betroffen.

#### Donauausbau in Niederbayern
Der etwa 70 km lange Donauabschnitt zwischen Straubing und Vilshofen gehört zu den letzten frei fließenden, nicht durch Staubauwerke zerteilten Donauabschnitten in Europa. Für diesen Bereich bestehen Pläne, die als Bundeswasserstraße ausgewiesene Donau für die Schifffahrt weiter auszubauen, da es derzeit nur 144 Tage im Jahr möglich ist diese Strecke mit voller Abladetiefe (also 2,5 m) zu befahren, im Gegensatz zu anderen frei fließenden Strecken wie dem Mittelrhein (310 Tage/Jahr) und der Wachau (300 Tage/Jahr). Zwei Ausbauvarianten (die Variante A und die Variante C 2,80) und ein optimierter Ist-Zustand wurden miteinander verglichen.
2002 regierte das rot-grüne Kabinett Schröder I. SPD und Grüne beantragten im März 2002 Variante A.
Die mit Bundestagsbeschluss aus dem Jahr 2002 vom Bund gewünschte Variante A beschränkt sich auf flussbauliche Maßnahmen und erhält das für das ökologische Gleichgewicht notwendige Fließen. Sie ermöglicht an 200 Tagen im Jahr eine Abladetiefe von 2,5 m. Variante C 2,80 sieht das Abschneiden der Donauschlinge „Mühlhamer Schleife“ bei Aicha mit einem Durchstichkanal (Schleusenkanal mit Schleuse für die Schifffahrt) und einer Staustufe in der Mühlhamer Schleife vor. Sie ermöglicht an 301 Tagen im Jahr eine Abladetiefe von 2,5 m. Diese Variante wird vom Freistaat Bayern gefordert.
Vier Binnenschifffahrtsverbände (Bundesverband der Deutschen Binnenschifffahrt, Europäische Binnenschifffahrtsunion, Verband für europäische Binnenschifffahrt und Wasserstraßen, Deutscher Wasserstraßen- und Schifffahrtsverein Rhein-Main-Donau e. V. (DWSV)) legten am 5. Oktober 2006 dem damaligen Bundesverkehrsminister Wolfgang Tiefensee eine gemeinsame Resolution vor, in der sie die Entscheidungsträger auf Bundesebene und Landesebene auffordern, unverzüglich den Ausbau der Donau voranzutreiben.
Der Bund und der Freistaat Bayern vereinbarten 2009 „variantenunabhängige Untersuchungen zum Ausbau der Donau zwischen Straubing und Vilshofen“; diese begannen Ende 2009. Die Abschlussberichte wurden bis Ende 2012 fertiggestellt.
Die Ausbauvariante A ist derzeit (2023) in Ausführung. Der erste Teilabschnitt von Straubing bis Hafen Straubing-Sand ist seit August 2023 fertig. In diesem Abschnitt ist die Donau um 65 cm vertieft, damit der Hafen 300 Tage im Jahr mit 2,5 m Tiefgang vom Westen erreicht werden kann, was mit der Variante C 2,80 für die ganze Strecke vorgesehen war. Derzeit wird die Strecke bis Deggendorf weiter ausgebaut und so um 20 cm vertieft. Planungen für die Strecke Deggendorf-Vilshofen laufen noch (2023).
Schon früh gab es Proteste gegen den Donauausbau. Örtliche Widerstandsbewegungen wurden gegründet und vom Bund Naturschutz unterstützt. Die Bürgeraktion „Rettet die Donau“ hatte regen Zulauf und sammelte tausende Unterschriften gegen das Projekt.

#### Plastikmüll
Bei einer Untersuchung der Uferbereiche der Donau zwischen Wien und Bratislava durch Forscher der Universität Wien zwischen den Jahren 2010 und 2012 stellte sich der zweitgrößte Fluss Europas „sehr überraschend“ als wesentlich stärker mit Plastik verschmutzt als bisher angenommen dar: Es wurden pro 1000 Kubikmeter Wasser im Schnitt 317 Plastikteilchen, aber lediglich 275 Fischlarven gefunden. Dies ergibt einen geschätzten Eintrag von 4,2 Tonnen Plastikmüll pro Tag von der Donau ins Schwarze Meer. Bei 79 Prozent der in den Proben entdeckten Plastikpartikel handelt es sich um industrielles Rohmaterial wie Pellets oder Flakes. Die restlichen Kunststoffteilchen sind nach der Meinung der Forscher auf kommunalen Abfall zurückzuführen. Das Risiko für die Fische bestehe darin, dass sie das Mikroplastik mit ihrer üblichen Nahrung wie Insektenlarven oder Fischeiern verwechselten.

#### Wasserqualität
2015 veröffentlichte die IKSD Ergebnisse einer Studie, der Joint Danube Survey 3. Mittels Wasseranalysen konnten im Donauwasser hohe Konzentrationen von Drogenrückständen und antibiotikaresistenten Keimen gemessen werden, auch wurde Fischarmut und ein hoher Verbauungsgrad der Donauufer festgestellt. Renaturierungen von Flussauen verbessern die Wasserqualität, indem Nitrate durch Denitrifikation abgebaut werden.

## Geschichte

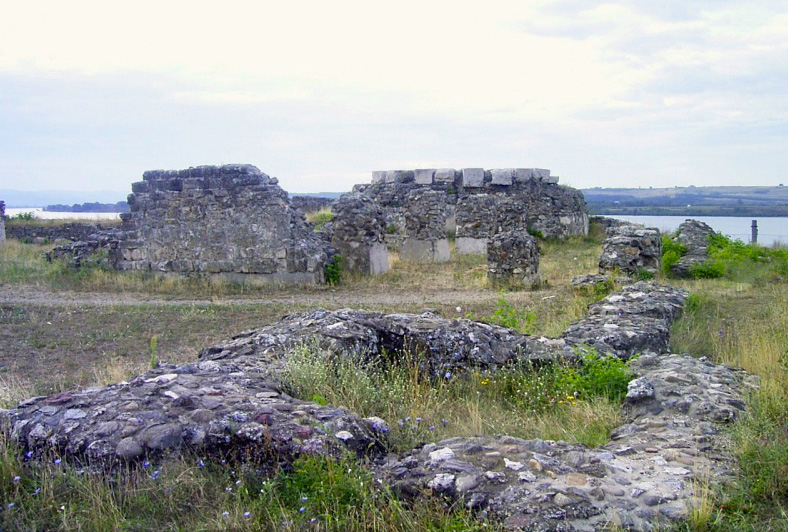
Ruinen des römischen Drobeta

Im siebten Jahrhundert vor Christus segelten Griechen, die vom Schwarzen Meer her über die Stadt Tomis, das heutige Constanța, kamen, flussaufwärts. Ihre Erkundungsreise endete am Eisernen Tor, einer felsigen Kataraktstrecke voller Untiefen, deren gefährlicher Verlauf den griechischen Schiffen die Weiterreise über die Linie Südkarpaten und Serbisches Erzgebirge (an der heutigen Grenze von Rumänien zu Serbien) unmöglich machte. Den Unterlauf nannten die Griechen Istros, der Oberlauf war ihnen nicht bekannt. Dieser Name für den Unterlauf war zunächst bei den Römern in Gebrauch; den Oberlauf nannten sie nach dem keltischen Namen Danuvius, der in der Antike als Gott verehrt wurde.
Unter den Römern bildete die Donau fast von der Quelle bis zur Mündung die Grenze zu den Völkern im Norden und war zugleich Route für Truppentransporte sowie für die Versorgung der stromabwärts gelegenen Siedlungen. Vom Jahr 37 an bis zur Regierungszeit des Kaisers Valentinian I. (364–375) war der Donaulimes mit gelegentlichen Unterbrechungen, etwa dem Fall des Donaulimes 259, die nordöstliche Grenze des Reiches. Die Überschreitung der Donau nach Dakien hinein gelang dem Imperium Romanum erst in zwei Schlachten 102 und 106 nach dem Bau einer Brücke 101 bei der Garnisonsstadt Drobeta am Eisernen Tor. Dieser Sieg über die Daker unter Decebalus ließ die Provinz Dacia entstehen; 271 ging sie wieder verloren.
Im neunten Jahrhundert war die Donau Wanderweg für das osteuropäische Hirtenvolk der Magyaren, die donauaufwärts über die Zwischenstation des Chasarenreichs bis in das Gebiet des heutigen Ungarn vordrangen und dort gemeinsam mit der slawischen Vorbevölkerung in den kommenden 150 bis 200 Jahren unter Stephan I. die heutige ungarische Nation begründeten.
Auch die bereits zwischen 1096 und 1099 beim ersten Kreuzzug vom Heer Gottfried von Bouillons genutzte Route Charlemagne führte von Regensburg bis Belgrad entlang der Donau. Rund 340 Jahre später kehrte sich die Richtung um, denn für das osmanische Heer war die Donau auf ihrem Feldzug durch Südosteuropa die zentrale Route für den Transport von Truppen und Nachschub. Der Fluss ermöglichte ein rasches Vorrücken, bereits im Jahr 1440 führten sie die ersten Schlachten um Belgrad. Dessen Eroberung gelang 1521. 1526 zerschlug das osmanische Heer in der ersten Schlacht bei Mohács (1526) das ungarische Königreich. Da König Ludwig II. dabei zu Tode kam, fiel Ungarn an das habsburgische Österreich. Dies gilt als der Keim der Donaumonarchie.
Im Jahr 1529 erreichten die Türken Wien (damals das Zentrum Mitteleuropas) und belagerten es, wurden aber geschlagen. So war die Expansion der Osmanen entlang der Donau gestoppt und ab der zweiten Schlacht bei Mohács (1687) verloren sie wieder Land und Macht. Das allmähliche Zurückdrängen der Türken ging im Wesentlichen auf die Initiative Österreich-Ungarns zurück, das daran erstarkte, zumal es gleichzeitig aus dem Heiligen Römischen Reich Deutscher Nation verdrängt wurde. Neben den Österreichern blieb das Osmanische Reich aber weiterhin bis zum endgültigen Verlust seiner Balkangebiete durch die russisch-türkischen Kriege (1768–1774) und die Balkankriege 1912/13 der bedeutendste politische Faktor Südosteuropas. Die Donau war dabei nicht nur militärische und kommerzielle Hauptschlagader, sondern auch politische, kulturelle und religiöse Grenze zwischen Morgen- und Abendland.
Im Friedensvertrag von Versailles nach dem Ersten Weltkrieg wurde die Donau 1919 zusammen mit Elbe, Memel und Oder zum Internationalen Fluss erklärt.
Nach dem Zweiten Weltkrieg hatte die Sowjetunion auch Ungarn und Teile Österreichs besetzt und es wurde 1946 eine neue Regelung des Flussverkehrs ins Auge gefasst, die das Pariser Abkommen von 1921 ablösen sollte. Zur Belgrader Konferenz 1948 waren alle Anrainerstaaten bis auf Deutschland und Österreich zugelassen. Mit Unterzeichnung des fertigen Übereinkommens wurde zugleich ein Anhang signiert, der Österreich anschließend in die Donaukommission aufnahm. Die Bundesrepublik Deutschland konnte dem Übereinkommen und der Donaukommission aufgrund sowjetischer bzw. russischer Vorbehalte gegen eine deutsche Mitbestimmung erst im März 1998 beitreten, fast 50 Jahre nach der Belgrader Konferenz.
Durch diese Grenze war die seit jeher wichtige Verkehrsachse Donau, welche quer durch den Kontinent verschiedene Wirtschaftsräume verbindet, weitgehend blockiert. Aufgrund der eigenständigen Politik Titos wurde auch die jugoslawische Donaugrenze zu Ungarn und Rumänien stark bewacht. Erst mit der Öffnung des Eisernen Vorhanges und der dann folgenden Auflösung des Ostblocks wurde auf der Donau wieder ein normaler Personen- und Güterverkehr zwischen West und Ost möglich. Die Donauschifffahrt war aber südlich von Ungarn nach dem Zerfall Jugoslawiens ab 1991 infolge des Krieges einige Jahre unterbrochen. Erst im Oktober 2005 wurde die Schifffahrt wegen der Bauarbeiten bei der Brücke von Novi Sad wieder uneingeschränkt freigegeben. Dadurch erlebten der Warentransport und der Kreuzfahrttourismus auch in diesem Teil der Donau einen starken Aufschwung.
1977 wurde der ungarisch-tschechoslowakische Staatsvertrag zur gemeinsamen Nutzung der Donau-Energie besiegelt, in dem unter anderem das Staustufenprojekt Gabčikovo-Nagymaros geplant war. Zwischen dem slowakischen Ort Gabčíkovo und dem ungarischen Nagymaros am Donauknie sollte ein 200 Kilometer umfassendes Staustufensystem aus verschiedenen Stauseen entstehen, und ein Teil des Donauhauptarms sollte verlegt werden. Ab 1983 verschleppte die ungarische Seite das Projekt aus finanziellen Gründen. Im Frühjahr 1984 bekräftigten ungarische Umweltschützer durch eine Unterschriftenaktion ihre Bedenken gegen das Mammutprojekt. Aus dem Protest entstand der Unabhängige Donau-Kreis (Független Duna Kör). Der Kreis erhielt 1985 den Right Livelihood Award. Nach dem Rücktritt des langjährigen Präsidenten János Kádár im Mai 1988 lebte der Protest neu auf. Kritische Berichte erschienen nun in der Presse und Demonstrationen fanden statt. Im März 1989 wurden dem ungarischen Parlament 140.000 Unterschriften gegen das Projekt vorgelegt. Noch bevor es zu einer Entscheidung kam, verkündete Ministerpräsident Miklós Németh die Einstellung der Bauarbeiten. Die einseitige Kündigung der Verträge von 1977 führte zu einem offenen Konflikt, der 1993 vor den Internationalen Gerichtshof in Den Haag kam.
In den 1980er Jahren wurden die vier Druckwasserreaktoren des Kernkraftwerk Paks fertiggestellt und ans Stromnetz genommen. Sie nutzen Donauwasser als Kühlwasser, ebenso wie das Kernkraftwerk Kosloduj, das einzige Kernkraftwerk Bulgariens. Dort sind vier alte Kernreaktoren russischer Bauweise (WWER-440/230) stillgelegt; zwei neuere Blöcke (WWER-1000/320) sind (Stand 2013) in Betrieb.
Auch das Kernkraftwerk Cernavodă, das einzige Kernkraftwerk Rumäniens, verwendet Kühlwasser aus der Donau. 1996 wurde (nach einer Bauzeit von 14 Jahren) der erste Block fertiggestellt, 2007 der zweite (nach 25-jähriger Bauzeit).
Eine Besonderheit aus der Geschichte der Nutzung war die Gewinnung von Gold aus dem Sand der Donau zur Prägung von Flussgolddukaten. Sie sind durch die Umschrift EX AURO DANVBII (= aus dem Gold der Donau) erkennbar.

## Wirtschaftsraum Donau

### Schifffahrt

#### Frachtschiffahrt

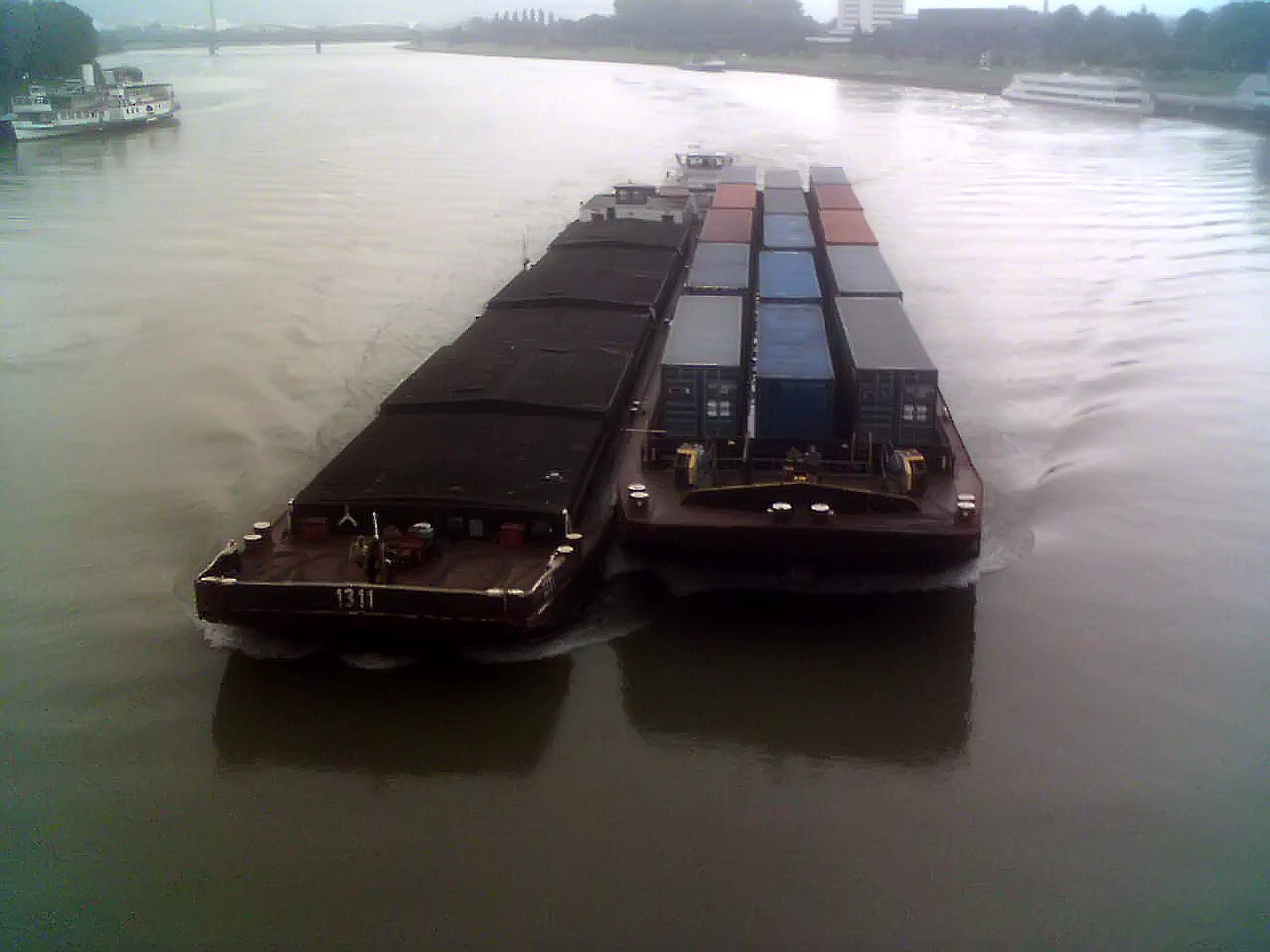
Schubverband bestehend aus kleinem Schubschiff hinten, einem Containerschubleichter (auf dem Bild rechts) und einem Massengutschubleichter (links) auf der Donau in Linz

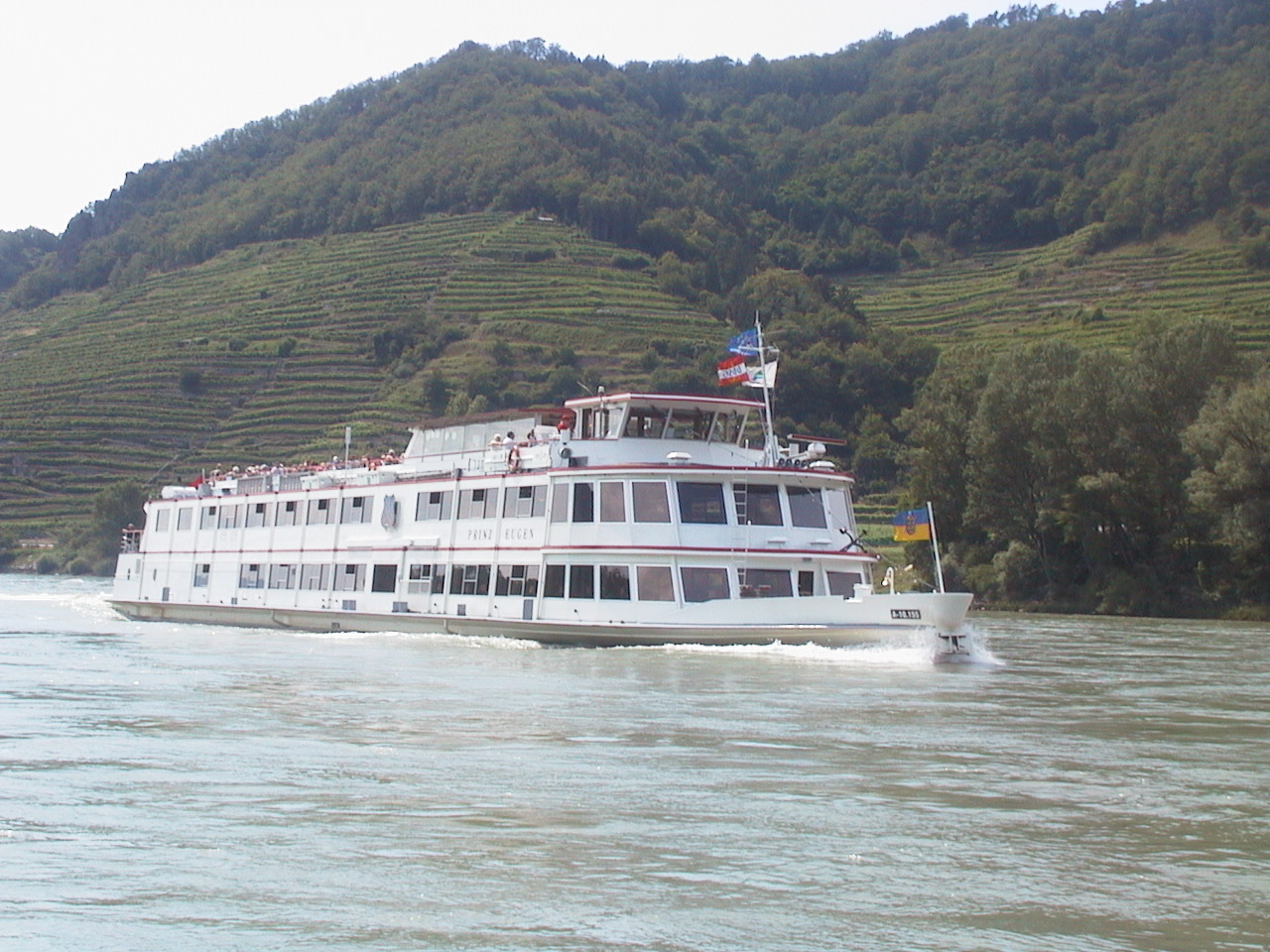
DDSG-Ausflugsschiff Prinz Eugen in der Wachau

Für die Großschifffahrt ist die Donau erst ab km 2415 bei Kelheim (etwa 440 Kilometer unterhalb der Quelle) befahrbar. Die 203 km lange deutsche Strecke von Kelheim bis zur österreichischen Grenze ist eine Bundeswasserstraße, zuständig ist das Wasserstraßen- und Schifffahrtsamt Donau MDK. Von Kelheim bis zum Schwarzen Meer gibt es insgesamt 20 Staustufen mit Schleusen, davon sechs in Deutschland. Die Donau ist mit dem Main-Donau-Kanal, der bei Kelheim in die Donau mündet, von der Nordsee über den Rhein und den Main bis ins Schwarze Meer auch eine durchgehende internationale Wasserstraße.
Verschiedene Schifffahrtskanalprojekte in den Alpen, welche die Donau an den Alpenraum angeschlossen hätten, blieben unverwirklicht: So z. B. der Maloja-Inn-Kanal, der von Wien die Donau über den Inn und weiter über den Malojapass hinweg mit dem Comer See verbunden hätte. Ebenso unverwirklicht blieb der Splügenkanal über den Splügenpass mit Genua und dem Mittelmeer als Endziel – die Donau wäre durch u. a. Donauseitenkanal, Bodensee und Rhein angebunden worden.
Die Donauschifffahrt unterscheidet auf dem schiffbaren Teil des Donaulaufs drei Abschnitte:
- Obere Donau, von Kelheim bis Komárom/Komárno
- Mittlere Donau, von Komárom/Komárno bis Drobeta Turnu Severin
- Untere Donau, von Drobeta Turnu Severin bis zur Mündung

#### Passagierschiffahrt
Neben der Frachtschifffahrt gibt es knapp 100 Flusskreuzfahrtschiffe, die zu Mehrtages-Kreuzfahrten vorwiegend zwischen Passau, Budapest und dem Schwarzen Meer ablegen, und viele Tagesausflugsschiffe, die in Deutschland vor allem in Passau (Wurm & Köck) und in Österreich vor allem in der Wachau (DDSG Blue Danube) unterwegs sind. Außerdem sind unzählige kleine, private Sportmotorboote auf dem Fluss unterwegs.

#### Rechtliche Regelungen
Ursprünglich war die Donau ein offener Handelsfluss, nutzbar für jedermann, trotzdem nahm jedes Uferland Handelszölle. Im Pariser Frieden 1856 wurde das Recht des freien Handels auf der Donau erstmals kodifiziert und eine Europäische Donaukommission gegründet, angelehnt an die Bestimmungen der Wiener Kongressakte von 1815 zur freien Schifffahrt. 120 Jahre später, am 18. August 1948, wurde auf der Belgrader Konferenz in der Konvention über die Regelung der Schifffahrt auf der Donau dieses Recht erneut festgeschrieben: das Befahren der Donau ist Schiffen aller Flaggen erlaubt, nur Kriegsschiffen fremder Flagge ist das Befahren der Donau untersagt. Für den Bereich des Eisernen Tores und der unteren Donau wurden internationale Stromsonderverwaltungen geschaffen. Die Einhaltung der Regelungen des Vertrages und die Erhaltung der Schifffahrtstauglichkeit wird durch die Donaukommission überwacht. Sie beschließt auch die Grundsätzlichen Bestimmungen für die Schifffahrt auf der Donau, die zum Bestandteil der Vorschriften der Anrainerstaaten und der Stromsonderverwaltungen zu machen sind. Weiterer Bestandteil der Vorschriften sind die jeweiligen besonderen Bestimmungen, die von den lokal zuständigen Behörden verantwortet werden. In Deutschland gilt die Donauschifffahrtspolizeiverordnung, in Österreich die Wasserstraßen-Verkehrsordnung.

### Tourismus
Zahlreiche Donaulandschaften und Nationalparks sind auch von touristischer Bedeutung, so zum Beispiel der Naturpark Obere Donau in Deutschland, die Wachau sowie der Nationalpark Donau-Auen in Österreich, das Eiserne Tor zwischen Serbien und Rumänien und das transnationale Donaudelta.
Auch der Flusskreuzfahrttourismus ist bedeutend, neben der vielbefahrenen Strecke von Wien nach Budapest fahren einzelne Schiffe auch von Passau bis in das Donaudelta und zurück. Zur Hochsaison sind über 70 Kreuzfahrtschiffe im Einsatz. Insbesondere auf der nicht schiffbaren und daher verkehrsfreien oberen Donau gibt es die Möglichkeit zu Kanu-, Paddel- und Bootstouren.
Der Donauraum bietet extensive touristische Infrastruktur. Rad-, Wander- und Reisemöglichkeiten wie Donauradweg, der Donausteig und die Straße der Kaiser und Könige entlang des Flusses ziehen ein internationales Publikum an, allein der österreichische Donauraum kann rund 14 Millionen Nächtigungen und rund 6,5 Millionen Ankünfte im Jahr verzeichnen.

### Wassernutzung

#### Trinkwasser
Die Donau ist entlang ihres Laufes für rund zehn Millionen Menschen eine bedeutende Trinkwasserquelle. In Baden-Württemberg beliefert der Zweckverband Wasserversorgung den gesamten Raum zwischen Stuttgart, Bad Mergentheim, Aalen und dem Alb-Donau-Kreis mit Trinkwasser, von dem gut 30 Prozent (2004: 30 Millionen Kubikmeter) aufbereitetes Donauwasser sind. Auch Städte wie Ulm oder Passau verwenden großteils noch Donauwasser als Trinkwasser.
Österreich dagegen bezieht zu 99 Prozent sein Trinkwasser aus Grund- und Quellwasser, nur sehr selten, zum Beispiel während Hitzeperioden, wird Wasser der Donau entnommen, um daraus Trinkwasser zu gewinnen. Dasselbe gilt in Ungarn, das zu 91 Prozent Grundwasser verwendet. Auch die anderen Staaten entlang des Mittellaufs verzichten aufgrund der starken Verschmutzung auf die Verwendung von Donauwasser als Trinkwasser. Nur Orte an der Donau in Rumänien, wo der Strom wieder sauberer ist, versorgen sich noch weitgehend mit dem Wasser aus der Donau (Drobeta Turnu Severin, Donaudelta).

#### Wasserkraft
Fünf Anrainerstaaten der Donau beziehen nennenswerte Anteile ihrer Energie aus Wasserkraftwerken an der Donau, nämlich Deutschland, Österreich, die Slowakei, Serbien und Rumänien. Anderen Staaten fehlt zum Bau entsprechender Wasserkraftwerke entweder die partielle territoriale Kontrolle über die Donau (Kroatien, Bulgarien und Moldau verfügen jeweils nur über ein Ufer des Flusses), oder sie sind politisch nicht durchsetzbar wie in Ungarn oder aber der Lauf der Donau gibt eine solche Verwendung schlicht nicht her wie in der Ukraine.
In Deutschland wurden bereits Ende des 19. Jahrhunderts erste Wasserkraftwerke gebaut, insbesondere in der Region der Oberen Donau, aber auch bei Ulm. Allerdings erlangte die Donau als Energielieferant niemals die Bedeutung wie weiter flussabwärts, da sie vergleichsweise schwach und energiearm ist.

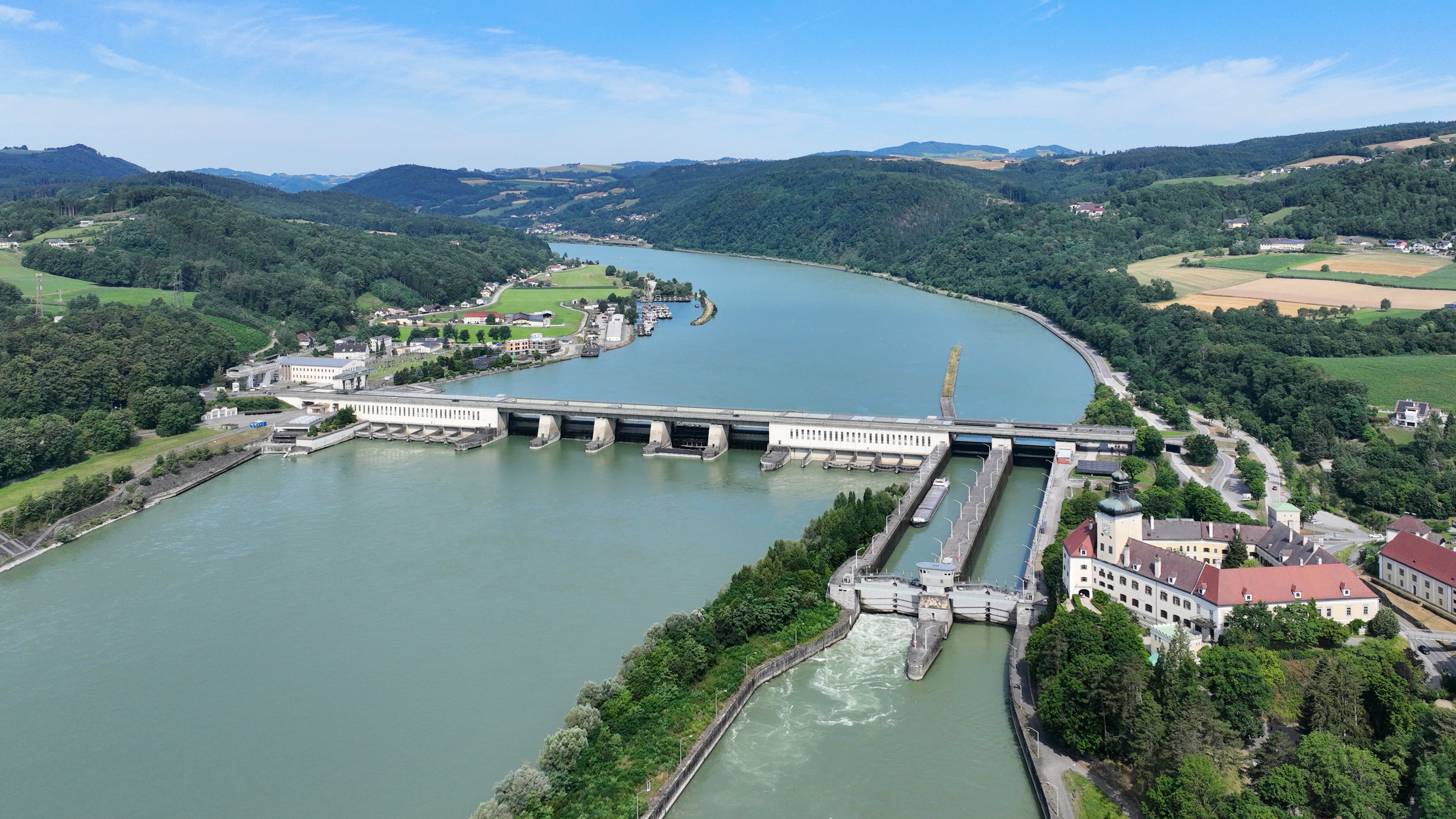
Kraftwerk Ybbs-Persenbeug; erstes Wasserkraftwerk der Österreichischen Donaukraftwerke

In Österreich ist die Situation bereits gänzlich anders, wenn auch der Bau des ersten Donaukraftwerkes Ybbs-Persenbeug erst relativ spät begann, nämlich 1953. Die Fertigstellung erfolgte 1957. Österreich hat in Europa nach Island und Norwegen den höchsten Anteil an Flussstauen (zumal das Gefälle der Donau hier stark ist): insgesamt werden rund 20 Prozent des öffentlichen Strombedarfs durch die Donaukraftwerke gedeckt. Diese Entwicklung gilt allerdings nicht durchweg als positiv: Die Wasserkraft-Monokultur, die sich in Österreich insbesondere an der Donau konzentriert, die von der deutschen Grenze an, mit Ausnahme der Wachau, bis nach Wien mit Laufkraftwerken besetzt ist, verändert den Lauf und die Fließgeschwindigkeit des Gewässers und beeinträchtigt die reguläre Überflutung der ökologisch wertvollen Auwälder. Daneben bilden die Staustufen Barrieren für Fische und andere Lebewesen, die sich nicht mehr frei im Fluss bewegen können oder erfordern den gesonderten Bau von Fischtreppen.
In der Slowakei ist die Wasserkraft mit gut 16 Prozent Anteil am Energiemix die zweitwichtigste Energiequelle nach der Braunkohle. Der größte Anteil davon, nämlich 11 Prozent der Gesamtproduktion der elektrischen Energie, entstammt dem Wasserkraftwerk Gabčíkovo, das ursprünglich als Teil der Doppelstaustufe Gabčíkovo-Nagymaros in Kooperation mit Ungarn geplant war, aus dessen Bau sich Ungarn allerdings später zurückzog und das daraufhin von der Slowakei allein vollendet wurde.
Das größte Wasserkraftwerk Europas am Eisernen Tor wurde 1972 nach achtjähriger Bauzeit gemeinsam von Jugoslawien (heute Serbien) und Rumänien in Betrieb genommen. Dadurch stellt die Wasserkraft mit 37,1 Prozent in Serbien und 27,6 Prozent in Rumänien eine der bedeutendsten Energiequellen der beiden Länder dar.

### Weinbau

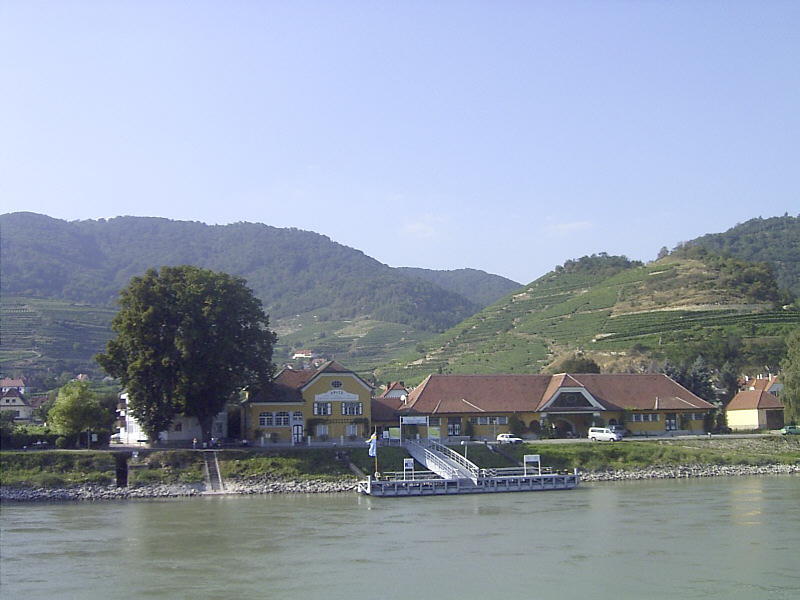
Weinberge bei Spitz (Wachau)

In einigen Staaten erstrecken sich entlang der Donau Weinanbaugebiete.
In der Wachau in Österreich werden hauptsächlich Grüner Veltliner und Riesling angebaut.
In Ungarn wird Wein fast überall entlang der Donau zwischen Visegrád und der Südgrenze des Landes kultiviert, die Hauptstadt des ungarischen Weins war Vác. In der sozialistischen Ära verloren die früher berühmten ungarischen Weine stark an Qualität, seit den 1990er-Jahren erlebt der ungarische Weinbau eine Renaissance.
Das Weinbaugebiet erstreckt sich nach Norden in die Slowakei hinein mit Schwerpunkten um Devín (deutsch: Theben) bei Bratislava und Štúrovo.
Eine wirtschaftlich unbedeutende Kuriosität und zugleich das letzte Relikt der bis auf die Römer zurückgehenden, ursprünglich lebendigen Kultur des Baierweins ist das deutsche Weinbaugebiet bei Bach zwischen Regensburg und Straubing (Regensburger Landwein).

### Historische Wirtschaftszweige

#### Historische Schifffahrt an der oberen Donau
Die Donau ist eine der ältesten und bedeutendsten europäischen Handelsrouten. Bereits in frühgeschichtlicher Zeit diente sie als Transportweg für Handelswaren wie zum Beispiel Pelze, die meist noch mit einfachen Flößen den Fluss entlang transportiert wurden. Bereits zur Römerzeit wurde Schifffahrt betrieben, wenn auch bis in die Neuzeit Boote, die nach dem langen und damals noch sehr gefährlichen Weg ihren Zielhafen erreicht hatten, häufig demontiert und als Bauholz verkauft wurden. Wenn mit dem beschwerlichen und langsamen Rückweg auf Schiffen nicht genug verdient werden konnte, wurde dieser vermieden. Typisch für die Donauschifffahrt waren deshalb einfache Schiffskonstruktionen wie Zillen (siehe auch Ulmer Schachteln) und Plätten, die am Oberlauf ab Ulm (am Inn ab Hall in Tirol) verkehrten und den Holzverbrauch im Vergleich zum Bau von Flößen reduzierten. Größere Zillen mit Längen bis etwa 30 Metern und zwei Tonnen Zuladung, die sog. Kelheimer oder Ulmer Ordinarischiffe, wurden gelegentlich mit lohnender Ladung wie Wein oder Salz stromaufwärts zurückgezogen. In der Regel zog man jedoch nur kleinere Zillen mit den Habseligkeiten der Schiffer stromaufwärts.
Über die Jahrtausende konnten Boote stromaufwärts nur durch Treideln entlang der hier Treppelpfade genannten Leinpfade vorankommen. Dabei wurden die Boote zuerst von Menschen, ab dem 15. Jahrhundert zunehmend von Zugtieren stromaufwärts gezogen.
Diese späteren Schiffszüge waren streng organisiert und umfassten bis zu 60 Pferde und ebenso viel Mannschaft, als Schiffe einen Kelheimer (Hohenau genannt) oder deren mehrere (Nebenbei) und stets mehrere Zillen und Plätten als Funktionsschiffe für Tauwerk, Pferde und Vorräte. Wegen des weit verästelten Flusssystems mit wechselnden Untiefen war ein solcher Schiffszug sehr langsam unterwegs. Oft kam man an einem Tag nur wenige Kilometer voran. Häufig musste mitsamt Pferden die Flussseite gewechselt werden, Wetter und Wasserführung behinderten das Vorankommen.
Mit dem Aufkommen der Dampfschifffahrt und später der Lokomotiven begann der Niedergang der historischen Donauschifffahrt. Die letzten Schiffszüge wurden um 1900 stromaufwärts gezogen. Im Jahr 1812 wurde in Wien das erste Donaudampfschiff in Betrieb genommen. Kurze Zeit später, im Jahre 1829, gründete sich die erste Donaudampfschifffahrtsgesellschaft (DDSG). Dadurch wurden die Schiffe schneller, zum Beispiel fuhr das erste Dampfschiff Franz I im Jahre 1830 die Talfahrt von Wien nach Budapest in 14 Stunden 15 Minuten. Für die Bergfahrt von Budapest nach Wien benötigte es 48 Stunden 20 Minuten. Im September 1837 fuhr das erste Schiff, die Maria Anna, von Wien nach Linz.
In der Folge sollte die DDSG zur bedeutendsten Schifffahrtsgesellschaft auf der Donau werden, ihr Werbeslogan entsprach dem von ihr befahrenen Gebiet „von Passau bis zum Schwarzen Meer“. In der zweiten Hälfte des 19. Jahrhunderts war die DDSG zur größten Binnenreederei der Welt geworden, erhielt aber nach und nach ernstzunehmende Konkurrenz durch nationale Gesellschaften wie die ungarische MFTR. Nach dem Ersten Weltkrieg sank ihr Stern aufgrund der entstandenen nationalen Donaureedereien der Nachfolgestaaten der Donaumonarchie.
Bis in die 1930er Jahre war das Dampfschiff das dominierende Verkehrsmittel auf dem Fluss, man unterschied in Passagier- und Zugdampfer. Ein Exemplar dieses Schiffstyps ist in Regensburg als Museumsschiff zu besichtigen. In Österreich ist mit der Schönbrunn der letzte erhaltene DDSG-Schaufelraddampfer in Fahrt.
Mitte bis Ende des 19. Jahrhunderts war auch die Blüte der Kettenschleppschiffe, die sich an einer zuvor fest in der Fahrrinne des Flusses verlegten Kette mit Dampfmaschinenkraft den Fluss hinaufzogen. Solche Ketten wurden zuerst für die Strecke Wien–Pressburg verlegt, 1891 aber auch bei Ybbs und Regensburg. Im Eisernen Tor (Djerdap) wurde im 20. Jahrhundert bis zum Bau des Staudamms mit Lokomotiven getreidelt.

#### Wasserstraßenbau

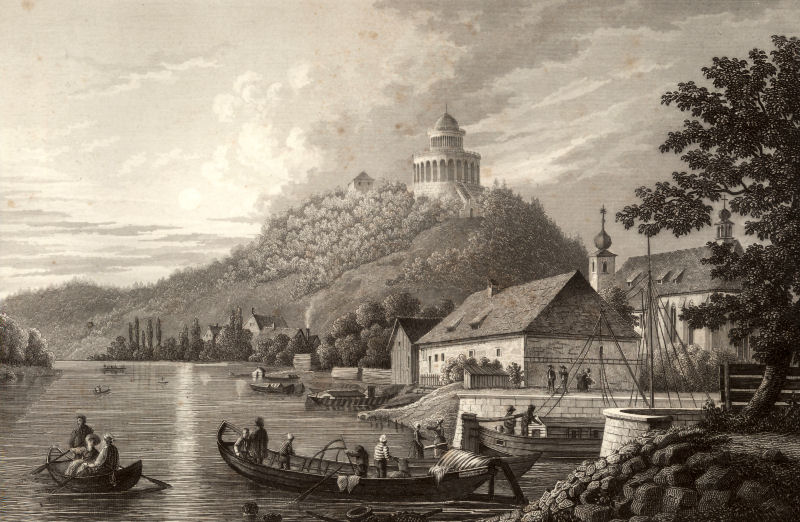
Abzweigung des Ludwig-Donau-Main-Kanals aus der Donau bei Kelheim, Stahlstich (1845) von Alexander Marx

Durch die Mittelwasserkorrektion mit Durchstichen, Buhnen und Parallelwerken wurde seit Mitte des 19. Jahrhunderts versucht, die Donauschifffahrt zu fördern. Um das bayerische Kachlet, eine Kette von Felsriffen, oberhalb Passau zu überstauen, wurde 1928 die Staustufe Kachlet mit dem damals größten Wasserkraftwerk fertiggestellt. Gleichzeitig begann flussabwärts von Regensburg eine Niederwasserregulierung mit dem Ziel einer Fahrwassertiefe von mindestens 1,40 m. Vier nur einschiffig zu befahrende Engstellen unterhalb Passaus wurden durch die 1956 in Betrieb genommene Staustufe Jochenstein an der deutsch-österreichischen Grenze beseitigt. Fahrzeit und Energiebedarf der Schiffe wurden dadurch fühlbar verbessert.
Der erste nachweisbare Plan einer Verbindung zwischen Rhein und Donau geht auf Karl den Großen im Jahr 793 zurück. Er ordnete den Bau der Fossa Carolina (Karlsgraben) an. Zwischen 1836 und 1846 wurde im Zuge der Industrialisierung der Ludwig-Donau-Main-Kanal zwischen Kelheim und Bamberg mit einer Länge von 172,4 km verwirklicht. Die Idee einer Wasserstraßenverbindung wurde erst mit dem 1992 fertiggestellten 171 km langen Main-Donau-Kanal (MDK) effektiv umgesetzt. Zwischen der Einmündung des MDK in Kelheim und Regensburg wurden parallel zum Bau des MDK zur Anpassung für die Großschifffahrt 1978 die Staustufen Bad Abbach und Regensburg fertiggestellt. Bis dahin war Regensburg Endstation der Donauschifffahrt. Unterhalb Regensburg folgten 1985 die Staustufe Geisling und 1995 Straubing.
Der Donaukanal in Wien ist kein künstliches Gewässer, sondern ein historischer Seitenarm der Donau. Der Wiener Neustädter Kanal ist ein historischer künstlicher Wasserlauf von lokaler Bedeutung (1803 in Betrieb genommen, maximale Länge 63 km) für Wirtschaftstransporte nach Wien, der mit der Donau allerdings nie verbunden war. Seit dem Mittelalter gab es immer wieder Bestrebungen, die Donau mit Oder (Donau-Oder-Kanal) bzw. Elbe (Donau-Oder-Elbe-Kanal) zu verbinden. Bis auf wenige kurze Abschnitte wurde dieses Projekt jedoch nicht realisiert. Im letzten Flussabschnitt verkürzt der Donau-Schwarzmeer-Kanal mit seiner Länge von 64,4 km den Weg ins Schwarze Meer durch die Umfahrung des Deltas um etwa 240 km.

#### Holzschwemme
Im 18. und 19. Jahrhundert diente die Donau als Transportweg für Holz unter anderem aus dem Böhmerwald. Holzscheiter wurden vom Böhmerwald aus über den Schwarzenbergschen Schwemmkanal in die Große Mühl geschwemmt, dort aus dem Wasser gezogen, in Schiffe verladen und anschließend bis nach Wien transportiert, wo sie als Brennholz verkauft wurden. Weitere größere Holzschwemmen gab es von der Naarn, dem Weitenbach und der Traisen.

#### Fischerei
Die Bedeutung der Fischerei, von der an manchen Orten im Mittelalter die ganze Bevölkerung lebte, ist im Laufe des 19. und 20. Jahrhunderts stark zurückgegangen. In Deutschland sind nur noch wenige Donaufischer aktiv. In Österreich wird in bescheidenem Maße noch um Linz und Wien gefischt. Im Donaudelta hat die Fischerei eine gewisse Bedeutung.

## Kulturelle Rezeption
Als zweitgrößter europäischer Fluss hat die Donau in den Kulturen ihrer Anrainerländer und darüber hinaus viele Spuren hinterlassen. Die Donau wird mit ihrer griechischen Bezeichnung bei Hesiod als Sohn des Okeanos und der Tethys bezeichnet (Theogonie 339). Neben zahlreichen Sagen und Legenden haben sich auch Schriftsteller mit ihr auseinandergesetzt, von Ovid, der in den Tristia (Buch 3, Gedicht 10) den starken Eindruck der zugefrorenen Donau besang, bis zu Claudio Magris, Ernst Trost und Péter Esterházy, die sich am Ende des 20. Jahrhunderts mit dem Thema beschäftigten. Die Donau gilt in Osteuropa seit dem Mittelalter als Archetyp eines Flusses. So ist sie in Konstantin Kostenezkis Lobpreisung Belgrads einer der vier Paradiesflüsse. Die Gleichstellung der Donau mit dem Pischon geht auf ältere antike Anschauungen bei Severian von Gabala zurück und wurde von byzantinischen Schriftstellern wie Michael Psellos wieder aufgegriffen. In den älteren apokryphischen Chroniken, einer anonymen Chronikensammlung in Bulgarien, wird die Donau ebenso mit biblischen Archetypen geographischer Objekte gleichgestellt, indem die Überquerung der Donau den Einzug der Bulgaren ins „gelobte Land“ begleitet.
Verbreiteten kulturellen Widerhall fand die Donau auch in der Musik, so im (ursprünglich mit einem anderen Text komponierten und uraufgeführten) Donauwalzer von Johann Strauss. Österreich hat ein besonders eng mit der Donau verbundenes Image, das an die einstige Donaumonarchie (mit etwa 1300 Donaukilometern; seit 1945 nur noch etwa 350 km) anknüpft und unter anderem seinen Ausdruck in der Phrase Land am Strome der Österreichischen Bundeshymne findet. Auch in den Nationalhymnen der Anrainerstaaten Bulgarien (Mila Rodino), Kroatien (Lijepa naša domovino) und Ungarn (Himnusz) wird der Fluss erwähnt.

## Weiterführende Literatur
- Amt der OÖ. Landesregierung. Kulturreferat: Die Donau: Facetten eines europäischen Stromes. Katalog zur oberösterreichischen Landesausstellung 1994 in Engelhartszell, Landesverlag, 1. Januar 1994.
- Michael Weithmann: Die Donau. Ein europäischer Fluss und seine dreitausendjährige Geschichte. Pustet, Regensburg 2000, ISBN 3-7917-1722-7 und Styria, Graz 2000, ISBN 3-222-12819-7.
- Michael W. Weithmann: Die Donau. Geschichte eines europäische Flusses. Böhlau, Wien 2012, ISBN 978-3-7917-2443-0.